# Quito
Quito, oficialmente San Francisco de Quito, es la capital de la República del Ecuador. Asimismo, funge como capital de la provincia de Pichincha y la cabecera cantonal del Distrito Metropolitano de Quito. Está ubicada al centro norte de la región interandina del Ecuador, sobre la hoya del río Guayllabamba, en las laderas occidentales del estratovolcán Pichincha, a una altitud promedio de 2850 m s. n. m., siendo la capital constitucional a mayor altitud del mundo.
La ciudad está dividida en 32 parroquias urbanas. Es la segunda urbe más poblada de Ecuador con 1’763.275 habitantes, detrás de Guayaquil. No obstante, su tejido urbano va más allá de sus parroquias urbanas, aglutinando a ciudades y parroquias cercanas; es así que la conurbación de Quito abarca una población de 2’679.722 habitantes, siendo la segunda aglomeración urbana más poblada de la nación, detrás de la conurbación de Guayaquil. Al ser la capital nacional, Quito es el epicentro político del país. Junto con Guayaquil, es uno de los dos polos de desarrollo del país, albergando las principales entidades empresariales, financieras, culturales y deportivas del Ecuador.
Los orígenes de la ciudad son inciertos; los registros más antiguos se hallan en la hacienda del Inga alrededor del año 1030 a. C. Desde el siglo VI, surge en la zona la confederación de los quitus, una alianza de señoríos que habitaban en la hoya del Guayllabamba. Posteriormente, la urbe fue conquistada por los incas en el siglo XV, y pasó a ser una de las ciudades más importantes del Imperio incaico. La conquista española se dio en 1534, fundando Sebastián de Belalcázar el 6 de diciembre, la ciudad de San Francisco de Quito, sobre las ruinas de la ciudad incaica. Durante la época hispánica, Quito se consolidó como la urbe más importante del actual territorio ecuatoriano, siendo sede de la Provincia de Quito, entidad territorial integrante del Imperio español.  Quito gestó un proceso revolucionario entre 1809 y 1812 buscando la independencia, sin embargo, el proceso fracasaría debido a la falta de apoyo de las ciudades cercanas, leales a la corona. Sería liberada finalmente en 1822, con la batalla de Pichincha, y posteriormente se unió a la Gran Colombia. En 1830, Quito, Guayaquil y Cuenca se separaron de la Gran Colombia, formando la República del Ecuador, de la cual Quito ha sido su capital desde entonces.
Es la primera ciudad declarada, junto a Cracovia en Polonia, como Patrimonio de la Humanidad por la Unesco, el 8 de septiembre de 1978. En 2018, Quito ha sido evaluada dentro del concepto de ciudades mundiales o globales como una ciudad beta, según el estudio de GaWC, siendo la ciudad mundial más globalizada del Ecuador, a la par de ciudades latinoamericanas como la Ciudad de Panamá y San José.

## Toponimia
El sentido original del topónimo ha dejado de ser transparente en las lenguas de la región, aunque es probablemente de origen quichua.
Un ejemplo claro de etimología popular lo ofrece la adjudicación de un significado claramente moderno como 'tierra en la mitad del mundo'. Esta atribución se ha hecho mediante las lenguas tsafiqui o cha’fiki, mediante los étimos putativos quitsa ('mitad'), que habría sido reducido a qui, y to ~ tu ('tierra'). Otra etimología descartada por los especialistas la ofreció el cronista mercedario Martín de Murúa, adjudicándolo a una corrupción a partir de la palabra quipu (en ortografía quechua contemporánea: khipu).

El nombre de Quito refieren los indios antiguos, que le resultó por unos grandes cordeles, que el famoso Huaina Capac hizo en ella de oro y plata, poniendo en ellos diversas leyes y estatutos, que se habían de guardar en ella y en las provincias comarcanas, y esto se llama en su lengua, quipu, y los españoles, corrompiendo el vocablo, llamáronla Quito
Fray Martín de Murúa, Historia general del Perú (1613, libro III, capítulo XVII, página 521)

Según algunas versiones orales y relatos cronísticos, el topónimo tendría un origen antropónimo; es decir, designaría un asentamiento cuyo nombre conmemora a un personaje histórico. De esa versión es el cronista Juan de Velasco adjudicándolo al cacique Quito. En otras versiones, el personaje sería el fundador de la ciudad, proveniente de la actual costa ecuatoriana, llamado Quitumbe.
Es el lingüista peruano Rodolfo Cerrón-Palomino quien se ha ocupado de la cuestión de manera rigurosa. En primer lugar, dicho filólogo resalta que existen varios lugares homónimos a lo largo de los Andes peruanos, lo que debe tomarse como evidencia a favor de una interpretación quechua o aimara del término. En segundo lugar, anota que una simple consulta de los diccionarios más antiguos de estas lenguas andinas permiten identificar la forma escrita <quito> (en ortografía quechumara contemporánea, kitu) en los diccionarios de Diego González Holguín (quechua cuzqueño, 1608) y Ludovico Bertonio (aimara puneño, 1612) con el significado de "paloma tórtola mediana". El registro con letra <o> de la vocal posterior redondeada quechua resultó común en la adopción de préstamos al castellano (por ejemplo, la consignación del zoónimo /kuntur/ ['kʊndoɾ] como cóndor). Esta adjudicación es respaldada por la historiadora Anne Collin, quien le adjudica un papel mitológico al ave en cuestión. Cerrón-Palomino, por su parte, ha hipotetizado que el topónimo podría haber presentado originalmente alguna marca toponímica, por ejemplo *kitu-y, para darle el sentido de 'lugar de torcazas'. El respaldo documental y la plausibilidad semántica hacen la hipótesis quechua (o quechua-aimara) la más plausible lingüísticamente, aunque ha sido atacada por no especialistas como el historiador Mauricio Quiroz.

## Historia

### Orígenes
Las investigaciones arqueológicas señalan que en el sector del Inga, una hacienda ubicada cerca del monte Ilaló, alrededor del año 10300 a. C. vivieron pueblos nómadas que se dedicaban a la caza, la pesca y la recolección de alimentos. Robert Bell, quien fue el primer científico que estudió esa zona, determinó que la roca obsidiana usada para la creación de herramientas databa del 7080 a. C., posteriormente se estableció su edad en más de 12 milenios de antigüedad, como se lo reconoce actualmente. Debido a ello, por ahora, es considerado como el lugar con el asentamiento humano más antiguo del país. Este primer emplazamiento pertenece al período paleolítico ecuatoriano, el cual se caracterizó por el amplio uso de los habitantes de aquel material ígneo del que se han encontrado cerca de 80 000 piezas.
En el año 900 a. C.,durante el período de desarrollo regional, la civilización de los cotocollaos (descubiertos por el Padre Porras en 1973) se estableció entre las montañas Casitagua y Pichincha. Esa sociedad fue sedentaria, basó su desarrollo tanto en la agricultura por el cultivo del maíz, la quinua, el chocho, la calabaza; por la cacería, siendo muy importante la presencia del venado, el conejo, y los camélidos; así como también por el comercio, el cual llegó a lugares distantes para la época como la región costera del país. Debido a ello la cerámica de los cotocollao compartió semejanzas, tanto en su decoración como en estilo, con las culturas Chorrera y Machalilla. Aproximadamente en el año 500 a. C. este pueblo desapareció a causa de las erupciones del volcán Pululahua.
El yacimiento arqueológico de Rumipamba (1500 a. C. hasta el 900 d. C.), una aldea y necrópolis ubicada en la parroquia homónima de la ciudad la cual fue abandonada en varias ocasiones debido a las erupciones de los volcanes Pululahua y Guagua Pichincha, es uno de los pocos vestigios remanentes que pertenecen a la cultura Quitu. Durante este período ( Integración) se da uno de los capítulos más controversiales de la historia de la urbe, El Reino de Quito, mencionado por el Padre jesuita Juan de Velasco en su «Historia del Reyno de Quito» publicada en el siglo XVIII.
En ella se habla de un supuesto Reino (palabra que se utilizaba en aquella época para definir al país de Quito por los españoles) conformado por las etnias Quitu y Caras, las cuales integraron un extenso territorio en la sierra central y norteña ecuatoriana. La historia fue negada aproximadamente un siglo atrás por el historiador González Suárez. Pese a las controversias, se sabe que una importante confederación como los Quitu, se asentaron en las laderas del Pichincha y habitaron la zona antes de la llegada de los incas.
La conquista Inca de esta región fue iniciada en el siglo XV por Túpac Inca Yupanqui, hijo de Pachacútec el fundador del Imperio incaico. Su hijo, Huayna Cápac, fue el primer soberano nacido en el actual territorio ecuatoriano y el que estableció su residencia en tierras cañaris en Tomebamba, la actual ciudad de Cuenca. Conquistaría el territorio de los Quitus, y luego, mediante cruentas guerras libradas en los territorios caranquis (actualmente Pichincha e Imbabura) lograría su victoria definitiva, la batalla definitiva se dio en la laguna de Yaguarcocha («lago de sangre», en quichua). La importancia de la ciudad fue estratégica tanto en lo militar como en lo económico, así pues desde Quito el emperador Huayna Capac conquistó a los Caranquis. Algunos estudiosos apuntan a que Atahualpa nació en Cuzco o Caranqui, aproximadamente en el año 1500 d. C.

### Época hispánica
Cuando llegaron los españoles al Tahuantinsuyo, el imperio inca estaba sumergido en una guerra civil provocada por la pugna de poder entre Atahualpa y su hermano Huáscar. El primero defendía su hegemonía desde Quito, el segundo desde Cuzco. Atahualpa y su ejército vencieron a Huáscar en las cercanías del río Apurimac. Le dio a elegir a Huáscar: vivir y quedarse con el imperio de Cuzco, o morir. Huáscar, indignado por la derrota, aceptó la muerte. Pero en el año de 1533, luego de pacificar el imperio, Atahualpa aceptó una reunión con Francisco Pizarro, en la cual fue capturado y días después asesinado por orden del español.
La conquista de los Andes septentrionales fue motivada principalmente por el rumor de que en Quito se encontraba el tesoro de Atahualpa. Se formaron dos expediciones, la de Pedro de Alvarado, desde Guatemala, y la de Sebastián de Belalcázar procedente del sur. Fue este último el que consiguió llegar primero y quien, el 6 de diciembre de 1534, fundó la ciudad de San Francisco de Quito en las faldas orientales del volcán Pichincha. La ciudad se encontraba sobre cenizas, ya que días antes había sido incendiada por el general inca Rumiñahui con el objeto de que los españoles no encontraran nada al llegar. En agosto, la villa había sido fundada por Diego de Almagro cerca de la ciudad de Riobamba con el nombre de Santiago de Quito.
La urbe fue establecida con aproximadamente doscientos habitantes. Inmediatamente se señalaron los límites, se estableció el cabildo, se repartieron solares y se delimitaron áreas comunales. La fundación de la ciudad en este sitio parece haber respondido más que nada a razones estratégicas. A pesar de su topografía accidentada, su ubicación en una meseta presentaba ventajas sobre los valles aledaños, más propicios para el desarrollo urbano. Este último factor fue también el que primó en la determinación del lugar por parte de los pueblos originarios. En el ámbito arquitectónico, empezaron a construirse los primeros monumentos de la villa, destacándose el inicio de la construcción de la iglesia de San Francisco, en 1536.
El Rey Carlos I de España, por Real Cédula, del 14 de marzo de 1541, otorgó el escudo de armas y el título ciudad a San Francisco de Quito, Pichincha (Ecuador).
Aproximadamente, siete años después de la fundación de Quito en 1541, fue un punto de paso importante para abastecer con más recursos humanos y animales a la expedición de Francisco de Orellana comandada por Gonzalo Pizarro, teniente gobernador de Quito, quienes explorarían hacía el oriente, en busca de una tierra de la que algunas leyendas auguraban encontrar el "País de la canela", un lugar cubierto por bosques de la carísima especia e incluso la cuna de El Dorado. Finalmente, Orellana navegando por sus tributarios llegaría a descubrir el gran río Amazonas el 12 de febrero de 1542. Debido a este suceso histórico, se creó la célebre frase: "Es Gloria de Quito el Descubrimiento del Río Amazonas". El 8 de enero de 1545, el papa Alejandro Farnesio (Paulo III) fundó la diócesis de San Francisco de Quito con la finalidad de mejorar el proceso de evangelización a los indígenas, que era difícil por la extensión del territorio.Como establece Minchom (2007)las relaciones geográficas muestran claramente que los mayores beneficios de la conquista se dirigían a un grupo poco numeroso de españoles, y hacía 1570, la ciudad contaba con una pequeña élite de cerca de treinta encomenderos. Junto a estos se encontraban, sin embargo, media docena de mercaderes acaudalados que participaban en el comercio internacional y cuya riqueza -sin duda cerca de la cifra de 15.000 a 20.000 pesos- superaba la de todos, con excepción de cuatro encomenderos. Los dos encomenderos más ricos, Rodrigo de Salazar y Francisco Ruiz, con 50.000 pesos, eran excepcionales por participar de la posesión de las mayores encomiendas de Otavalo, y algunas comunidades indígenas cerca de Quito

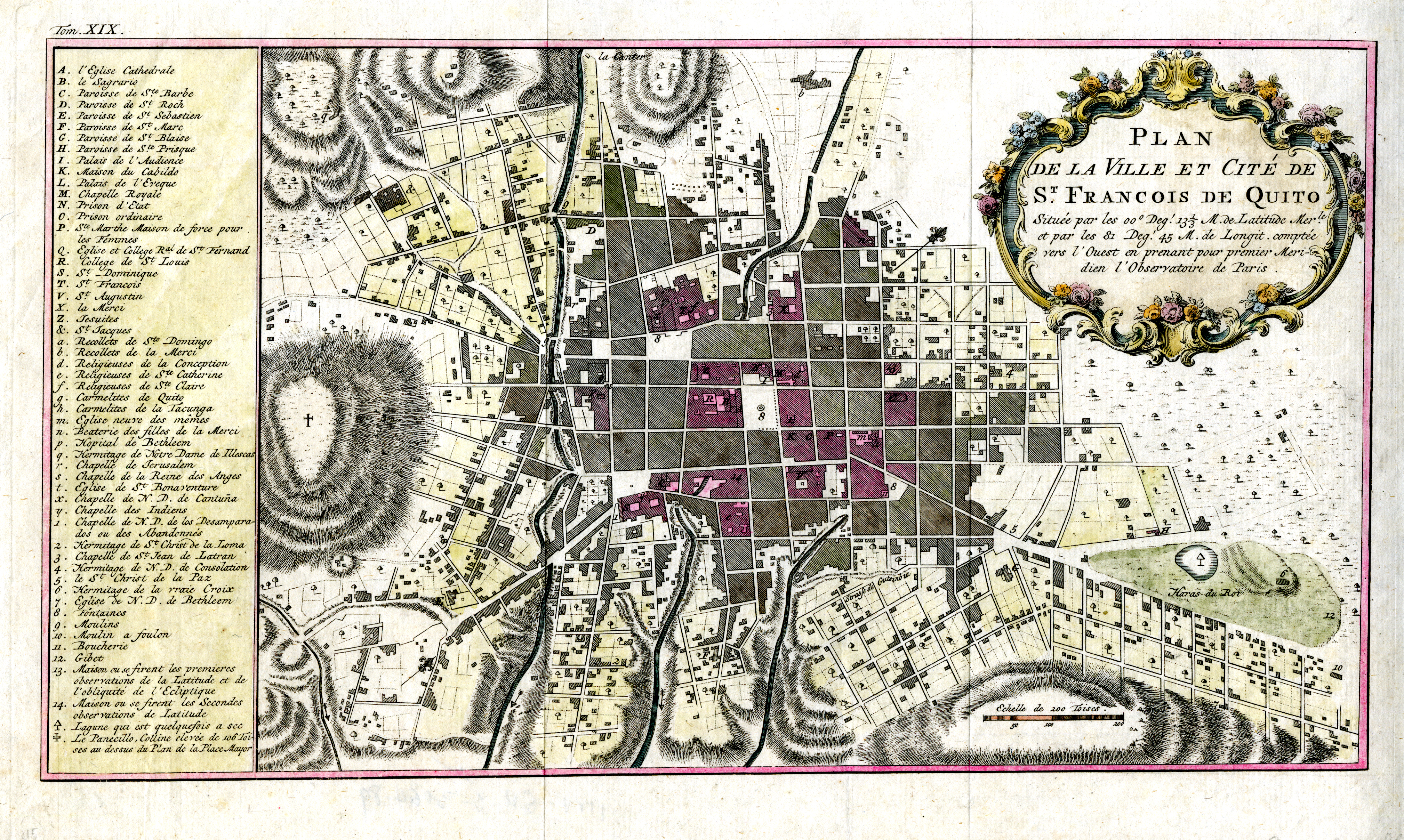
Plano de San Francisco de Quito hacia 1735.

Debido a los problemas de comunicación y transporte, así como también por la explosión demográfica, el cabildo de la ciudad solicitó al rey Felipe II la creación de la Audiencia y Presidencia de Quito. El 29 de agosto de 1563, él firmó la cédula real que dio nacimiento a esta. La jurisdicción estableció sus límites geográficos, que abarcaban una superficie cinco veces mayor que la de la actual República del Ecuador.

En la Ciudad de San Francisco del Quito, en el Ecuador, resida otra nuestra Audiencia y Chancilleria Real, con un Presidente: quatro Oidores, que también sean Alcaldes de el Crimen: vn Fiscal: vn Alguazil mayor: vn Teniente de Gran Chanciller, y los demás Ministros y Oficiales necessarios: y tenga por distrito la Provincia de Quito, y por la Costa ázia la parte de la Ciudad de los Reyes, hasta el Puerto de Payta, exclusivé: y por la tierra adentro, hasta Piura, Caxamarca, Chachapoyas, Moyobamba y Motilones, exclusivé, incluyendo ázia la parte susodicha los Pueblos de Jaen, Valladolid, Loja, Zamora, Cuenca, la Zarça y Guayaquil, con todos los demás Pueblos, que estuvieren en sus comarcas, y se poblaren: y ázia la parte de los Pueblos de la Canela y Quixos, tenga los dichos Pueblos, con los demás, que se descubrieren: y por la Costa, ázia Panamá, hasta el Puerto de la Buenaventura, inclusivé: y la tierra adentro á Pasto, Popayan, Cali, Buga, Chapanchica y Guarchicona: porque los demás lugares de la Governacion de Popayan, son de la Audiencia del Nuevo Reyno de Granada, con la qual, y con la Tierrafirme parte terminos por el Septentrion: y con la de los Reyes por el Mediodia, teniendo al Poniente la Mar del Sur, y al Levante Provincias aún no pacificas, ni descubiertas.

El virrey Pedro Mesía de la Cerda otorgó el título de presidente interino de Quito con fecha de 17 de mayo de 1766 a Juan Antonio Zelaya y Vergara, que durante este período ejerció sus responsabilidades en calidad de duque de Quito como comandante general militar y político de dicha provincia
Enriquecida por la explotación minera y la producción textil, pudo construir templos barrocos y neomudéjares adaptados con originalidad al ambiente local y los ornamentó con gran profusión de pinturas y tallas, de innegable valor didáctico religioso. Fue la época de la afamada Escuela Quiteña, obra del mestizaje indio y español. Como señala Minchom (2007), es importante tomar en cuenta que la sierra de Ecuador constaba de un 70 por ciento de indígenas, y casi el 90 por ciento de la población era rural en la década de 1780.
Los geodésicos franceses del sistema decimal introdujeron en Quito el espíritu racionalista moderno y usaron la magnífica biblioteca de la Universidad Jesuita de San Gregorio. Quito alimentó la extraordinaria empresa de las misiones de Jaén y Mainas. En Quito nació y vivió Mariana de Jesús, santa y patriota. De esta ciudad salió el más ilustre de los precursores de la independencia americana, el mestizo Xavier Chusig quien cambió su nombre a Eugenio de Santa Cruz y Espejo para evitar la discriminación. Espejo fue el fundador del primer periódico de Quito. También hay otras historias como la de Manuela Sáenz, la primera mujer enrolada al ejército bolivariano quien se convirtió en la fiel compañera y novia del libertador Simón Bolívar.

### Independencia y Gran Colombia

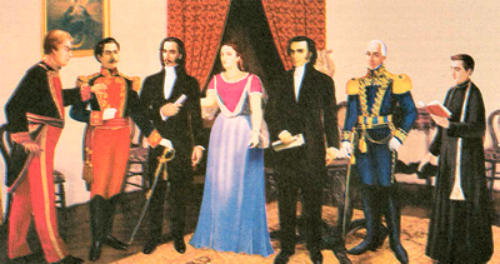
Representación de la reunión de los próceres del 10 de agosto de 1809, reunidos en la casa de Manuela Cañizares, la noche antes del establecimiento de la Primera Junta de Gobierno Autónoma de Quito.

La Declaración de Independencia de los Estados Unidos en 1776 de Gran Bretaña y la Revolución francesa de 1789, sirvieron de ejemplo a los criollos al mostrarles que un sistema de gobierno autónomo o incluso independiente era posible. Las influencias de varios acontecimientos locales tales como la visita de los geodésicos franceses quienes impulsaron las ideas de la ilustración en la urbe, el alto índice de empobrecimiento de la Audiencia y los crecientes sentimientos nacionalistas, estimulados por el interés de los criollos de todo el continente por obtener el poder, fueron también algunas de las causas principales, que motivaron el inicio del proceso revolucionario que dio fin al gobierno español en la ciudad.
El 25 de diciembre de 1808, en la hacienda Chillo Compañía, propiedad de Juan Pío Montúfar y Larrea II Marqués de Selva Alegre, se celebró una reunión conocida como «La conspiración de Chillo» o «La Conjura Navideña» que discutió el establecimiento de una Junta Autónoma que se encargaría de gobernar la Presidencia de Quito. A ella asistieron Juan de Dios Morales, José Riofrío, Juan Pablo Arenas, Manuel Quiroga, Nicolás de La Peña, Francisco Javier de Ascázubi y el capitán Juan de Salinas y Zenitagoya.
Meses después el complot fue descubierto por el entonces presidente de la Real Audiencia de Quito Manuel Urríez, conde Ruiz de Castilla, debido a que Salinas comentó a Andrés Torresano, sacerdote del convento de La Mercéd, el tema de la reunión. Fue apresado el 1 de marzo al igual que sus compañeros Juan Pío Montufar, el día cinco y Juan de Dios Morales el seis. Pocos días después todos fueron liberados debido a que las pruebas indagatorias fueron sustraídas.
El 8 de agosto se reunieron en el hogar de Francisco Javier de Ascázubi, donde se tomó la decisión de integrar la junta el día 10. El 9 de agosto, este grupo de ilustrados criollos, se reunió nuevamente en la residencia de Manuela Cañizares. El 10 de agosto de 1809, se firmó el acta que cesó en sus funciones al entonces presidente de la Real Audiencia de Quito, conde Ruiz de Castilla, e instauraron en la ciudad la Primera Junta Autónoma de Gobierno, con autoridades quiteñas y con la estrategia de las máscaras de Fernando VII que consistían en fingir lealtad al depuesto rey Fernando VII con el objetivo de mantener la autonomía.
El rechazo de adhesión a la junta de Guayaquil y Cuenca,(por decisión de sus corregidores como Melchor de Aymerich), ocasionó que el 5 de octubre se declarase una contrarrevolución y que el 24 del mismo mes se firmara la capitulación. Después de estos hechos, la mayoría de los miembros de la junta fueron perseguidos y encarcelados; en el Cuartel de Lima en Quito, lugar en el que entre el 2 y el 10 de agosto de 1810 fueron asesinados; alrededor de 300 ciudadanos de Quito acudieron a rescatar a los próceres, enfrentándose a las tropas reales con el objetivo de lograr este fin sin embargo en el enfrentamiento fueron derrotados y asesinados. Esta matanza de 300 personas significó en aquel momento la muerte del 1 por ciento de la población de la urbe. El poder vuelve a manos del Conde Ruiz de Castilla. Los virreyes de Lima y Bogotá envían tropas para sitiar la ciudad. En 1812 llega como Comisionado Regio de España Carlos Montúfar, hijo del Marqués de Selva Alegre para pacificar a los sublevados, pero lo que ocurrió fue que este se unió a la lucha que se estaba disputando en América, esto ocasionó que en 1816 pierda la vida; defendiendo los ideales de libertad.
El 9 de octubre de 1820, Guayaquil declaró su independencia del Imperio Español, marcando el inicio del proceso de emancipación. El 24 de mayo de 1822 en la denominada Batalla de Pichincha, la División Protectora de Quito creado en Guayaquil y unidos con el ejército libertador aliado bajo el mando del general  Antonio José de Sucre y el coronel Andrés de Santa Cruz, enviado por el libertador José de San Martín ingresaron a la ciudad desde Chillogallo, al sur. Luego en la madrugada tuvieron que subir las laderas del Volcán Pichincha, la división de gran-colombianos estuvo formada de 1500 hombres los cuales sumados a los 1400 refuerzos de la división de peruanos, chilenos y argentinos complementaron los 6 batallones del ejército libertador con 2900 efectivos que se enfrentarían al ejército realista desde la madrugada del 24 de mayo, al frente iban 200 colombianos de la Alta Magdalena en la vanguardia y británicos de Albión en la retaguardia protegiendo el tren de municiones. En la madrugada hubo una fuerte llovizna en la subida por las laderas del volcán y a pesar de los esfuerzos de los soldados fue difícil la subida por la razón que los senderos se convirtieron en ciénagas, luego bordearon el flanco occidental de las faldas del Pichincha, para rodear a las fuerzas realistas a cargo de Melchor de Aymerich. Se dio un disputado combate, en el cual el ejército aliado gran-colombino y peruano consiguieron la liberación de la ciudad y la independencia de las provincias pertenecientes a la Real Audiencia. El 25 de mayo Melchor de Aymerich capituló y la antigua Presidencia de Quito pasó a formar parte de la Gran Colombia.
Luego de la Batalla de Pichincha, en junio de 1822 llega el Libertador Simón Bolívar para anexionar los territorios de la antigua audiencia a la República de la Gran Colombia, conformada entonces por los actuales Colombia, Ecuador, Panamá y Venezuela, con capital en la ciudad de Santa Fe de Bogotá. La Real Audiencia se transforma en Distrito del Sur dentro del cual se creó el Departamento de Ecuador en el que se encuentra Quito. El 25 de junio de 1824 se funda la provincia de Pichincha, teniendo a Quito como capital. El 18 de marzo de 1826 se inaugura la Universidad Central del Ecuador.

### Los albores de la república
El 13 de mayo de 1830 se crea la República del Ecuador con Quito como capital, tras separarse de la Gran Colombia. El general venezolano Juan José Flores asume el cargo de primer presidente. El 27 de agosto de 1869 se funda la Escuela Politécnica Nacional, otra de las grandes universidades del Ecuador.

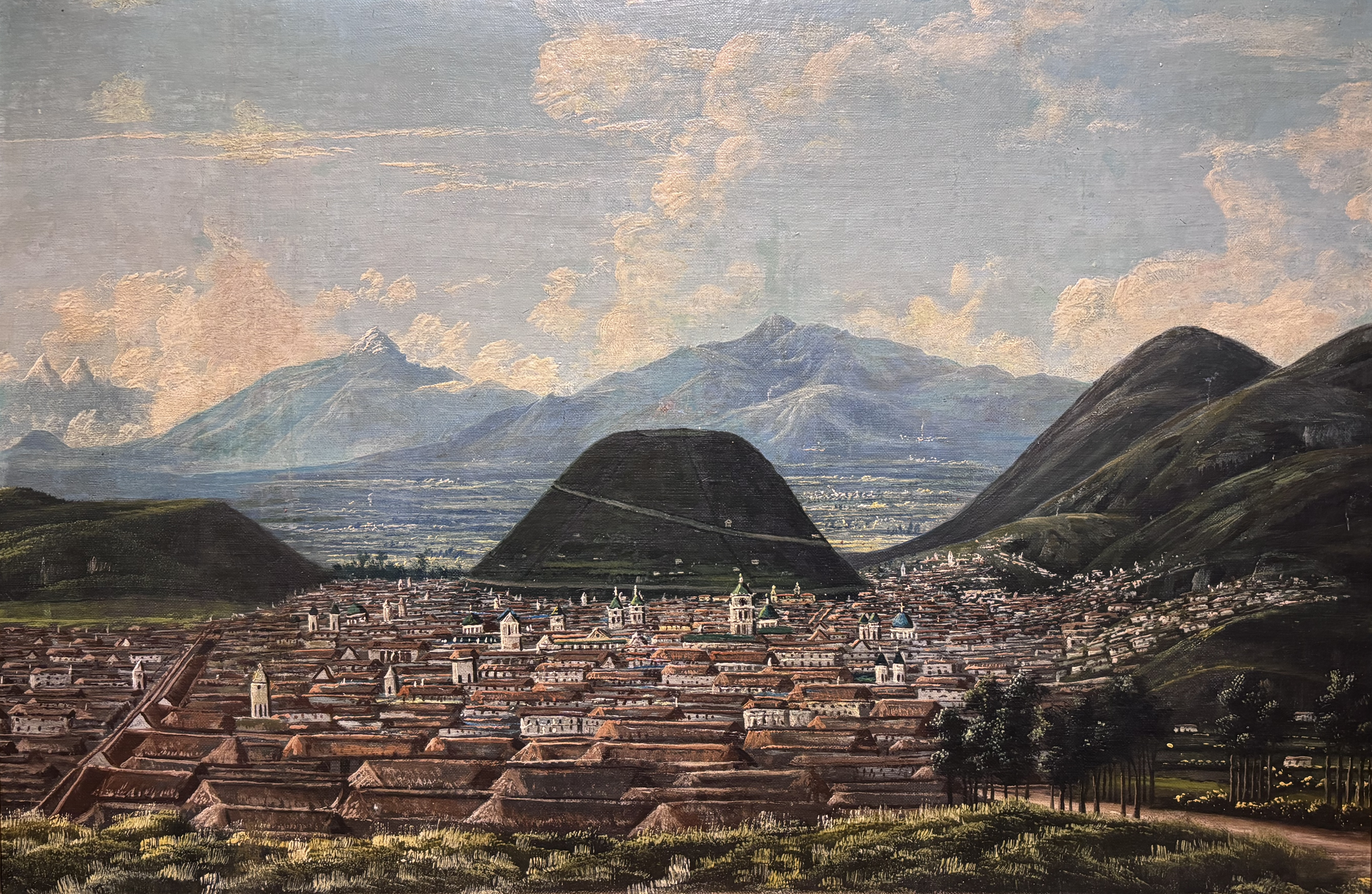
Quito, óleo atribuido al pintor Rafael Salas; muestra el paisaje de la ciudad a mediados del. MuNa.

Otros hechos históricos que describen a Quito en la historia de este país son: el asesinato del presidente del Ecuador Gabriel García Moreno el 6 de agosto de 1875; el asesinato del presidente Eloy Alfaro cuyo cuerpo inerte fue arrastrado por las calles quiteñas e incinerado posteriormente en el parque El Ejido el 28 de enero de 1912; la Revolución Juliana de 1925 para rescatar el estado de manos de la plutocracia bancaria; entre otros.

### La ciudad en los inicios delsigloXX
El 25 de junio de 1908 llegó por primera vez el tren de vapor a la estación de Chimbacalle ubicada al sur de Quito. La obra de construcción del Ferrocarril Transandino entre Guayaquil y Quito había sido iniciada por el presidente Gabriel García Moreno, y fue terminada en época del presidente Eloy Alfaro. Un clavo de oro colocado en el último riel de la mencionada estación por América Alfaro, la hija del presidente Alfaro, selló la obra de infraestructura más grande del Ecuador en aquella época. La llegada del ferrocarril de vapor a la ciudad, produjo la necesidad de crear un medio de transporte urbano que operase entre la estación de Chimbacalle encima del cerro al lado sur de la ciudad, y el centro comercial en el otro lado del Río Machángara. La Quito Tramways Company fue organizada en 1910 en Wilmington (Delaware) - Estados Unidos, y fue controlada por la Ecuadorian Corporation Ltda. de Londres. La QTC empezó la construcción de una línea de tranvías eléctricos en 1911 y ordenó cuatro carros de dos ejes a la J. G. Brill en Filadelfia, el 17 de febrero de 1914. La nueva línea, entre la estación del ferrocarril y el centro de la ciudad, fue inaugurada el 8 de octubre de 1914. La QTC mandó hacer a la Brill dos carros de cuatro ejes en 1915 y dos más de dos ejes en el año siguiente. La trocha de las líneas de tranvía de Quito, como del ferrocarril de vapor, era de 1.067 mm (42 pulgadas).
Durante 34 años la QTC operó los ocho mismos tranvías en dos servicios: de la estación Chimbacalle al Cementerio San Diego, y de Chimbacalle hasta la avenida Colón, cerca al Palacio de La Circasiana. El depósito de tranvías se ubicó en la avenida 18 de septiembre y Jorge Washington. En 1921 una empresa ecuatoriana, Compañía Nacional de Tranvías, construyó une línea de tranvías en las Avenidas 10 de agosto y la Prensa entre la avenida Colón y la aldea de Cotocollao. Ya que la QTC poseía los derechos exclusivos de tracción eléctrica en la ciudad, los vehículos de la CNT tenían que ser accionados por motores de gasolina. La CNT importó los chasis y la parte mecánica de sus carros de la Allgemeine Elektricitäts-Gesellschaft (AEG) en Alemania, pero montó las carrocerías en Ecuador. La línea de Cotocollao, con trocha también de 1.067 mm (42 pulgadas), abrió el 22 de junio de 1923. Alrededor del 1926 los inversores ecuatorianos reorganizaron la CNT y adquirió la QTC. Los nuevos dueños cerraron la línea de gasolina de Cotocollao en 1928 hasta 1935 y las dos líneas de tranvía eléctrico aproximadamente en 1948.

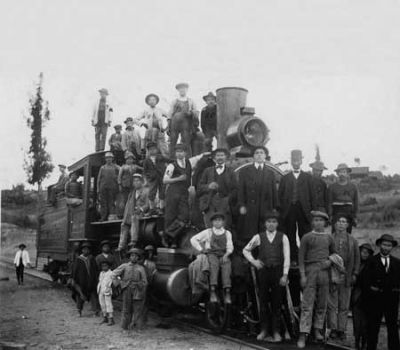
Personal del ferrocarril el 24 de junio de 1908, un día antes de la llegada del primer tren a Quito.

### Período Moderno
En la década de 1930, las clases altas del centro de la ciudad se desplazaron al norte. Surgieron barrios residenciales dentro del esquema de "ciudad jardín". Los espacios del centro fueron ocupados por inmigrantes de las provincias vecinas. La parte antigua de la ciudad pudo por consiguiente conservar su traza original y su arquitectura hispánica enriquecida con los nuevos aportes de los siglos XIX y XX. Hacia la mitad del siglo XX, el espacio urbano estaba ya socialmente estratificado.
El 5 de julio de 1941, estalla un conflicto con Perú lo que produce la guerra peruano-ecuatoriana, durante los días de guerra con el Perú los ferrocarriles se dirigían al sur del país llevando jóvenes soldados voluntarios para hacer frente al enemigo peruano.
El 6 de agosto de 1960 se inaugura el Aeropuerto Internacional Mariscal Sucre. El 28 de marzo de 1976 en la loma de El Panecillo, el decimoprimer arzobispo de Quito Pablo Muñoz Vega, inauguró la Virgen del Panecillo. Esta es una estatua hecha de aluminio, copiada a partir de un original de Bernardo de Legarda. El 8 de septiembre de 1978, Quito fue declarada como el Primer Patrimonio Cultural de la Humanidad por la UNESCO, con el objetivo de conservar sus conventos, iglesias y el centro histórico en general. Desde hace algunos años, el Municipio de Quito ha emprendido en un plan de salvamento arquitectónico y social del centro histórico.
A partir de la década de 1970, Quito se modernizó gracias al boom petrolero en Ecuador. Se convirtió en la capital petrolera y en el segundo centro bancario y financiero del país. Su modernidad se aprecia en la arquitectura del sector norte de la ciudad. Uno de los exponentes de este desarrollo es la Torre CFN, que con sus 23 pisos era el edificio más alto de ciudad. Actualmente, el récord lo ostenta la torre IQON de las firmas Bjarke Ingels/Uribe Schwarzkopf, que con sus 32 pisos y 132 m de altura promueve el crecimiento vertical de Quito, puesto que en las décadas previas no era posible construir a más de cierto límite por el funcionamiento del aeropuerto en el interior de la ciudad. Esto se solventó en 2013 gracias al traslado del Aeropuerto Internacional Mariscal Sucre hacia las inmediaciones de la urbe permitiendo la construcción de cada vez más rascacielos.
La extensión de la ciudad hacia el norte y el sur comenzó durante los años 1980, cuando la principal área turística ubicada en el centro norte de la ciudad (Quito moderno) comenzó a crecer. Actualmente es la ciudad más desarrollada del Ecuador.
El 5 de marzo de 1987, se produjo un terremoto de, aproximadamente, magnitud 7 en la escala sismológica de Richter y cuyo epicentro se localizó a 80 km de Quito. El temblor causó daños en varias edificaciones de la ciudad. El 27 de diciembre de 1993, se promulga la Ley de Régimen para el distrito metropolitano de Quito. El 17 de diciembre de 1995, el Municipio de Quito inaugura la primera línea de trolebuses en la ciudad y en el Ecuador con el nombre de Trolebús de Quito o Trole.
Al finalizar el siglo XX, el país entró en un periodo de inestabilidad política, siendo Quito el principal escenario de los acontecimientos que sacudieron a la nación. En 1997 se dieron varias manifestaciones populares en la ciudad que pedían la salida del presidente de ese entonces Abdalá Bucaram. La manifestación más importante se dio el 5 de febrero, y tuvo como consecuencia la denominada "Noche de los tres presidentes", suscitada durante la noche del 6 de febrero y la madrugada del 7 de febrero de 1997 en Ecuador, donde Bucaram, Rosalía Arteaga y Fabián Alarcón reclamaban la presidencia de la república. Finalmente Abdalá Bucaram fue destituido por el Congreso Nacional. Dos años más tarde, Ecuador sufrió una severa crisis financiera, teniendo como principal problema el "feriado bancario", esta situación volvió a crear grandes manifestaciones sociales en la capital que desembocaron en el golpe de Estado del 2000, cuando el 21 de enero las Fuerzas Armadas del Ecuador le retiraron su apoyo luego de que los miembros de la Confederación de Nacionalidades Indígenas del Ecuador (CONAIE), se tomaran las calles de Quito y avanzaran al Congreso Nacional, apoyados por un grupo de coroneles de las Fuerzas Armadas quienes actuaban de manera independiente a la institución militar. Así, Mahuad también fue derrocado.

### La urbe delsigloXXI

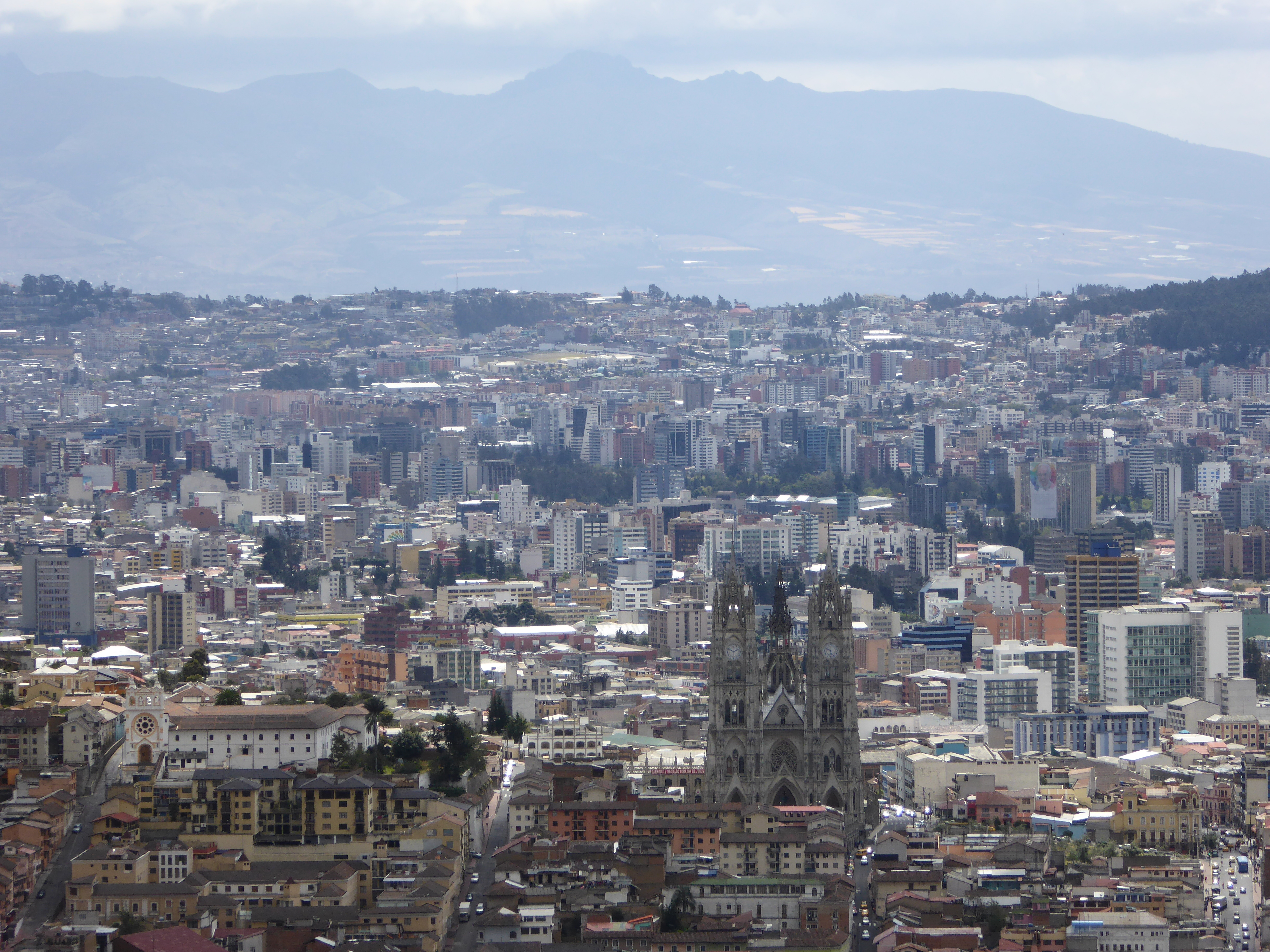
Desde mediados del norte de la urbe se consolidó como el corazón financiero de la ciudad.

Para el año 2001, la ciudad llegó a 1'399.814 habitantes, mientras la conurbación de Quito se aproximaba a los 2 millones. En el 2002, el alcalde Paco Moncayo inició la recuperación del centro histórico, mientras suscribió un contrato para la construcción de un nuevo aeropuerto, en el sector que se venía planteando desde mediados del siglo XX. La construcción empezó en enero de 2006, durante el segundo periodo de Moncayo frente al Municipio. Además, entre 2003 y 2004 se construyó la línea de BRT MetrobusQ que atraviesa la ciudad de norte a sur, también se ampliaron las avenidas y se construyeron pasos deprimidos y reformas geométricas con la finalidad de dar mayor fluidez al tránsito. Para 2005 se terminó la recuperación del sector de La Mariscal, antiguamente una zona roja, creando una gran cantidad de restaurantes, calles peatonales, piletas, cafés, bares; siendo desde entonces la zona rosa de la urbe. El 2 de julio de 2005, se inauguró una línea de teleféricos turísticos en Cruz Loma con el nombre de TelefériQo.
Entre febrero y abril de 2005, los quiteños protagonizaron la "Rebelión de los forajidos", que derrocó al presidente Lucio Gutiérrez. Las protestas se realizaron en las noches, utilizando símbolos como los cacerolazos. El 20 de abril, la fuerza pública se plegó a los manifestantes, quitando su respaldo a Gutiérrez, quien fue finalmente derrocado, huyendo del Palacio de Carondelet en helicóptero.
En 2010, el alcalde Augusto Barrera inició la obra más grande de la historia de la ciudad: el Metro de Quito. El 1 de noviembre de 2012, se adjudicó la construcción de la primera fase del Metro a la empresa española Acciona Infraestructuras. Mientras tanto, la obra del nuevo aeropuerto fue entregada el 11 de octubre de 2012, y el 19 de febrero de 2013 se cerraron las operaciones en el antiguo aeropuerto de Quito; esa misma noche fue inaugurada la nueva terminal con una ceremonia presidida por el presidente Rafael Correa. 

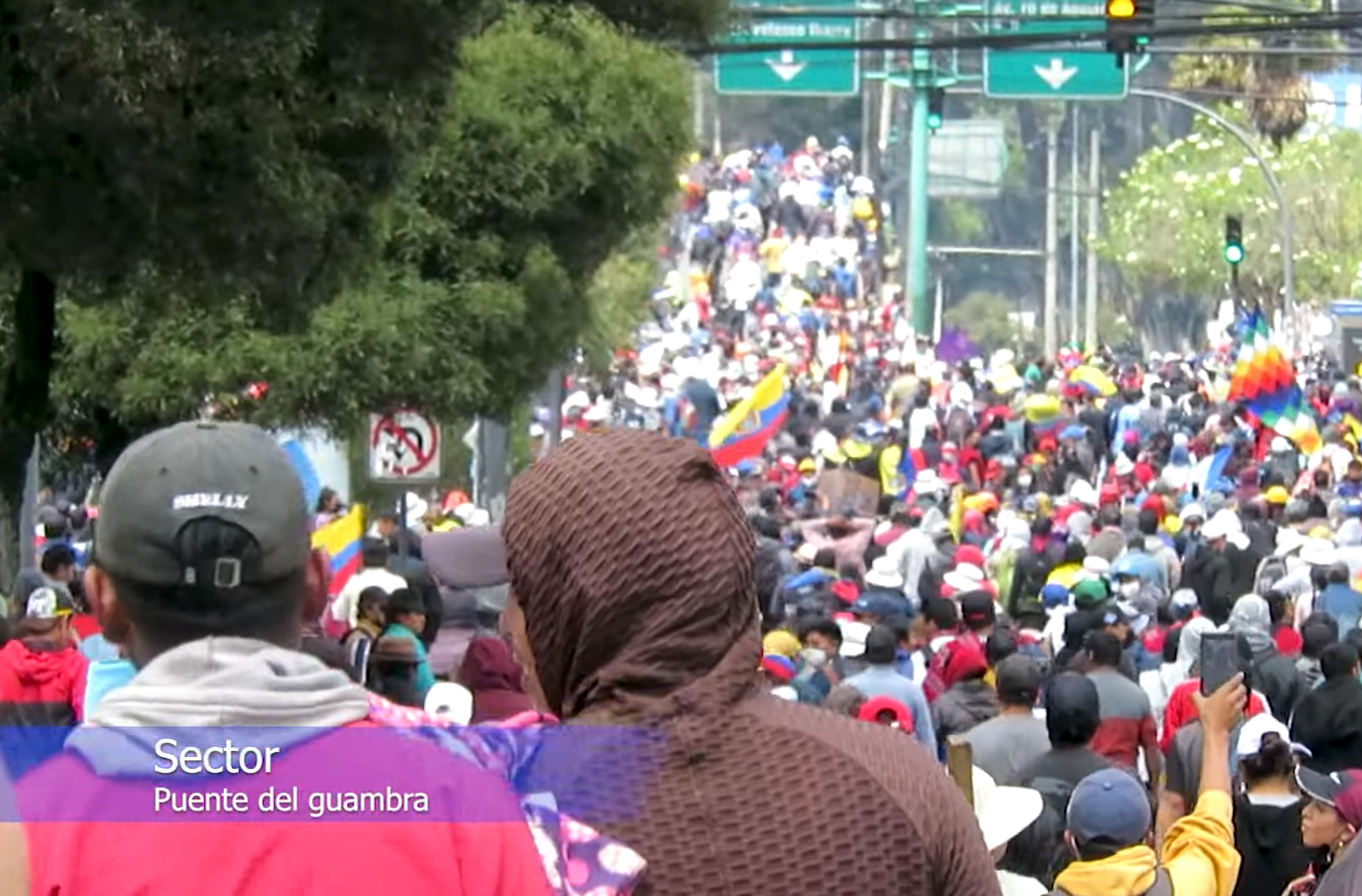
Manifestantes atravesando el Puente del Guambra, durante el Paro Nacional de 2022 contra el gobierno de Guillermo Lasso.

Quito fue el epicentro de las manifestaciones de octubre de 2019. A la capital arribaron miles de manifestantes indígenas, a quienes se sumaron estudiantes, trabajadores, maestros, sindicatos, entre otros sectores, quienes protestaban contra las medidas económicas neoliberales del gobierno de Lenín Moreno. La situación se fue tornando más crítica con el pasar de los días, por lo que el gobierno decretó traslado temporal de la sede de gobierno a Guayaquil. Durante las protestas el gobierno respondió con medidas de seguridad que resultaron en enfrentamientos, lo que ocasionó 11 fallecidos, 1340 heridos y 1192 detenidos. El 13 de octubre se llevó a cabo una reunión mediada por la ONU y la Iglesia católica, donde los dirigentes de la Conaie y el gobierno llegaron a un acuerdo que finalizó con el conflicto.
En 2022, nuevamente la urbe capitalina fue escenario de una nueva ola de protestas. Esta vez, el Paro Nacional de 2022 se dio por las políticas neoliberales del gobierno de Guillermo Lasso. Entre el 13 y el 30 de junio, la Conaie, junto con varias organizaciones indígenas, estudiantiles, sindicales, y gran parte de la población quiteña, se tomaron las calles de Quito. Lasso reprimió la movilización social, dejando un saldo de 7 manifestantes fallecidos, 331 heridos y 158 detenidos.
Si bien la segunda fase de la construcción del metro arrancó el 19 de enero de 2016, el avance de la obra sufrió varios retrasos, principalmente durante la pandemia de COVID-19. En junio de 2023, el alcalde Pabel Muñoz, dio a conocer varias irregularidades en los contratos de la obra, fruto de las administraciones anteriores. Finalmente, el metro fue inaugurado en diciembre de 2023.

## Geografía

### Relieve y geología

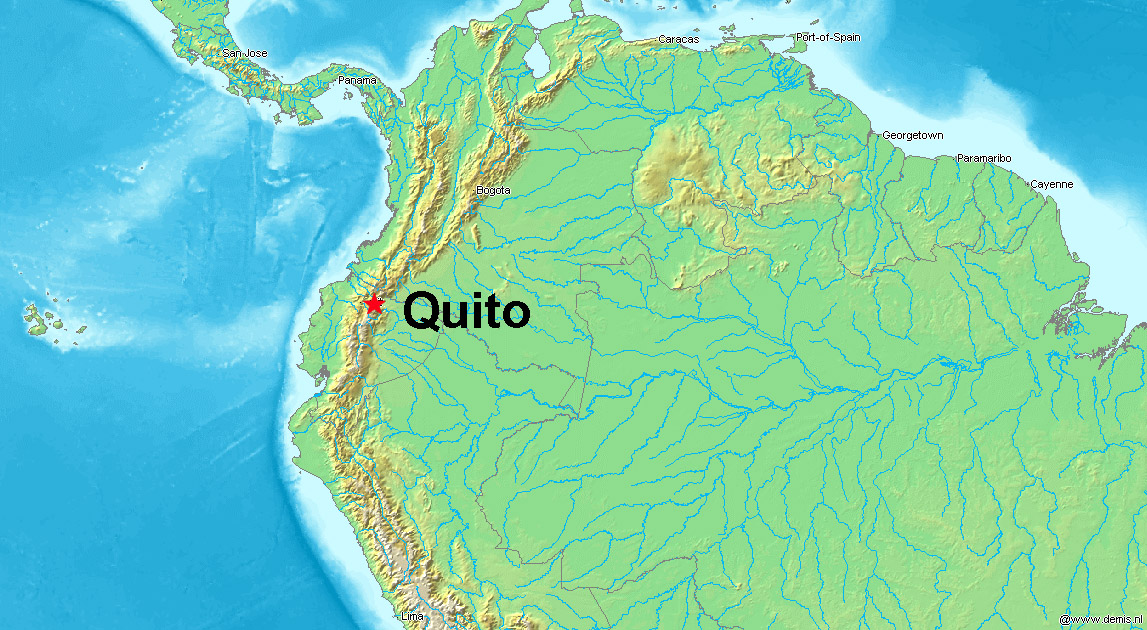
Ubicación de Quito en Sudamérica.

La ciudad se encuentra ubicada, principalmente sobre los valles occidentales que forman parte de la hoya del río Guayllabamba, la cual está emplazada en las faldas orientales del estratovolcán activo Pichincha, en la Cordillera Occidental de los Andes septentrionales de Ecuador, a una altitud promedio de 2850 m s. n. m. La urbe está delimitada por el volcán Casitagua por el norte, la falla geológica EC-31 (conocida como Falla de Quito-Ilumbisi o Falla de Quito) por el este, las faldas orientales del Pichincha por el oeste y por el Volcán Atacazo por el sur. Sus dimensiones aproximadas son de 50 km de longitud en sentido sur-norte y 8 km de ancho en sentido este-oeste.
Centenas de millones de años atrás, durante el período Paleozoico, se desarrollaron las bases de lo que serían Los Andes cuando empezó la subducción de la Placa de Nazca bajo la Placa Sudamericana, la que pertenecía al antiguo continente de Gondwana. La mayor actividad telúrica se registró durante el período cuaternario en la época del pleistoceno, la cual formó el paisaje accidentado de la ciudad. En el plioceno, se presentaron varios eventos de considerable importancia en el país y el continente, sin embargo, la ciudad no fue influenciada mayoritariamente por estos. Pese a ello, existieron algunos acontecimientos durante ese período como se evidencia en algunas zonas del Este de la urbe.
Más adelante la morfología del distrito continuó transformándose, los períodos glaciares cubrieron la región con hielo, el cual se derritió progresivamente debido al cambio climático natural que experimentó el planeta después de la última glaciación, así como también a una serie de erupciones volcánicas que provocaron el derretimiento glaciar. Esto formó varias ciénagas y lagunas en todo el territorio, algunas de las cuales eran alimentadas por ríos formados por el deshielo de los picos nevados. Se ha registrado que los habitantes de aquel período establecieron sus hogares cerca de uno de los lagos más grandes del distrito llamado Iñaquito, que desapareció debido al drenado que realizaron los españoles a su llegada, con el fin de ocupar los terrenos para usarlos como zonas comunes.
Quito se ubica en varios valles cuyo terreno irregular tienen una altitud que oscila entre los 1000 m s. n. m., en los lugares más bajos; hasta los 3500 m s. n. m. en las mesetas desde donde nacen los ríos que alimentan al río Guayllabamba. Por el oriente de sur a norte se encuentran los Valles de Machachi, Los Chilllos, Tumbaco y Guayllabamba donde se asienta la parte rural de la ciudad. El río San Pedro formó estos valles; este río nace en el Volcán Cotopaxi y desciende desde el mismo hasta el Valle de Machachi pasando por zonas asentadas en este valle como Aloag a 2810 m s. n. m; el río continua su descenso hasta la zona de Amaguaña a 2550 m. s. n. m (Valle de los Chillos) en este valle se unen a su cauce los ríos Pita y Santa Clara y continua su descenso hasta el valle de Tumbaco pasando por poblaciones como Cumbayá a 2250 m s. n. m. donde además se une con el río Machángara que viene de los valles formando el río Guayllabamba este a su vez desciende hasta sectores como Guayllabamba a 2192 m s. n. m. y Nanegal a 1000 ms.n.m. donde continuará su descenso a la costa del Pacífico. En el occidente empezando desde el Sur por la meseta de Guamaní a 3100 m s.n.m; baja el río Machángara y la quebrada Caupichu; que forman un valle en la zona sur de Quito; el río desciende hasta sectores como Solanda a 2850 m s. n. m. sigue su descenso hasta el sector de la Recoleta a 2750 m s.n.m. (centro histórico), Orquídeas 2650 m.s.n.m. y sigue su descenso hasta el sector de Guapuló a 2448 m s. n. m. de allí continúa su descenso hasta al valle de Tumbaco donde se une con el río San Pedro y forma el río Guayllabamba.

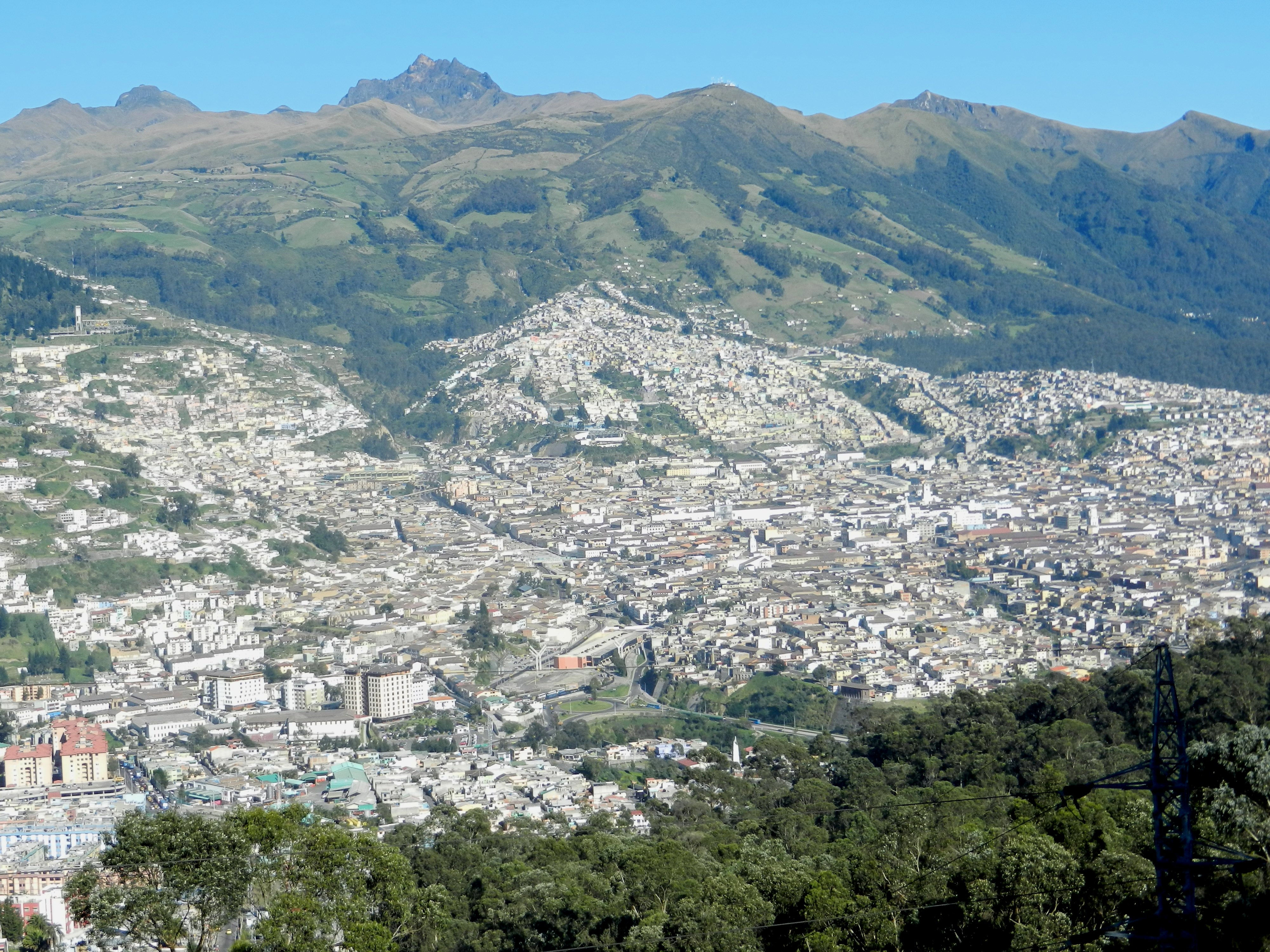
La urbe se encuentra en las faldas del volcán Pichincha.

En el centro Norte se forma otro valle en la zona de Iñaquito; este valle se encuentra bordeado de norte a sur por la meseta de Carcelén que lo divide del Valle de la Mitad del Mundo al norte y la loma de San Juan que lo divide del Valle del río Machángara en el sur;  el sector de Iñaquito se encuentra a 2778 m s. n. m.; donde se encontraba la antigua laguna de la ciudad, este valle se une con el valle del Río Machángara en el sector de Gúapulo a 2450 m s. n. m. el río que nacía en la antigua laguna de Iñaquito fue entubado pero la laguna alimentaba también la cuenca hídrica del río Machángara; y finalmente en el norte de la ciudad nace el valle del río Monjas (Valle de la Mitad del Mundo), desde el volcán Pichincha desciende el río hasta el sector del Condado a 2680 m s.n. m. pasando por sectores como Pusuquí a 2540 m s. n. m.; Pomasqui 2420 m s. n. m; San Antonio a 2380 m s. n. m. y se une al río Guayllabamba en el sector de Perucho a 1520 m s. n. m.; las alturas son muy variadas. Cabe destacar que existen varios cuerpos de agua que descienden desde los altos del Volcán Pichincha y de los cerros del lado occidental de la ciudad que han sido entubados y rellenados para lograr construir sobre estas quebradas perdiendo de esta manera su cauce natural sin embargo los colectores y sistemas de tuberías construidos sobre estos cuerpos de agua aún desembocan en los principales ríos de la ciudad. En las laderas occidentales de la cordillera de los andes que bordean el valle del sur de Quito se encuentra el barrio La Libertad el más elevado de la ciudad a 3600 m s. n. m. Estribaciones desprendidas de la cordillera de los Andes; han formado en los valles occidentales sobre los que se sienta la zona urbana un paisaje enclaustrado, dividido en su parte central por el cerro de El Panecillo (3035 m s. n. m.). Al este las lomas de Puengasí, Guanguiltagua, Itchimbía y la meseta de Calderón. que además dividen los valles orientales de los occidentales. Así como también, la principal cadena montañosa perteneciente al volcán Pichincha, el que se encuentra emplazado en la Cordillera de los Andes, encierra a la urbe en los alargados valles; hacia el oeste con sus tres diferentes elevaciones, Guagua Pichincha (4794 m s. n. m.), Rucu Pichincha (4698 m s. n. m.) y Cóndor Guachana. Debido a ello la ciudad posee una forma alargada, cuyo ancho no supera  los 8 km ; mientras que el distrito ocupa 12 000 km².

### Clima
El clima de la ciudad corresponde al clima oceánico templado de altura (Köppen, Cfb) ligeramente influenciado por un clima subtropical (Köppen, Cwb) , con muchas características continentalizadas que van desde climas áridos y templados hasta húmedos y fríos. El sur es el lugar más frío de la ciudad porque es la zona más alta y lluviosa, el centro es templado, mientras al norte se dan siempre las temperaturas más altas debido a las condiciones secas de la zona. Quito mantiene condiciones primaverales todo el año, contando con un clima isotérmico, debido a que las estaciones del año no son sensibles en la zona ecuatorial, por lo que tiene exclusivamente dos estaciones: un pluvioso y ligeramente frío invierno, que va de octubre a mayo; y un ligeramente cálido y seco verano entre junio y septiembre. Durante el invierno, con un período de lluvias prolongado con mucha prevalencia de fenómenos atmosféricos y climáticos como el granizo, las temperaturas suelen bajar drásticamente hasta ubicarse incluso en los 0 °C, incluso, existe cada año al menos un fenómeno nevoso a las afueras de la ciudad en los páramos situados a 4000 metros sobre el nivel del mar, el último de ellos registrado en abril de 2021. La estación seca de cuatro meses es la temporada donde se presentan las temperaturas más altas.
La estructura geológica del volcán Pichincha juega un papel ponderante en la pluviosidad de la ciudad; las corrientes de aire provenientes de la selva amazónica chocan con la estructura geológica dando así mayor pluviosidad al sur de la ciudad y el cercano valle de Los Chillos. El centro histórico por su ubicación al norte del valle y por la presencia del cerro Panecillo; entra en el rango de proteccíón del cuerpo geológico que disminuye la pluviosidad. En el caso del valle de Tumbaco y el sector de Iñaquito, tienen un clima menos lluvioso que el sur; pero no tan seco como el clima del valle de la mitad del mundo, logrando una desviación media de la pluviosidad; en esta zona suelen darse las temperaturas más altas. El valle de la mitad del Mundo y Guayllabamba son secos durante la mayor parte del año; ya que consiguen una desviación total de las corrientes amazónicas en este sector por parte del cuerpo geológico del Pichincha y entran en mayor medida corrientes secas provenientes del océano Pacífico, dando lugar a un clima seco y semiárido con escasa nubosidad y precipitaciones. Esto al final logra que exista menor nubosidad y por ende mayor fuga de calor; en las noches principalmente por esta razón son considerados valles templados. Estos valles suelen presentar lluvias leves durante la estación lluviosa sin embargo con el cambio climático se están incrementando.
Debido a su posición geográfica, Quito recibe niveles extremos de radiación solar todo el año, siendo uno de los lugares de la Tierra que más la recibe, llegando a recibir hasta 24 UVI (índice ultravioleta)
| Parámetros climáticos promedio de Quito                                                            | Parámetros climáticos promedio de Quito | Parámetros climáticos promedio de Quito | Parámetros climáticos promedio de Quito | Parámetros climáticos promedio de Quito | Parámetros climáticos promedio de Quito | Parámetros climáticos promedio de Quito | Parámetros climáticos promedio de Quito | Parámetros climáticos promedio de Quito | Parámetros climáticos promedio de Quito | Parámetros climáticos promedio de Quito | Parámetros climáticos promedio de Quito | Parámetros climáticos promedio de Quito | Parámetros climáticos promedio de Quito |
| Mes                                                                                                | Ene.                                    | Feb.                                    | Mar.                                    | Abr.                                    | May.                                    | Jun.                                    | Jul.                                    | Ago.                                    | Sep.                                    | Oct.                                    | Nov.                                    | Dic.                                    | Anual                                   |
| -------------------------------------------------------------------------------------------------- | --------------------------------------- | --------------------------------------- | --------------------------------------- | --------------------------------------- | --------------------------------------- | --------------------------------------- | --------------------------------------- | --------------------------------------- | --------------------------------------- | --------------------------------------- | --------------------------------------- | --------------------------------------- | --------------------------------------- |
| Temp. máx. abs. (°C)                                                                               | 33.0                                    | 28.6                                    | 32.0                                    | 25.6                                    | 30.4                                    | 29.0                                    | 31.0                                    | 27.0                                    | 29.0                                    | 27.0                                    | 29.3                                    | 29.0                                    | 33                                      |
| Temp. máx. media (°C)                                                                              | 20.8                                    | 20.8                                    | 20.8                                    | 20.9                                    | 20.8                                    | 21.1                                    | 21.4                                    | 22.1                                    | 22.0                                    | 22.1                                    | 21.2                                    | 21.4                                    | 21.3                                    |
| Temp. media (°C)                                                                                   | 14.6                                    | 14.7                                    | 14.6                                    | 14.8                                    | 14.9                                    | 15.2                                    | 15.0                                    | 15.3                                    | 15.1                                    | 14.9                                    | 14.4                                    | 14.7                                    | 14.9                                    |
| Temp. mín. media (°C)                                                                              | 9.9                                     | 10.1                                    | 10.1                                    | 10.2                                    | 10.3                                    | 10.0                                    | 9.6                                     | 9.7                                     | 9.4                                     | 9.5                                     | 9.5                                     | 9.7                                     | 9.8                                     |
| Temp. mín. abs. (°C)                                                                               | 1.0                                     | 0.0                                     | -5.0                                    | 0.0                                     | -1.0                                    | 0.0                                     | 0.0                                     | 0.6                                     | 0.9                                     | 1.0                                     | 0.0                                     | 0.0                                     | -5.0                                    |
| Precipitación total (mm)                                                                           | 106.5                                   | 117.5                                   | 171.6                                   | 161.6                                   | 124.8                                   | 45.9                                    | 19.6                                    | 44.5                                    | 76.4                                    | 98.7                                    | 128.0                                   | 92.2                                    | 1187.3                                  |
| Días de precipitaciones (≥ 1.0 mm)                                                                 | 13                                      | 14                                      | 19                                      | 20                                      | 17                                      | 10                                      | 7                                       | 7                                       | 12                                      | 18                                      | 16                                      | 15                                      | 168                                     |
| Horas de sol                                                                                       | 167                                     | 140                                     | 132                                     | 136                                     | 164                                     | 189                                     | 219                                     | 216                                     | 186                                     | 167                                     | 167                                     | 175                                     | 2058                                    |
| Humedad relativa (%)                                                                               | 80                                      | 81                                      | 82                                      | 82                                      | 80                                      | 75                                      | 67                                      | 65                                      | 70                                      | 79                                      | 79                                      | 79                                      | 76.6                                    |
| Fuente n.º 1: NOAA, World Meteorological Organization (precipitation data), Voodoo Skies (récords) |                                         |                                         |                                         |                                         |                                         |                                         |                                         |                                         |                                         |                                         |                                         |                                         |                                         |
| Fuente n.º 2: Danish Meteorological Institute (sun and relative humidity)                          |                                         |                                         |                                         |                                         |                                         |                                         |                                         |                                         |                                         |                                         |                                         |                                         |                                         |

## Política

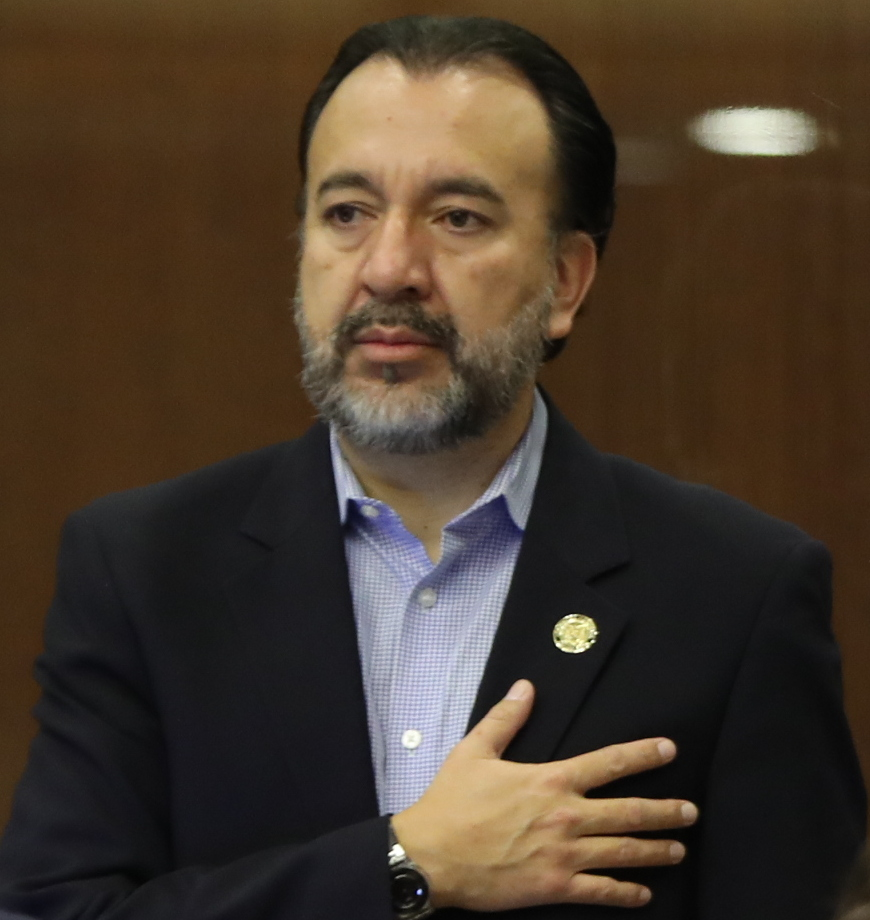
Pabel Muñoz, Alcalde Metropolitano de Quito.

Quito es la sede oficial del gobierno central y la administración pública, a excepción del período comprendido desde el 7 de octubre de 2019 y durante 30 días debido al estado de excepción en rigor, y acoge las principales representaciones diplomáticas extranjeras. Después de su fundación, el 6 de diciembre de 1534 la ciudad se convirtió en la capital del actual Ecuador, al ser designada como sede de la Real Audiencia de Quito. En 1717 es suprimida debido a una guerra que enfrentó España con la Cuádruple Alianza y se restableció el 5 de noviembre de 1723. Durante esta época hispánica, el presidente de la Audiencia de Quito residió en el Palacio de Carondelet. Así como también desde aquel período, el cabildo ha utilizado el mismo edificio como su sede principal.
Luego de la independencia del país en 1822, la ciudad perdió su capitalidad al integrarse en la Gran Colombia hasta el año de 1830, cuando esta se separa junto con Cuenca y Guayaquil con los cuales formó el Ecuador. Ese año, se establecieron las instituciones políticas. Los organismos que representan a las cinco funciones del Estado fueron circunscritos en Quito desde esa época hasta la actualidad.

### Administración
Quito es la cabecera del distrito metropolitano de Quito. La administración de la ciudad se ejerce a través del Municipio del Distrito Metropolitano de Quito conformado por un Concejo Metropolitano el cual está integrado por 21 concejales y es presidido por el Alcalde Metropolitano, todos estos componentes son elegidos para ejercer estas funciones durante un período de cinco años, mediante sufragio universal. Actualmente, el Alcalde Metropolitano de Quito es Pabel Muñoz.
En 1993 donde se promulgó la Ley de Régimen para el distrito metropolitano de Quito, según la cual el municipio capitalino asumió más competencias, como la del transporte que en esa época era responsabilidad del Gobierno Nacional. Hoy con la Constitución 2008 a Quito como distrito metropolitano le corresponde asumir las competencias de los gobiernos cantonales, provinciales y regionales, convirtiéndolo así en una "ciudad-distrito-región" Algunas de las principales competencias que tiene a cargo el Gobierno Metropolitano de Quito son: las del orden urbanístico de la ciudad, promoción cultural, prestación de servicios públicos, las disposiciones tributarias competentes de la urbe, la reglamentación del transporte público y privado, del uso de los bienes públicos, la aprobación del presupuesto general de la ciudad, la fijación de los límites urbanos, distritales y parroquiales.
Quito está dividido en Zonas Metropolitanas conocidas como Administraciones Zonales cuyas funciones son el descentralizar los organismos institucionales, así como también mejorar el sistema de gestión participativa. Cada una es dirigida por un administrador zonal designado por el alcalde, el cual es responsable de ejecutar las competencias de la urbe en su Zona. Actualmente existen nueve Zonas Metropolitanas, las se fraccionan en parroquias, 32 urbanas (ciudad), 33 rurales y suburbanas.

### Parroquias Urbanas
Territorialmente, la ciudad de Quito está organizada en 32 parroquias urbanas, mientras que existen 33 parroquias rurales con las que complementa el área total del distrito metropolitano de Quito. El término parroquia es usado en el Ecuador para referirse a territorios dentro de la división administrativa municipal.
| Parroquias urbanas de Quito |                  |                  |
|                             |                  |                  |
| Parroquia                   | Población (2019) | Superficie (km²) |
| El Condado                  | 110 380          | 10,1             |
| Carcelén                    | 67 127           |                  |
| Ponceano                    | 66 484           | 6,54             |
| Cotocollao                  | 38 199           | 2,75             |
| Comité del Pueblo           | 57 676           |                  |
| Cochapamba                  | 70 873           |                  |
| La Concepción               | 39 854           | 5,18             |
| Kennedy                     | 84 900           |                  |
| San Isidro del Inca         | 51 074           |                  |
| Jipijapa                    | 42 807           | 6,23             |
| Rumipamba                   | 34 542           |                  |
| Iñaquito                    | 50 445           | 15,08            |
| Belisario Quevedo           | 58 879           |                  |
| Mariscal Sucre              | 15 855           | 2,8              |
| San Juan                    | 66 330           |                  |
| Itchimbía                   | 45 115           |                  |
| Centro histórico            | 49 627           | 3,75             |
| La Libertad                 | 34 672           | 2,65             |
| Puengasí                    | 77 436           |                  |
| Chimbacalle                 | 48 678           |                  |
| La Magdalena                | 37 008           | 2,9              |
| Chilibulo                   | 59 902           |                  |
| La Ferroviaria              | 79 549           |                  |
| San Bartolo                 | 77 919           |                  |
| La Mena                     | 53 617           |                  |
| Solanda                     | 95 646           |                  |
| La Argelia                  | 70 982           |                  |
| Chillogallo                 | 71 885           | 3                |
| Quitumbe                    | 97 588           |                  |
| La Ecuatoriana              | 72 932           |                  |
| Guamaní                     | 84 328           |                  |
| Turubamba                   | 66 070           |                  |
| Quito                       | 1 978 376        | 290              |
| Fuente: INEC                |                  |                  |

### Parroquias Rurales
|                        | Parroquia |
| Pacto                  |           |
| Gualea                 |           |
| Nanegalito             |           |
| Nanegal                |           |
| San José de Minas      |           |
| Atahualpa (Hasaspamba) |           |
| Chavezpamba            |           |
| Perucho                |           |
| Puéllaro               |           |
| San Antonio            |           |
| Calacalí               |           |
| Nono                   |           |
| Lloa                   |           |
| Pomasqui               |           |
| Guayllabamba           |           |
| El Quinche             |           |
| Checa (Chilpa)         |           |
| Calderón (Carapungo)   |           |
| Llano Chico            |           |
| Zámbiza                |           |
| Nayón                  |           |
| Tababela               |           |
| Puembo                 |           |
| Yaruquí                |           |
| Cumbayá                |           |
| Tumbaco                |           |
| Pifo                   |           |
| Guangopolo             |           |
| Conocoto               |           |
| Alangasí               |           |
| La Merced              |           |
| Amaguaña               |           |
| Pintag                 |           |

## Turismo

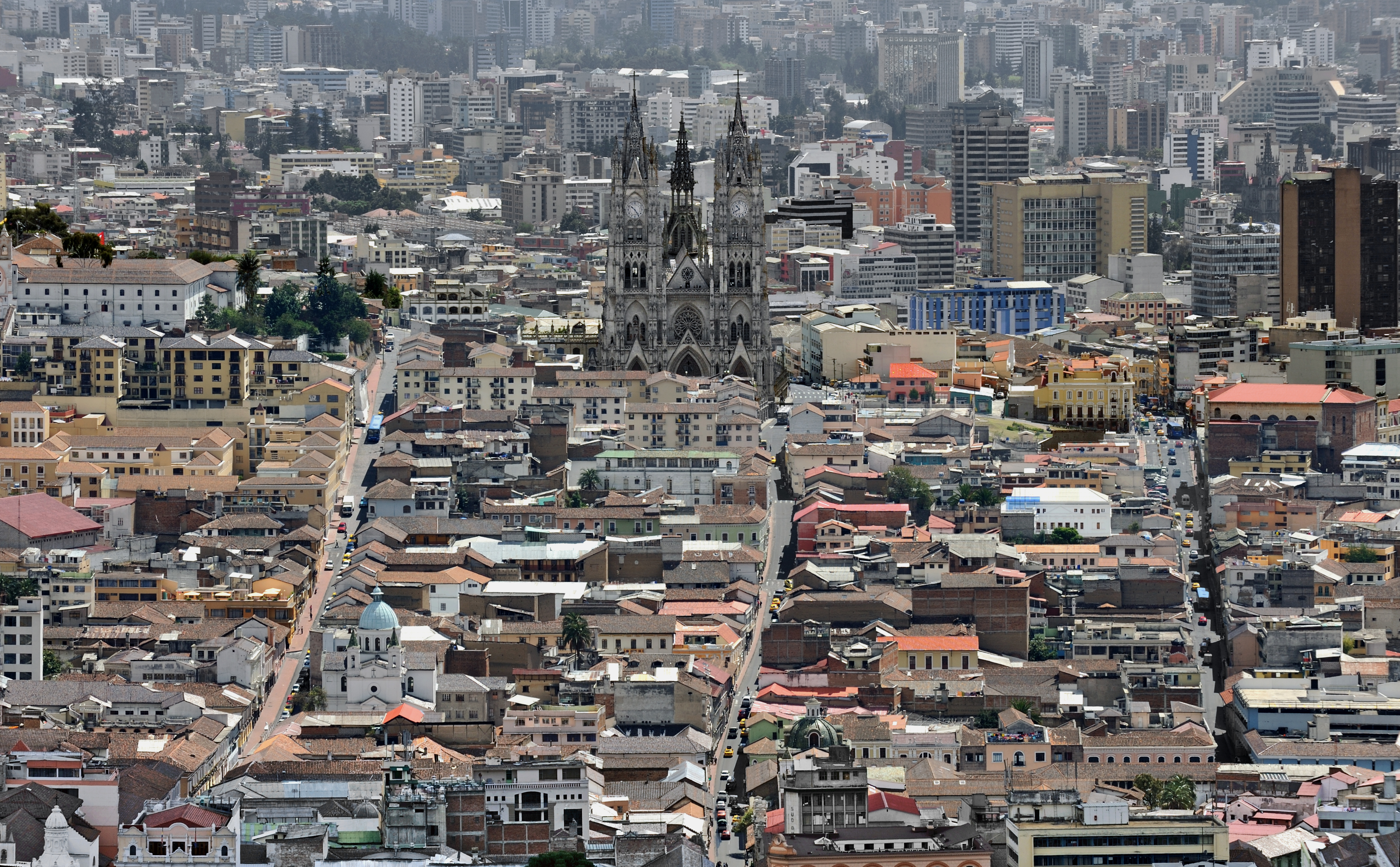
El centro histórico de Quito es uno de los lugares más visitados del país.

Quito debido a su riqueza cultural, siendo considerada "Relicario del Arte en América", además de ser la primera ciudad en ser declarada por la UNESCO "Patrimonio Cultural de la Humanidad". Además, la ciudad está rodeada por los volcanes Pichincha, Antisana, Cotopaxi, y Cayambe que conforman el contorno andino.
La urbe experimentó un sostenido crecimiento en sus estadísticas turísticas, hasta la pandemia de COVID-19. En el 2019, la ciudad recibió a más de 680.000 turistas internacionales, que provenían principalmente de Estados Unidos, Colombia y España. El turismo generó aproximadamente 520 millones de dólares a la economía quiteña, aportando con el 3 % del PIB de la ciudad. Así también creció el sector de la hotelería, llegando en el 2019 a más de 700 establecimientos de alojamiento turístico en todo el distrito metropolitano de Quito: dichos establecimientos ofertaban más de 30 000 plazas de alojamiento, distribuidas en 14 569 habitaciones.
Es así como Quito se ha convertido en un potencial destino turístico en Latinoamérica, demostrándose esto en la obtención por siete veces consecutivas del premio "Destino Líder de Sudamérica" (entre 2013 y 2019) en los prestigiados World Travel Awards, considerados los 'Premios Óscar del turismo'. Además de la ciudad, varias empresas turísticas locales han sido condecoradas en otras categorías de los World Travel Awards y otros certámenes, como los Premios Travvy.

### Atracciones turísticas

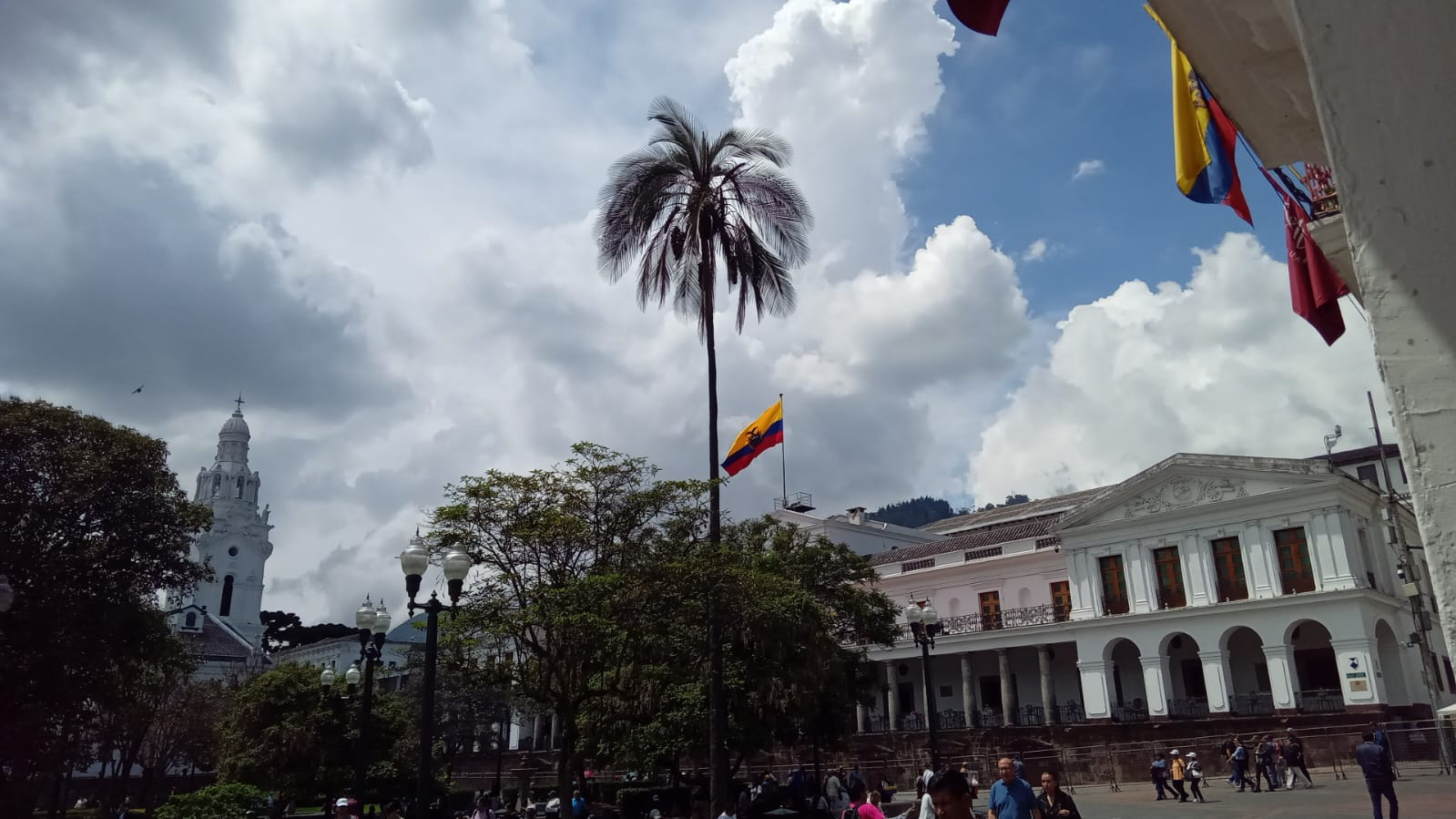
El Palacio de Carondelet es la sede del Gobierno y residencia oficial del presidente de la República del Ecuador.

Entre de los atractivos turísticos de la ciudad, y a una altitud de 3016 m sobre el nivel del mar está la loma de El Panecillo, en donde se encuentra la estatua de la Virgen de Quito, inaugurada el 28 de marzo de 1976, siendo uno de los miradores más visitados por su visión de toda la ciudad
Novedoso es el teleférico, o como es conocido localmente, el TelefériQo (con q de Quito), que permite acceder a Cruz Loma (a 4.200 m s. n. m.), una pendiente al este del Pichincha, poseedor de un ecosistema de páramo andino. Fuera de la ciudad, al norte, en la parroquia San Antonio del cantón Quito, se encuentra el monumento de la línea ecuatorial, en medio de una verdadera zona comercial conocida como la Ciudad Mitad del Mundo y administrada por el Consejo Provincial de Pichincha.
En la zona de Guayllabamba, se encuentra el Zoológico de Quito, que alberga pumas, jaguares, osos, monos, leones, venados, cóndores, guacamayos, caimanes y canguros, entre otros. Los valles de Los Chillos y Tumbaco tienen también atractivos, tanto para los habitantes de Quito como para los visitantes. En los mencionados valles, se puede encontrar un clima cálido muy bondadoso para la salud, además de platos de comida típica como hornado, yaguarlocro, fritada, etc.
Para los que busquen actividades de aventura, deportes extremos y adrenalina en Quito está el parque extremo más grande del Ecuador, Nayón Xtreme Valley ubicado en la parroquia de Nayón en San Pedro del Valle, a tan solo 10 minutos del norte de Quito y del Valle de Cumbayá. Es un parque ecoturístico de 5 hectáreas donde se practican deportes como el Canopy, el Paintball y Rapel. También se encuentran caminatas por la naturaleza, pistas de bicicletas y juegos para todas las edades. Un paraíso de la naturaleza con paisajes únicos y un clima privilegiado dentro de la ciudad.

### Centro histórico de Quito
Quito posee el centro histórico más grande, menos alterado y mejor preservado de América. Fue, junto al centro histórico de Cracovia en Polonia, los primeros en ser declarados Patrimonio Cultural de la Humanidad por la Unesco, el 8 de septiembre de 1978. El centro histórico de Quito se encuentra ubicado sobre una superficie de 320 hectáreas, construido en forma de dámero y es considerado uno de los más importantes conjuntos históricos de América Latina. Tiene alrededor de 130 edificaciones monumentales (donde se aloja una gran diversidad de arte pictórico y escultórico, principalmente de carácter religioso inspirado en un multifacética gama de escuelas y estilos) y cinco mil inmuebles registrados en el inventario municipal de bienes patrimoniales.
Caminar por el centro histórico de Quito, es una experiencia muy placentera. La Empresa de Desarrollo del centro histórico, es la encargada de la restauración y conservación de iglesias, calles y plazas de este lugar. Se han implementado varios sitios turísticos que invitan a propios y extraños a visitar el centro histórico en un viaje al pasado, que no solo es turístico sino didáctico. Para este efecto, los miembros de la policía municipal han sido capacitados para servir de guías en los mencionados recorridos. Por la noche, cuando las luces encienden la ciudad, es posible dar un paseo por el centro en autobuses turísticos. En esta parte de la ciudad se encuentra el Palacio de Carondelet, que es la sede de la Presidencia de la República. Entre los lugares más emblemáticos, se encuentran:
- Basílica del Voto Nacional: Esta monumental basílica es la obra más importante de la arquitectura neogótica ecuatoriana y una de las más representativas del continente americano, siendo a su vez la más grande en América Latina. Fue edificada para rememorar la consagración del Ecuador al Sagrado Corazón de Jesús, celebrada durante la presidencia de Gabriel García Moreno en 1873. Tiene 115 m de altura y está conformada por 24 capillas internas que representan a las provincias del Ecuador. Este santuario fue inaugurado y bendecido por el papa Juan Pablo II en su visita al Ecuador el 18 de enero de 1985. La Basílica, tanto por su estructura como estilo, es comparada con dos de las grandes catedrales de todo el mundo: la Catedral de San Patricio ubicada en Nueva York y la Catedral de Notre Dame de París. Un detalle que distingue a la obra es la sustitución de las clásicas gárgolas por animales propios de la fauna ecuatoriana; además están dispuestos rosetones pétreos que representan a la flora del Ecuador. En el punto más alto de la torre principal se puede observar la ciudad y las montañas que la rodean. La nave central del templo tiene 140 m de largo, 35 de ancho y 30 de alto donde están dispuestas 14 imágenes de bronce que representan 11 apóstoles y 3 evangelistas.
- Catedral metropolitana de Quito: La Catedral Metropolitana y Primada del Ecuador, por su ubicación en el corazón de la ciudad histórica y su condición de templo mayor de la urbe, es uno de los símbolos religiosos de mayor valor espiritual para la comunidad católica de la ciudad. Este templo inició su edificación en 1562, diecisiete años después de que el obispado de Quito fuera creado (1545). La construcción de la iglesia culminó en 1806, por obra del presidente de la Audiencia el Barón Héctor de Carondelet. En esta iglesia se encuentran sepultados los restos del Mariscal Antonio José de Sucre. Además los de varios expresidentes de la República, así como también los de obispos y sacerdotes. La Catedral está ubicada en la calle Espejo, en el costado sur de la plaza de la Independencia.
- Iglesia de la Compañía: La portada de su templo mayor, labrada totalmente en piedra volcánica, está considerada como una de las más importantes expresiones de la arquitectura barroca en el continente americano y del mundo.[91][92][93] A lo largo del tiempo, esta iglesia ha sido llamada además: Templo de Salomón de América del Sur.[94] El padre Bernardo Recio, jesuita viajero, la llamó Ascua de oro. Mientras que Ernesto La Orden, embajador de España en Ecuador, la describiría como «el mejor templo jesuítico del mundo».[93] La mayor característica de la decoración interna de La Compañía de Quito son sus barroquísimas formas en madera de cedro tallada, policromada y bañada con pan de oro de 23 quilates sobre fondo rojo.[93][94] Destacan sobre todo el Retablo Mayor, en el ábside, y el púlpito ricamente decorado.
- Iglesia de San Francisco: La estructura es el conjunto arquitectónico de mayor dimensión dentro de los centros históricos de toda América,[95] y por ello es conocido como "el Escorial del Nuevo Mundo".[96] San Francisco es considerada una joya de la arquitectura continental por su mezcla de diferentes estilos combinados a lo largo de más de 150 años de construcción. Dentro de la iglesia se encuentran más de 3.500 obras de arte colonial, de múltiples manifestaciones artísticas y variadas técnicas, especialmente aquellas correspondientes a la Escuela Quiteña de arte, que nació precisamente en este lugar. Posee también una biblioteca franciscana, descrita en el siglo XVII como la mejor del Virreinato del Perú.[97] Al conjunto le precede una plaza homónima que durante años abasteció a la ciudad de agua de su fuente central, y que ha funcionado como mercado popular, como espacio de concentraciones militares y políticas, y como lugar de encuentro y recreación social. La escalera cóncavo-convexa que comunica la plaza con el Atrio, que resalta la fachada manierista-barroca del templo mayor, es considerada de gran importancia arquitectónica en América.[97]

### Cerro del Panecillo
El Panecillo es una elevación natural de 3000 metros sobre el nivel del mar, enclavada en el corazón mismo de la ciudad. Por su ubicación se ha convertido en el más importante mirador natural de la ciudad, desde el que se puede apreciar la disposición urbana de la capital ecuatoriana, desde su centro histórico y hacia los extremos norte y sur. El Panecillo está coronado por una escultura gigante de aluminio de la «Virgen de Quito», creada por el español Agustín de la Herrán Matorras, el cual se basó en la obra compuesta por Bernardo de Legarda, uno de los más importantes representantes de la Escuela quiteña. Compuesta por siete mil piezas diferentes, esta es la mayor representación de aluminio en todo el mundo. La obra, inaugurada el 28 de marzo de 1975, es una réplica de la escultura de 30 centímetros realizada en el siglo XVIII por el escultor quiteño Bernardo de Legarda, la misma que reposa en el altar mayor de la iglesia de San Francisco, y que está considerada como la obra cumbre de la escultura de la escuela quiteña colonial.

### Moda y vida nocturna
Debido a encontrarse a 2800 metros sobre el nivel del mar y por encontrarse en la zona ecuatorial, Quito es una ciudad de varios contrastes, es una ciudad de altura pero con varios pisos climáticos dentro de la misma y en sus alrededores; en la mañana hasta cerca del atardecer el clima va de tibio-muy caliente-tibio esto debido a encontrarse en la zona tropical, hasta llegar a la noche en que se pone el clima frío y en ocasiones muy frío, esto debido a que el clima se ve modificado por la cadena montañosa llamada "los Andes" y cuyos habitantes visten de acuerdo al clima que se presente, desde forma muy ligera hasta de forma abrigada. Hasta principios de los años sesenta el sombrero era pieza fundamental del guardarropa quiteño de antaño. En ocasiones el clima en la ciudad se comporta en forma desconcertante, el mismo día puede presentarse muy caluroso y a las pocas horas llover muy fuerte para luego tornarse nuevamente soleado o aún más extraño y risible para el extranjero recién llegado, en ciertas partes de la ciudad llueve mientras que en otra se observa totalmente iluminada por el sol. La ropa de abrigo aún es hoy de uso generalizado, sobre todo por las noches, pero en el día se puede ver a los habitantes de la ciudad que llegan a sudar por el calor y llevar ropa de veraneo, pero de cualquier forma el vestuario es acorde a los tiempos actuales de forma occidental moderna; la Tº promedio tanto en el día con 25 °C-26 °C, como en la noche que transcurren a 15 °C-17 °C y a la madrugada transcurren entre 10 °C-12 °C.

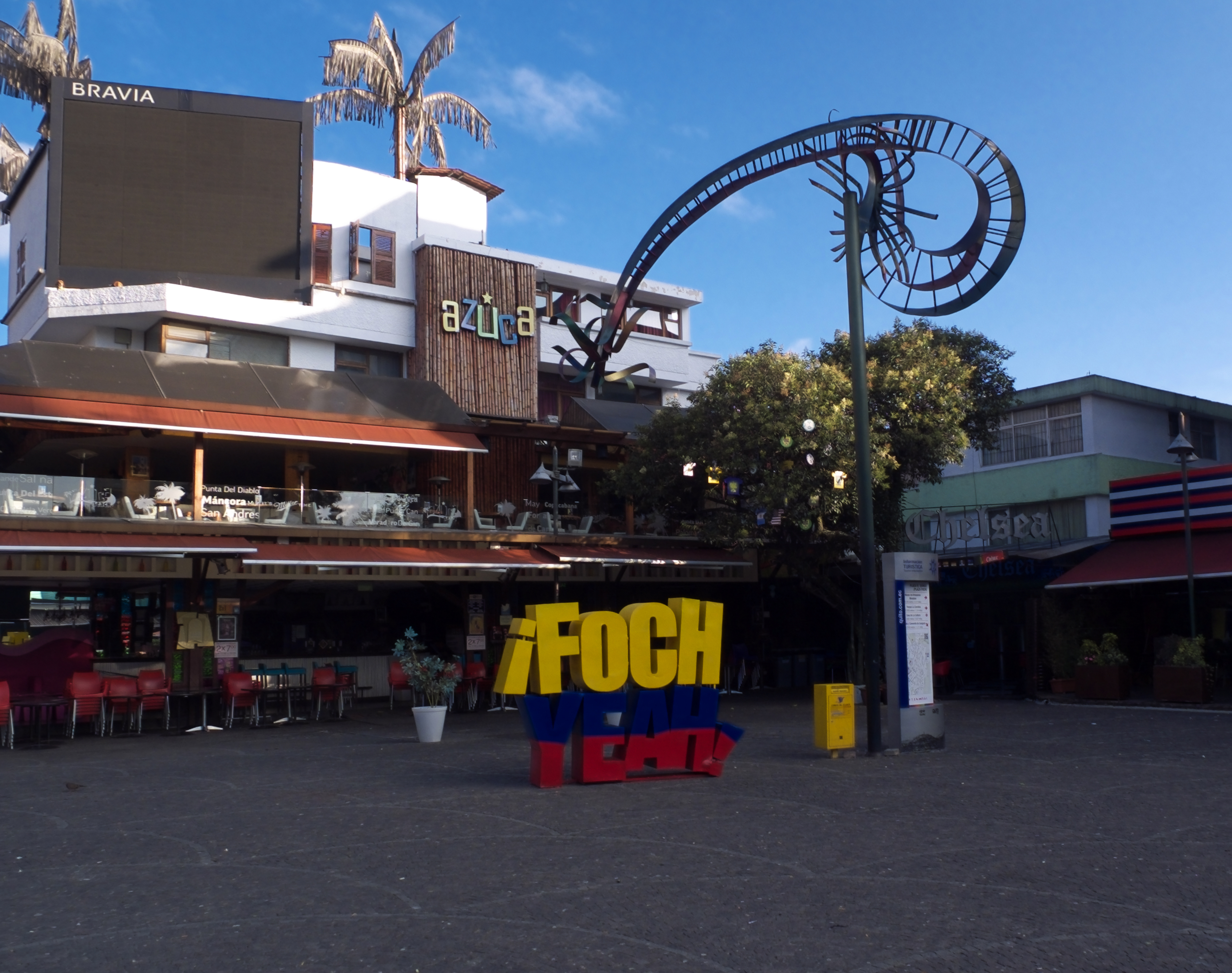
Bares en la plaza Foch, uno de los lugares más afamados de vida nocturna de la capital ecuatoriana.

La vida nocturna de la ciudad gira alrededor de la plaza El Quinde más conocida como "Plaza Foch", en el sector de La Mariscal. Son numerosas las terrazas al aire libre, restaurantes, cafés, bares, discotecas y karaokes que abren sus puertas cuando las galerías de arte, librerías y tiendas de artesanías del sector las cierran. Otra nueva opción para la tertulia, sobre todo para el público adulto y de mediana edad, se encuentra en el centro histórico de la ciudad, específicamente en el remozado barrio de La Ronda.
La zona de farra según la jerga de los la capitalinos es conocida como La Mariscal. En ella se concentran alojamientos para mochileros y extranjeros de todo el mundo, restaurantes de varios tipos para igual variedad de presupuestos que los se que encuentran por el resto de la ciudad; los bares, cafeterías, cybers, tiendas de libros y suvenires y algunas discotecas que cierran sus puertas a altas horas de la mañana. Debido a su variada oferta, se puede andar toda la noche en la Mariscal. Los restaurantes de la zona ofrecen comida italiana, peruana, mongola, ecuatoriana, argentina, francesa, tapas españolas, o de cualquier rincón del mundo. Por precios convenientes se puede comer muy bien en varios de ellos, también los hay de mayor presupuesto para quien quiera proporcionarse un lujo o vaya con compañía a quien quiera impresionar. También se puede encontrar locales pequeños que sirven comida rápida barata junto con cervezas de precio muy cómodo.
El centro neurálgico de la zona es la plaza Foch donde se concentran varios restaurantes y bares con terrazas que se llenan desde las horas de la tarde. En cuanto a la pura farra, se encuentra fundamentalmente en el sector de "La Mariscal" en cuanto a localización y oferta lúdico-festiva. Se puede observar multitud de bares con terrazas en el primer piso, discotecas, etc, con diversidad de ofertas para atraer a las personas que lo deseen, mucha gente joven local y extranjera yendo y viniendo o tomando en la calle medio a escondidas y mucho control policial para evitar potenciales riesgos. En sus discotecas se pueden ver diestros y algunos principiantes locales y extranjeros intentando bailar cualquier ritmo o pasos latinos, ganándose a opinión de los turistas un lugar privilegiado entre las mejores ciudades farreras en Sudamérica. La farra comienza a ser muy movida desde el jueves.

### Fiestas de Quito

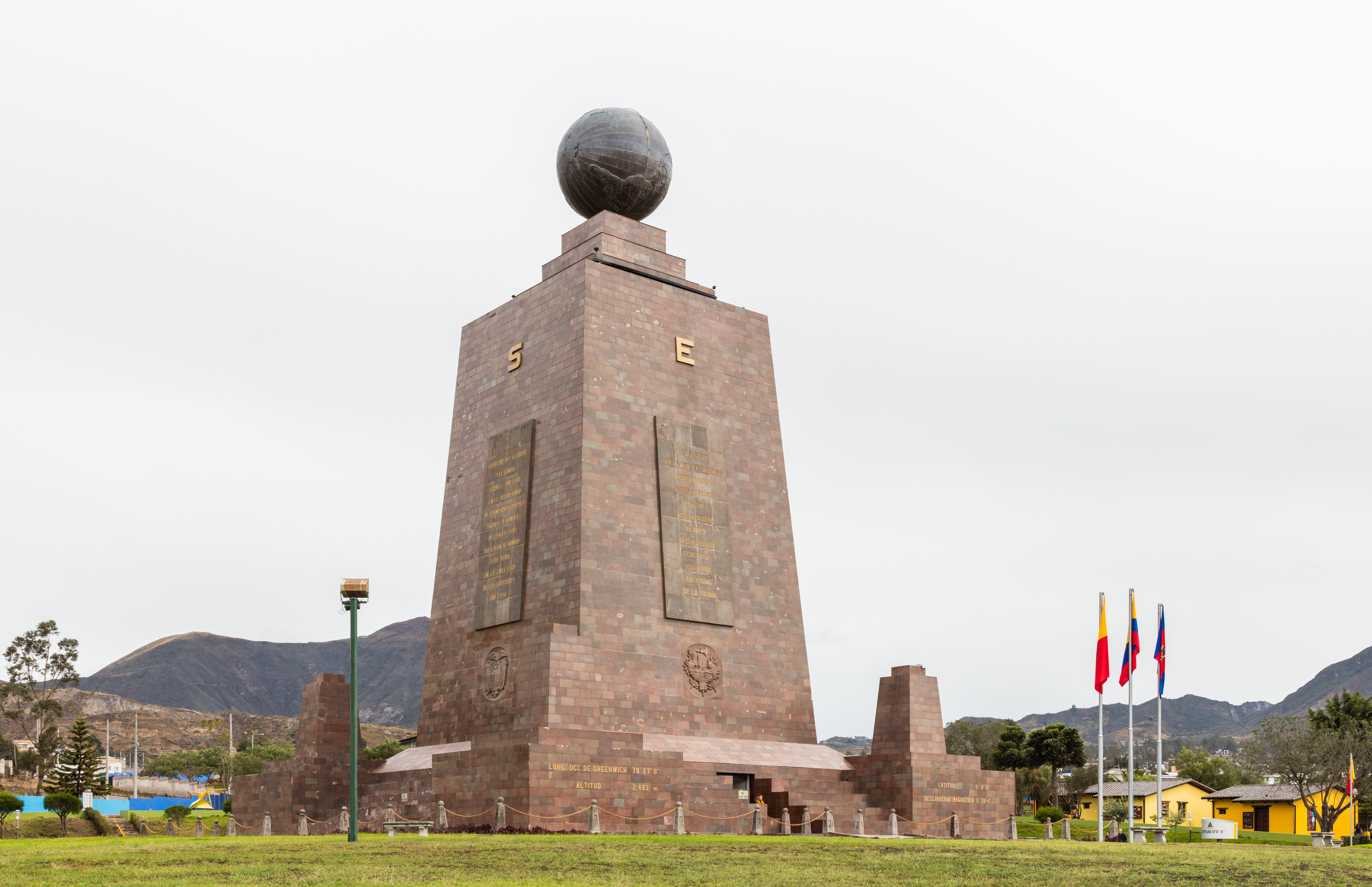
La Ciudad Mitad del Mundo es el principal atractivo localizado en los suburbios de la urbe.

Las fiestas de Quito son unas de las fiestas ciudadanas y populares, más importantes a nivel nacional. Esta se caracteriza por la presencia de: las bandas de pueblo, tarimas para todo tipo de expresión artística en muchos puntos de la ciudad. Se celebra desde fines del mes de noviembre donde se empieza a sentir en el ambiente un aíre festivo y culminan el 6 de diciembre, día de la fundación española de la ciudad. A esta vienen visitantes de todo el país y muchos extranjeros; el 5 de diciembre la ciudad se paraliza producto del despliegue de algarabía, color, alegría incontenible y fiesta total. También se efectúan en la ciudad conciertos de diverso tipo de música, con muchos artistas locales e internacionales, con bailes generales callejeros, desfiles de varias expresiones culturales locales e invitados de todo el mundo, y ferias gastronómicas.
Destacan también la presencia de chivas (vehículos representativos de la cultura costeña, desprovisto de ventanas y puertas) que sirven para realizar city-tours, las cuales transportan a gente que baila al son de una banda de pueblo. Dichos vehículos son autorizados por el Ayuntamiento a circular por la ciudad en forma temporal previa revisión mecánica y de seguridad.

## Demografía

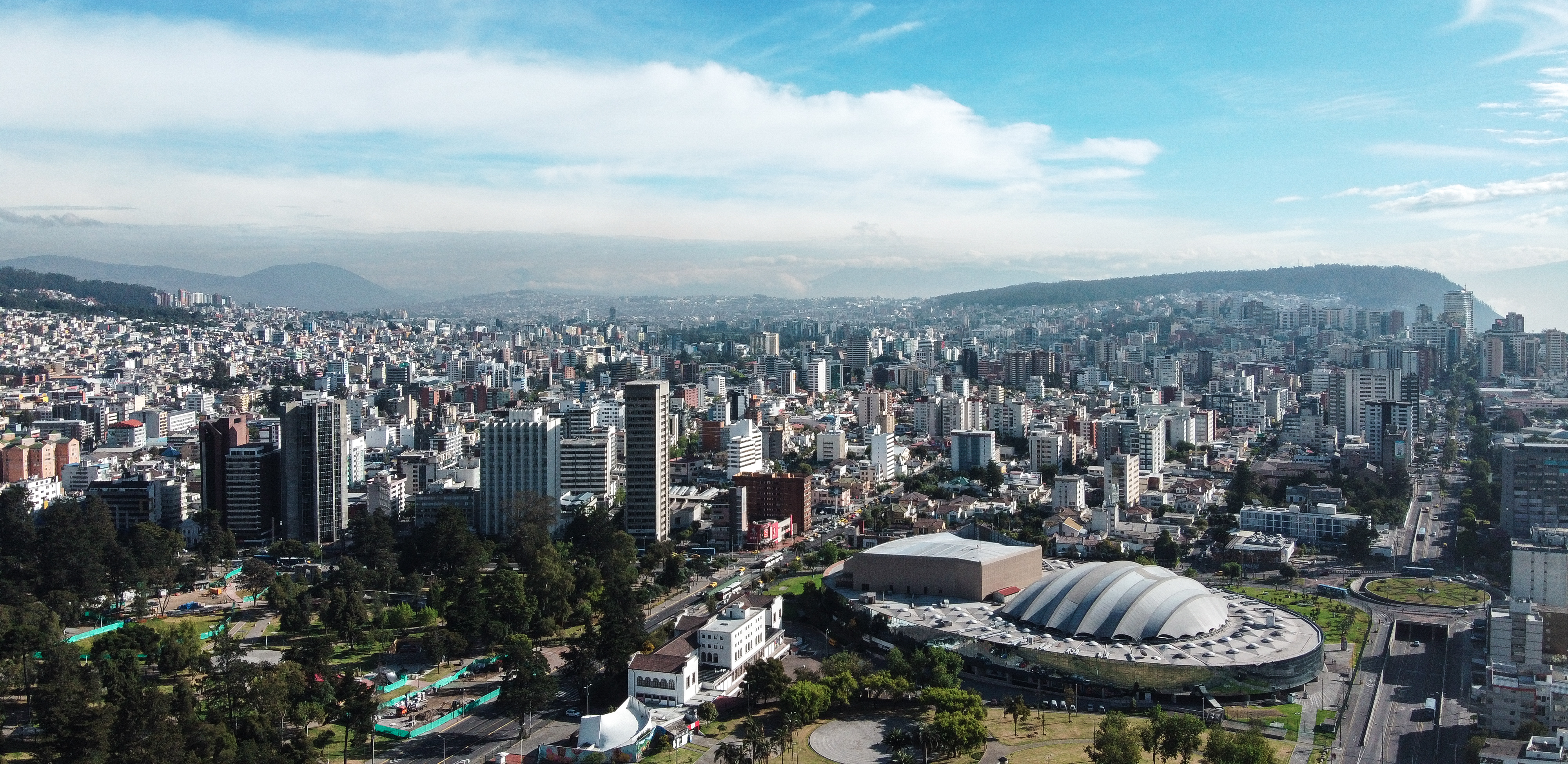
Vista panorámica de la ciudad.

La población de la ciudad de Quito es de 1 763 275 de habitantes según el Instituto Nacional de Estadística y Censos (INEC), segunda ciudad más poblada del país, después de Guayaquil, mientras que la población de todo el distrito metropolitano de Quito es de 2 679 722 de habitantes, siendo el segundo cantón más poblado del país, después de Guayaquil. No obstante, los límites entre la ciudad y el distrito metropolitano se confunden fácilmente, debido a la expansión territorial urbana desde fines del siglo XX, que ha conformado una conurbación con las parroquias rurales cercanas, tanto del distrito metropolitano de Quito, como de otros cantones vecinos. Se estima que la población total de la conurbación de Quito actualmente bordea los 3 millones de habitantes.
| Año  | Población urbana | Población cantonal |
| ---- | ---------------- | ------------------ |
| 1950 | 209.932          | 319.221            |
| 1962 | 354.746          | 510.286            |
| 1974 | 599.828          | 782.651            |
| 1982 | 866.472          | 1.116.035          |
| 1990 | 1.100.847        | 1.409.845          |
| 2001 | 1.399.378        | 1.839.853          |
| 2010 | 1.619.432        | 2.239.191          |
| 2022 | 1.763.275        | 2.679.722          |

### Composición étnica
La población étnica de la ciudad es marcada por un aspecto diverso, en el hecho de las diversas etnias que conviven en la misma ciudad, en donde mayormente conviven personas de raza mestiza. Este último grupo étnico ha significado un enorme incremento junto a la asiática y la árabe desde 2003.
Según las cifras presentadas por el Instituto Nacional de Estadística y Censos (INEC) en el censo realizado en 2010, la composición etnográfica del cantón Quito es:

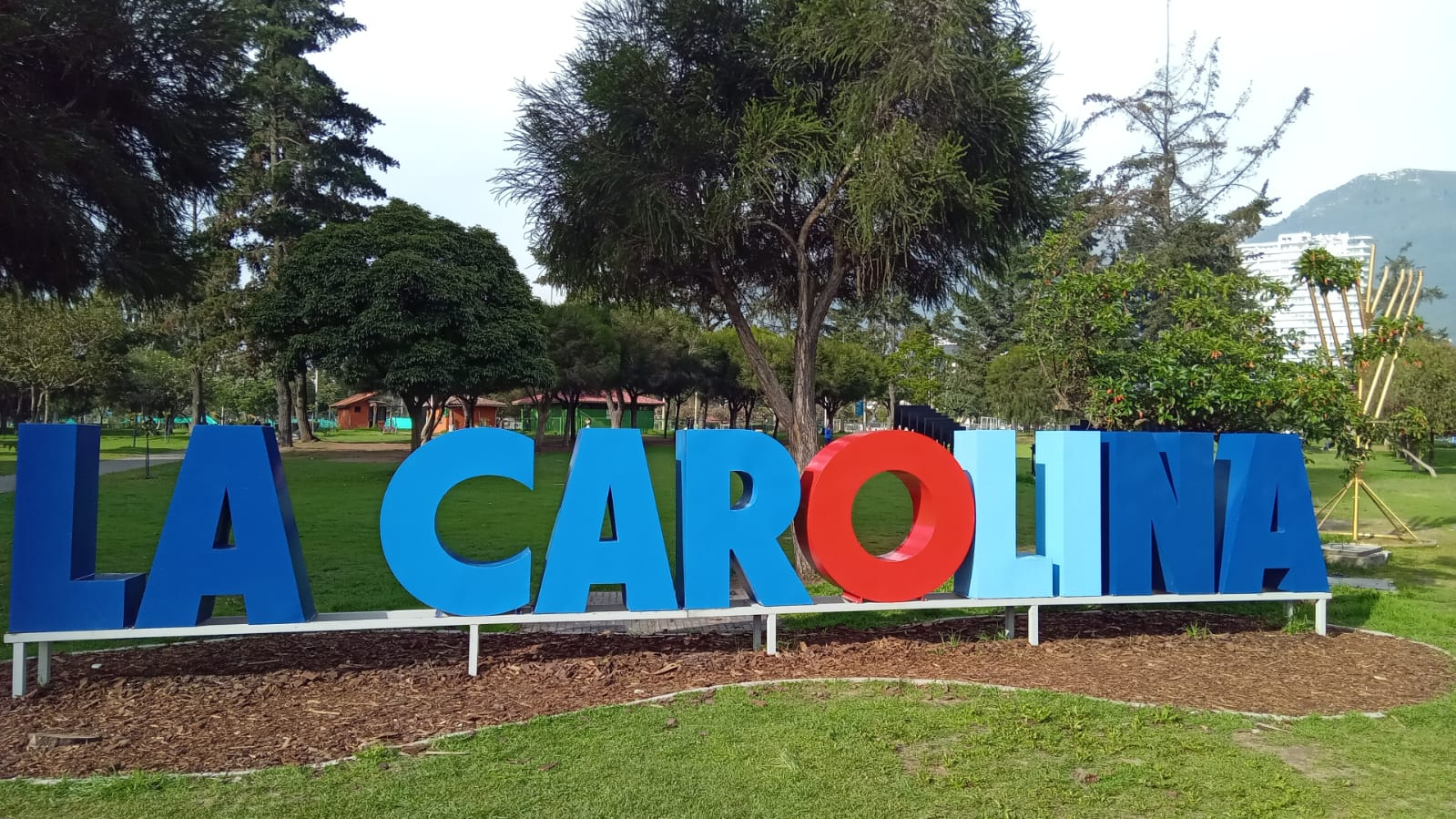
El Parque La Carolina Janucá Menorá y una vista de la Volcán Pichincha; es un espacio verde de carácter público en el norte dela ciudad de Quito.

- Mestizos (82,84%)
- Indígenas (6,8%)
- Blanca (6,7%)
- Afroecuatorianos (3,1%)
- Montubio (1.2%)
- Otros (0.3%)

### Barrios de Quito
Los barrios de Quito son la división política, y en ocasiones administrativa, más pequeña de la ciudad y el Distrito Metropolitano de Quito. Los habitantes de la urbe tradicionalmente la han dividido en cuatro grandes segmentos, los cuales abarcan en gran medida su territorio, estos son: «el norte», conformado en su límite septentrional por las parroquias de Cárcelen y el Condado y en el austral por Belisario Quevedo y Mariscal Sucre; «el centro», compuesto por centro histórico, San Juan e Itchimbia; «el sur», en el cual en su extremo norte están halladas Magdalena, Chilibulo y Puengasí y en su borde meridional Guamaní y Turubamba; y los «valles», que pese a no formar parte de la ciudad de San Francisco de Quito, componen el distrito metropolitano.
Las parroquias urbanas que conforman esta división no oficial, suelen subdividirse en barrios. A su vez, estos -por encontrarse a diferente altitud- pueden adquirir el término de bajo o alto según corresponda, sin ser por ello renombrados; así, un barrio como el Batán, dependiendo el lugar al que se refiera el interlocutor, puede ser calificado como «alto» o «bajo» (esta práctica solo se utiliza en los lugares cuyas construcciones estén sobre laderas. Generalmente los habitantes suelen guiarse por esta práctica y por ello los límites geográficos de un determinado barrio están sujetos a la opinión que cada ciudadano tiene sobre él, ya que actualmente no existe una demarcación específica determinada por el Municipio de la ciudad.

#### Zona sur

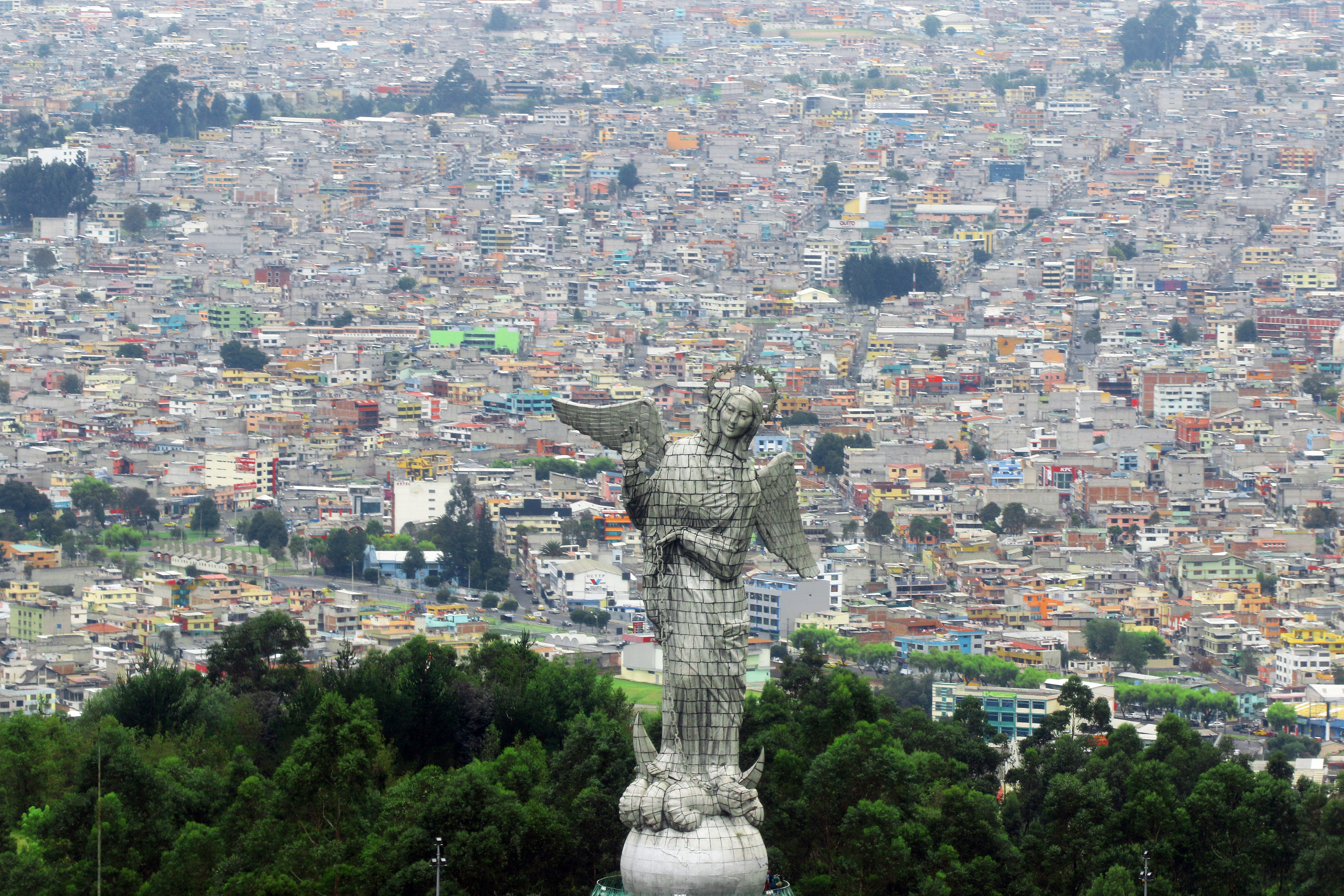
Vista de algunos barrios del sur de la urbe.

El sur de la ciudad se caracteriza por ser una zona de alta inmigración nacional en continuo crecimiento, renovación y alta actividad comercial. En la parroquia de Chillogallo, una de las más grandes y densas de la capital, los negocios proliferan en todas partes, especialmente los de todo tipo de servicios. Uno puede degustar desde el tradicional pollo asado, hasta platos típicos de todo el Ecuador como: la guatita, el ceviche, seco de chivo o la fritada. Aquí se ubica uno de los parques industriales más grandes de la ciudad, la estación de trenes de Chimbacalle, el nuevo terminal terrestre de la ciudad y el centro comercial más grande del Ecuador entre otras cosas destacables. Es importante resaltar que en el sur de la ciudad se encuentran las zonas verdes y los parques urbanos más grandes de la ciudad y del país, como el parque "Las Cuadras" de 24 hectáreas, "El Parque Metropolitano del Sur" de 672 hectáreas, y muchos otros.

#### Zona Centro
En el centro de la ciudad las calles son estrechas por tratarse el sitio donde nació la ciudad en sus albores, razón por lo cual se restringe el acceso a los vehículos durante los fines de semana, pero es atendida diariamente por el servicio de transporte público de trolebús. Este hermoso espacio urbano de la época hispánica es muy llamativa y considerada como "la joya de la corona", sobre todo sus grandes iglesias, conventos, museos. Aquí también se encuentra ubicada la casa presidencial conocida como el Palacio de Carondelet. El municipio de Quito ha desarrollado un importante plan de restauración de la parte hispánica de la ciudad también llamado "El Centro Histórico" especialmente por tratarse de una zona turística por excelencia con una variada riqueza social-cultural-arquitectónica y manteniendo esa atmósfera de antaño que sus habitantes han sabido conservar.

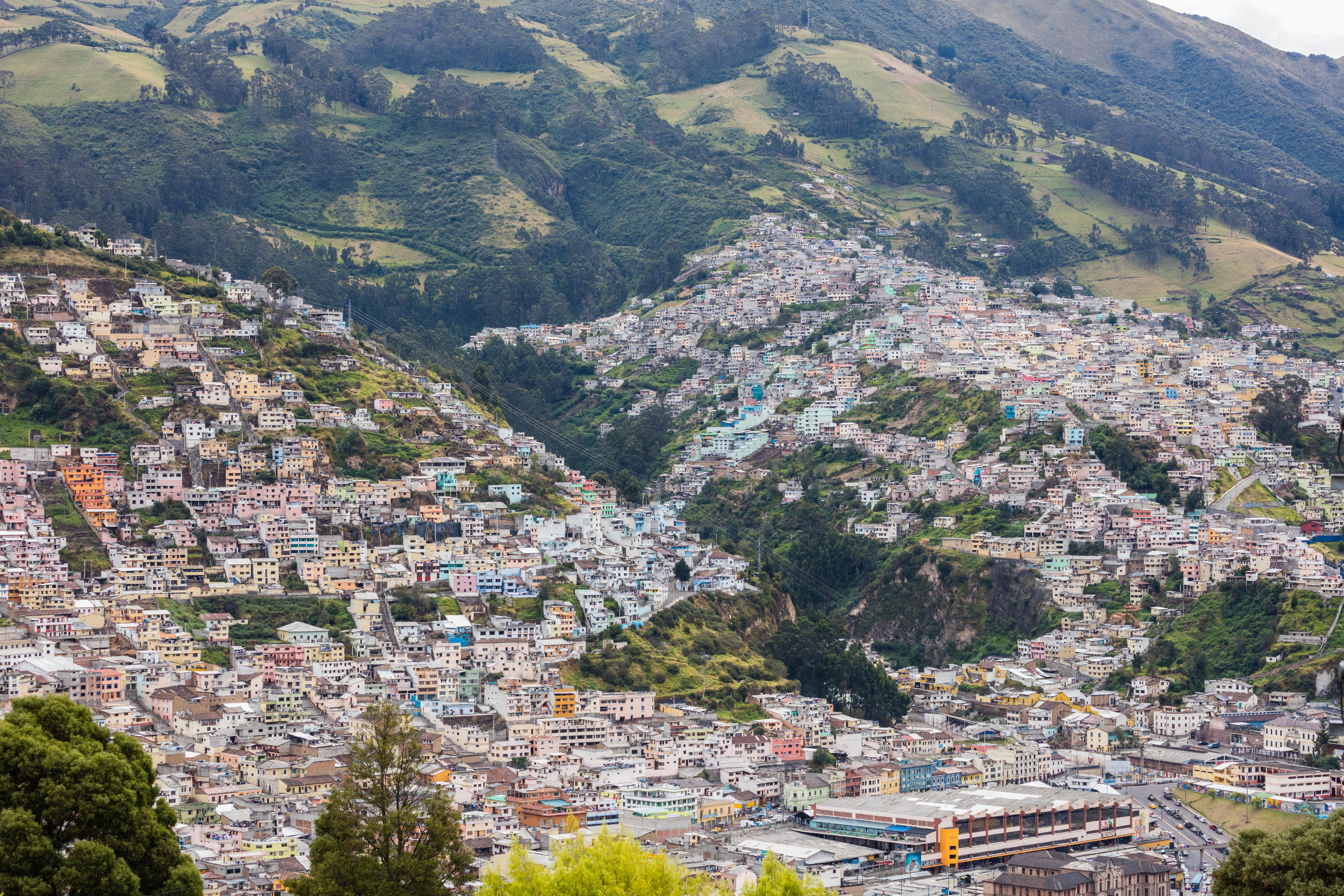
Típicas barriadas coloridas de Quito vistas desde El Panecillo.

La zona limítrofe del norte con el centro histórico ha desarrollado una serie de edificaciones y torres elevadas, la más alta de las cuales es la Basílica del Voto Nacional de estilo gótico, con una altura de 36 plantas, y con un mirador excepcional de Quito. Los edificios como la Torre CFN, la Torre Corpei, la Torre Diez de Agosto, el edificio Benalcázar Mil o la Torre Consejo Provincial de Pichincha son algunas de las construcciones quiteñas que sobrepasan las veinte plantas esto especialmente por las "ordenanzas municipales que limitan la altura de construcción en toda la ciudad", esto porqué el aeropuerto internacional se encontraba enclavado dentro de la ciudad hasta febrero de 2013.

#### Zona norte
Muchos de los barrios del norte de la ciudad son de carácter residencial donde las nuevas generaciones, los más pudientes y hombres de negocios escogieron para vivir, es también donde se encuentra ubicado el centro financiero, bancario, sede de muchas empresas multinacionales y embajadas. Las casas matrices de muchos de los principales bancos que operan en Ecuador se encuentran ubicadas en esta parte de la ciudad, así como otras entidades de trascendental importancia como la Bolsa de Valores de Quito, el Banco Central del Ecuador, el Servicio de Rentas Internas, la Superintendencia de Bancos, entre otras.
Aquí es donde se puede apreciar lo más representativo de la arquitectura ecuatoriana actual, representada en muchas edificaciones levantadas para el funcionamiento de la banca, el comercio, la diversión, compras, etc. La mayoría de estas se encuentran ubicadas alrededor de un parque urbano muy conocido como "La Carolina" de 67 hectáreas. En este sector de la ciudad, es donde se puede apreciar claramente la fuerza del turismo con el cual se ve beneficiada, muchos de los transeúntes son de origen extranjero, pudiendo apreciarse los más disimiles puntos de origen de los ilustres visitantes.
Y es precisamente esta parte de Quito, donde se ha consolidado por la fuerza del propio turismo y vigor de la vida joven hace mucho tiempo, una gran "zona rosa" en la que se concentran múltiples bares, cafés, discotecas, casinos, karaokes, restaurantes, hoteles, etc., conocida comúnmente como "La Mariscal", en la cual sus habitantes nativos, extranjeros residentes y turistas de todo el mundo disfrutan de múltiples terrazas al aire libre, para disfrutar de la ciudad, sus muchas y variadas manifestaciones artísticas, mientras se degusta de la gastronomía o simplemente se toma una copa.

#### Zona de los Valles y Suburbios

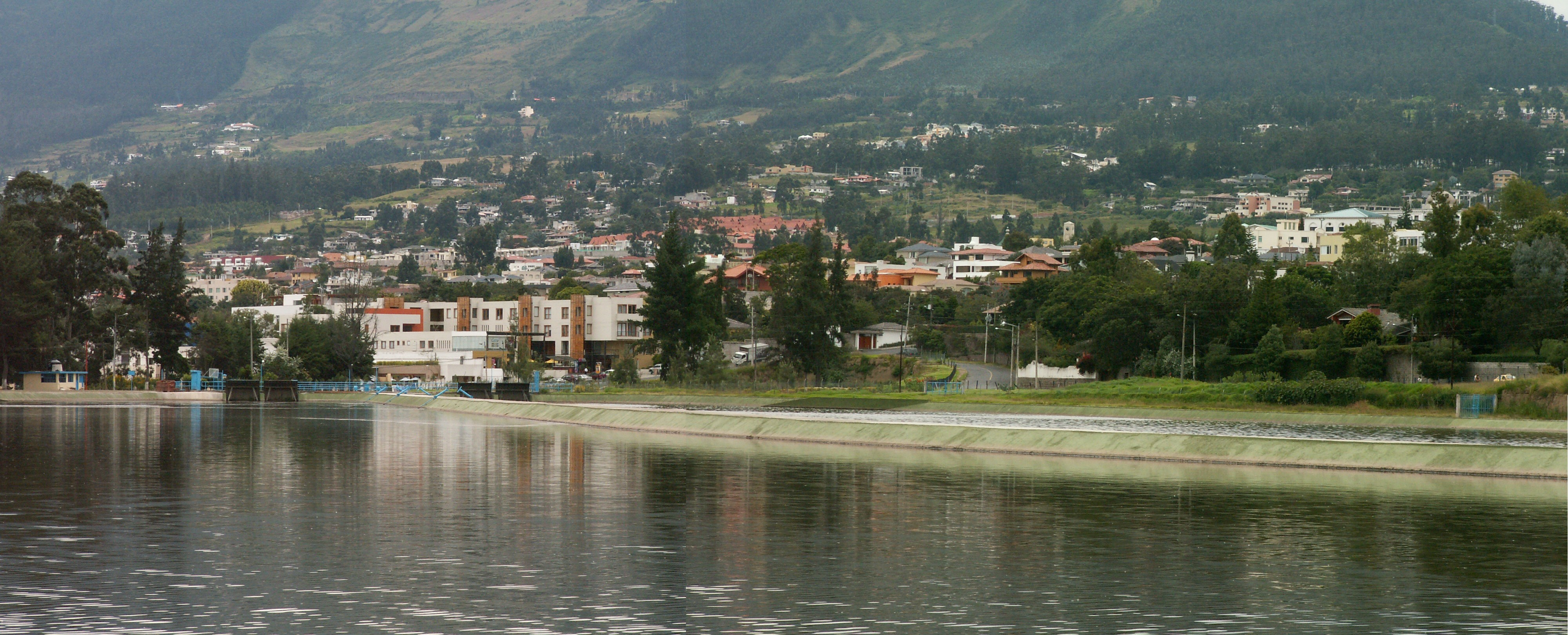
Vista de Cumbayá, parroquia fuera del perímetro urbano, habitada principalmente por personas con alto poder adquisitivo.

La última y más notable zona de expansión de la ciudad se sitúa en las regiones suburbanas que en su casi totalidad se hallan ya fusionadas con el área administrativa urbana de la ciudad, es decir, forman parte real y física de la ciudad de Quito. Esta se desarrolla mayormente alrededor de los valles de los Chillos, Tumbaco, la meseta de Calderón; así como el valle de Pomasqui (mitad del mundo), las comunidades de Amaguaña, Puembo, entre otros y hasta el área urbana de Sangolquí, que es un área administrativa separada pero fuertemente ligada y dependiente de Quito. En todas estas regiones, se caracterizan principalmente por ser zonas residenciales de las personas que trabajan en otras zonas de la ciudad, pero albergan también centros comerciales, universidades, parques, instituciones, industrias, entre otros.
En toda la urbe Capitalina se utiliza, el término "Veci" ,"Vecina" o "Vecino". Esta terminología se utilizaba en los barrios populares Quiteños desde antes de los años 50; y forma parte del comportamiento cultural de la sociedad quiteña, por lo que personas de diferentes estratos se relacionan a través de esta palabra.

## Transporte

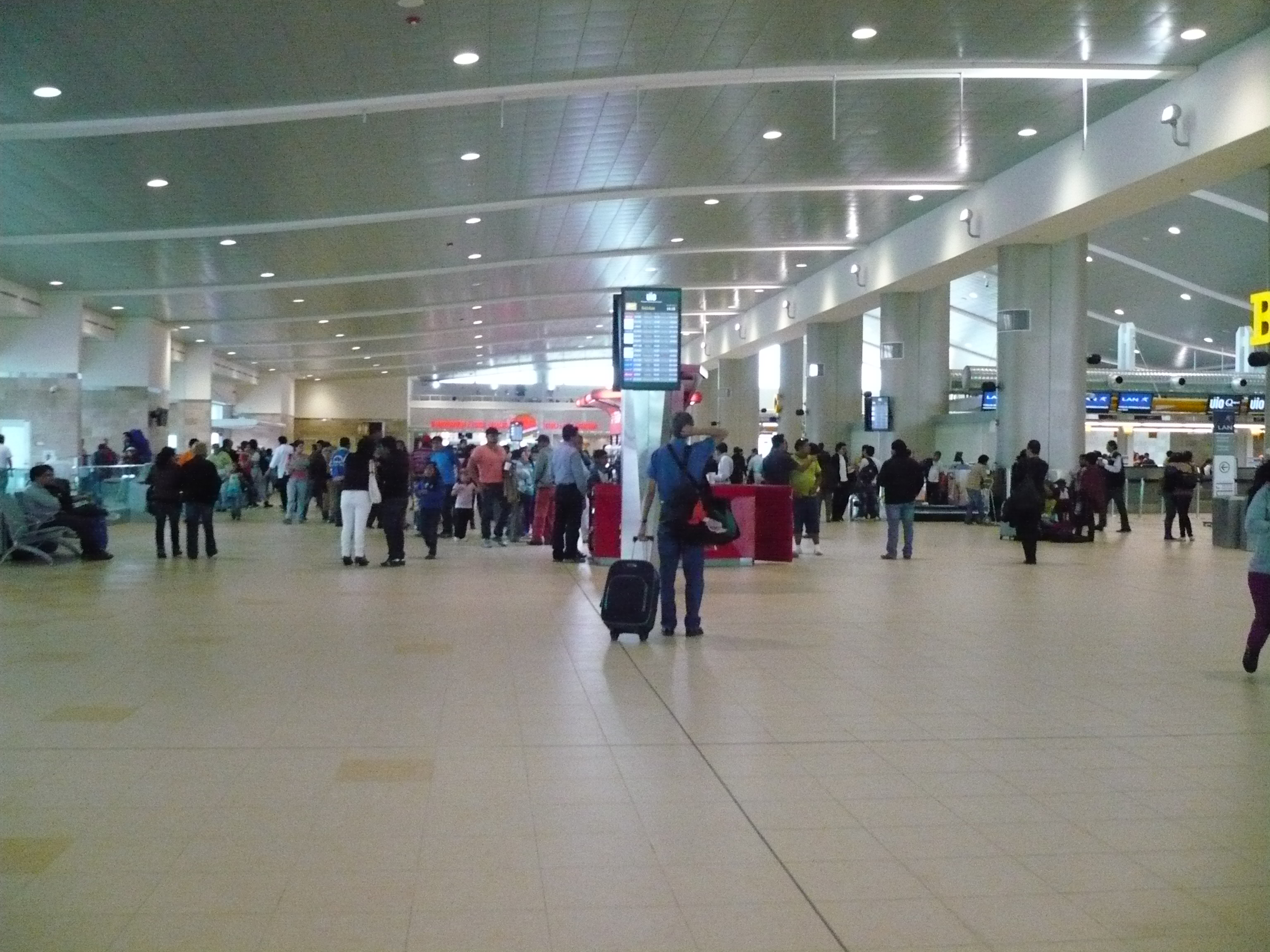
Interior del Aeropuerto Internacional Mariscal Sucre.

### Aéreo
El Aeropuerto Internacional Mariscal Sucre que sirve a la ciudad de Quito fue inaugurado el 20 de febrero de 2013 tras 7 años de construcción como reemplazo del Antiguo Aeropuerto Internacional Mariscal Sucre, inaugurado en los años 60 y que por estar ubicado en medio de la ciudad tenía un alto riesgo para la misma. Está ubicado en una planicie en los suburbios orientales de la ciudad, en la localidad de Tababela, a 25 kilómetros del centro histórico. Tiene una pista de 4.100 metros, la torre de control más alta de Latinoamérica, de 41 metros de alto y un terminal de carga con varios cuartos fríos para la exportación de flores y otros productos perecederos. Está ubicado en la parroquia Tababela al oriente del distrito metropolitano.
El acceso al Aeropuerto es a través del Conector Alpachaca, que se conecta con la vía E28C también conocida como Interoceánica, otro acceso es la E35 vía que es usada para el transporte de carga. Al momento se construyeron 2 vías de acceso más, la Ruta de Integración a los Valles o "Ruta VIVA" a cargo del Municipio de Quito que fue inaugurada el 12 de diciembre de 2014 y la Ruta Collas-Nuevo Aeropuerto a cargo del Gobierno Nacional que fue inaugurada el 1 de agosto de 2014.

### Terrestre
La movilidad con vehículo privado dentro de Quito, como en cualquier gran urbe latinoamericana, es complicada. Debido a la geografía de la ciudad, la cual se extiende de norte a sur teniendo aproximadamente 50 km de largo y solo 8 km de ancho, la gran mayoría de avenidas importantes de Quito se extienden de norte a sur. Existen dos grandes avenidas que flanquean la ciudad de norte a sur la avenida Mariscal Sucre por el occidente y la avenida Simón Bolívar por el oriente, por medio de las cuales, es más rápido atravesar la ciudad.
La ciudad cuenta con varios intercambiadores de tráfico que facilitan el tránsito. Entre los más importantes se encuentra el intercambiador de El Trébol, ubicado en el centro de la ciudad, que conecta al centro con el sur y el valle de los Chillos. También el intercambiador de Miravalle, por el que cruzan las avenidas Simón Bolívar e Interoceánica, conectando al centro norte de la ciudad con el valle de Tumbaco, el norte y sur de la ciudad. También el Intercambiador de Carcelén, que conecta a la ciudad con la carretera Panamericana Norte. El intercambiador de las avenidas 10 de agosto, Eloy Alfaro y Francisco de Orellana en el centro-norte de la ciudad, conectando los sectores de La Mariscal e Iñaquito. Uno de los intercambiadores más importantes de la zona urbana es La Y, en el que se conectan las avenidas América, 10 de agosto, La Prensa, Brasil y Gaspar de Villarroel. Se encuentran en proyección y ejecución algunas avenidas transversales en el centro, sur y norte de la ciudad con conectividad a los dos valles orientales de Quito, con las que la ciudad crecerá efectivamente hacia sus conurbaciones, y entonces el área de la ciudad, triplicará la actual. En estos mismos valles, ya se encuentran en construcción, avenidas, autovías, autopistas, intercambiadores, etc., que preparan a la ciudad, al Gran Quito, al reto de crecer en el próximo lustro hacia esas latitudes.

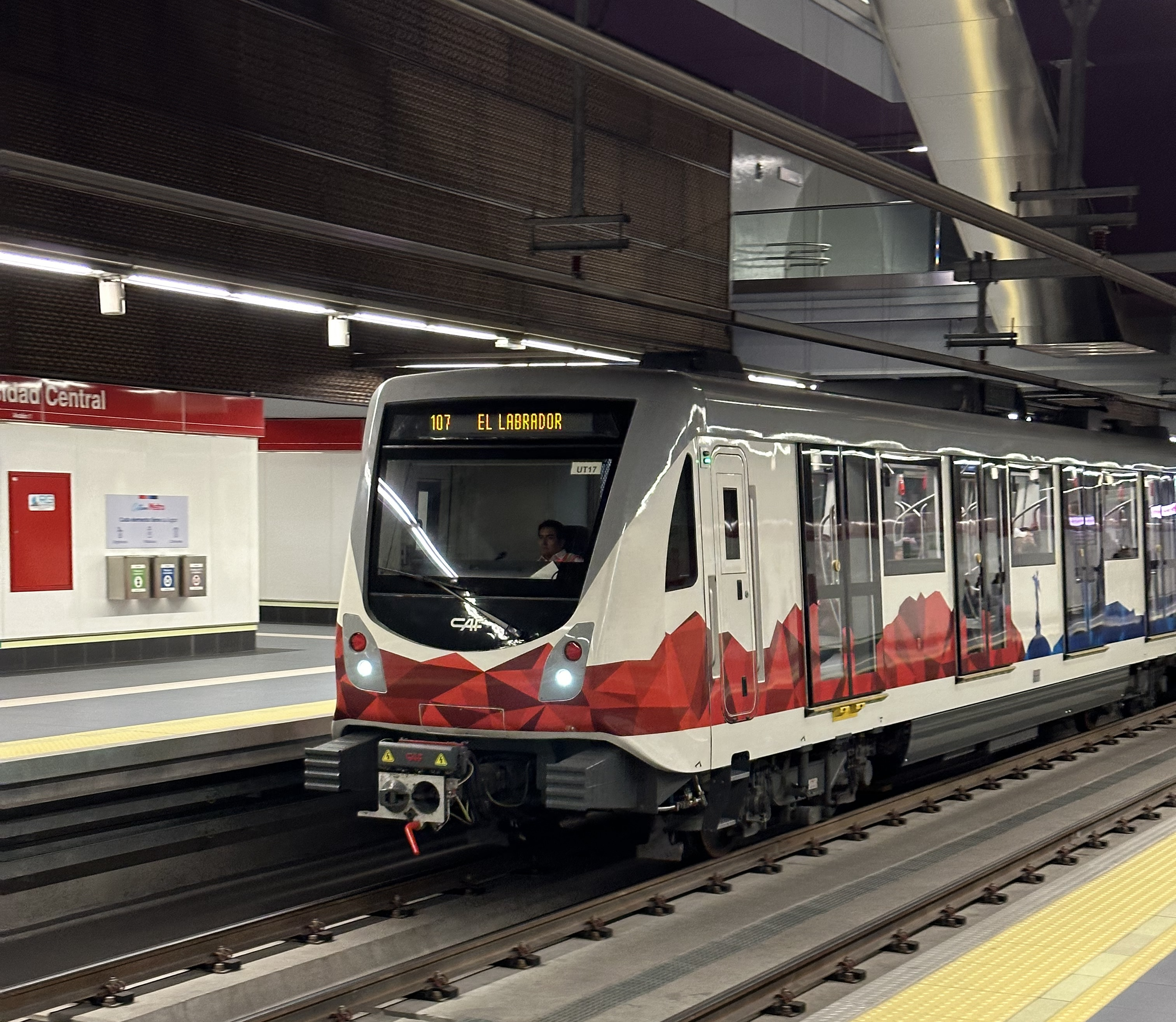
Metro de Quito.

El transporte público de la ciudad es administrado por el Sistema Integrado de Transporte Metropolitano, más conocido por sus siglas SITM-Q, el mismo que opera la totalidad de los sistemas masivos de transporte de la ciudad, tanto públicos como privados. El SITM-Q está conformado por el Metro de Quito, el sistema Metrobús-Q y la red de autobuses.

#### Metro de Quito
Desde diciembre de 2023, la primera línea de Metro de Quito inició su operación comercial, la misma que opera en integración con la Red Integrada de Transporte Público de Quito. Consta de 15 estaciones, con un recorrido en sentido sur - norte desde Quitumbe hasta El Labrador, en la cabecera sur del actual parque Bicentenario, tiene una duración de viaje de 34 minutos. El Metro es el sistema principal del servicio de transporte público de Quito, el cual ha dado un gran salto cualitativo a la movilidad de la ciudad.

#### Sistema MetrobúsQ

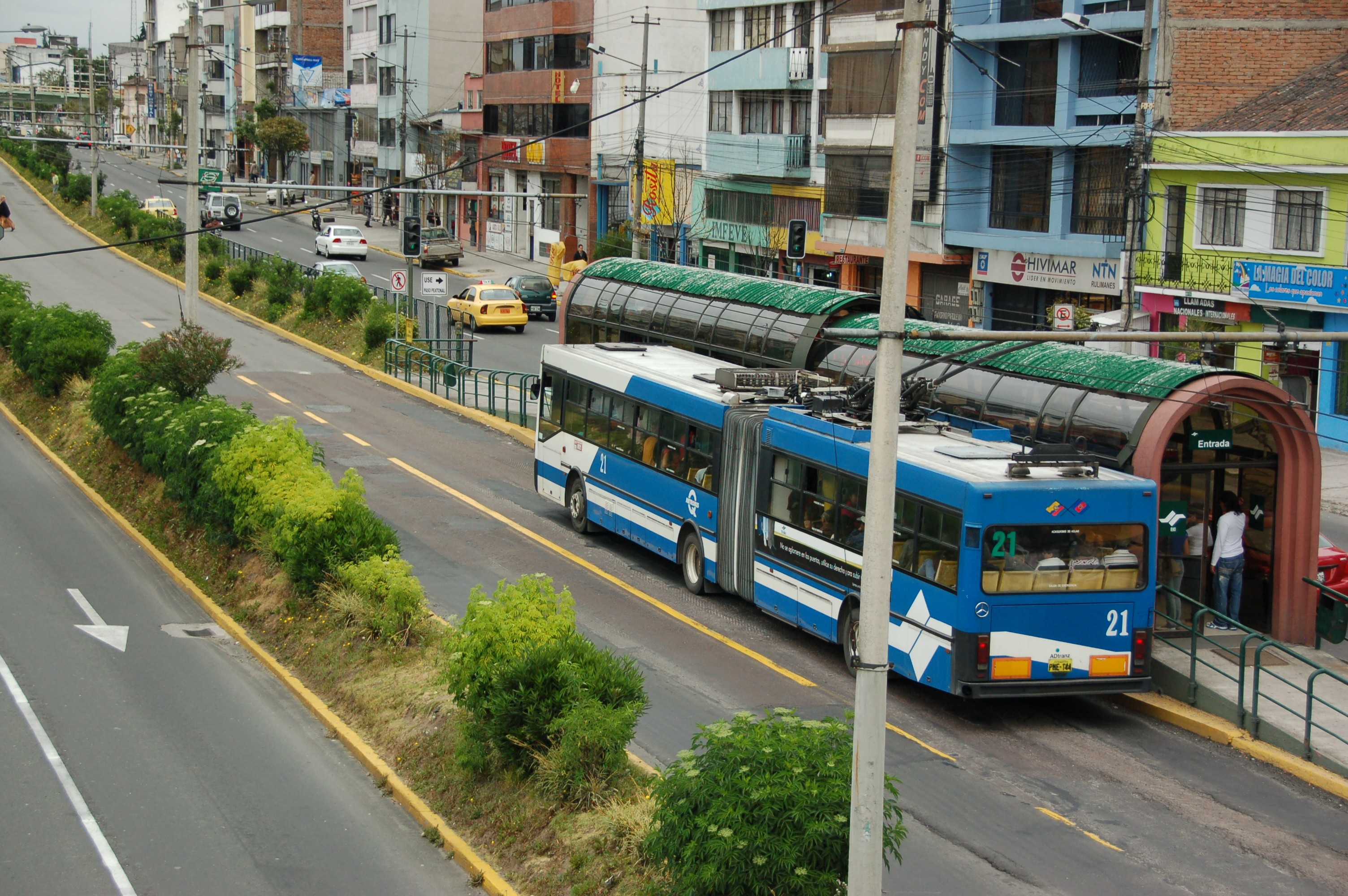
Vista del carril exclusivo y una unidad del Sistema del Trolebús en Quito.

El Sistema Metrobús-Q está constituido por 5 líneas (llamadas corredores) con buses brt de gran capacidad tanto en el área urbana de la ciudad. La red se complementa con un sistema de paradas prestablecidas, estaciones de transferencia y terminales. Se está planificando un nuevo corredor brt para el norte de la ciudad, Corredores transversales para conectar las zonas del oeste con las del este y Corredores para las Zonas Metropolitanas (por ejemplo: Cumbayá, Tumbaco, el Valle de los Chillos, Calacalí, Mitad del Mundo) Los nuevos corredores deberán estar listos antes del 2019 año en el que se inaugura el Metro de Quito. El Sistema Metrobús-Q tiene también rutas alimentadoras con buses convencionales.
- Troncal Central Trolebús: Inaugurado en el año 1995, el Trolebús constituye el más importante entre todos los corredores pues fue el primer sistema de transporte masivo totalmente público planificado en el país. A lo largo de sus más de 30 km recorre todo el eje longitudinal de la ciudad a través de las avenidas 10 de Agosto, Guayaquil, Pedro Vicente Maldonado, Teniente Hugo Ortiz y Quitumbe Ñan; conectando la urbe desde el noreste, en la Terminal Terrestre Carcelén, hasta el extremo sur, en la Terminal Terrestre Quitumbe. El Corredor Trolebús cuenta con 36 paradas a lo largo de su recorrido;[103] cuatro de ellas son de carácter integrador, es decir que sirven de conexión entre el sistema trolebús y los autobuses alimentadores que se dirigen hacia los barrios periféricos; una es intermodal, que se conecta con otros corredores del SITM-Q; y finalmente, 31 paradas son de carácter regular, es decir que solo sirven como andenes de embarque y desembarque.

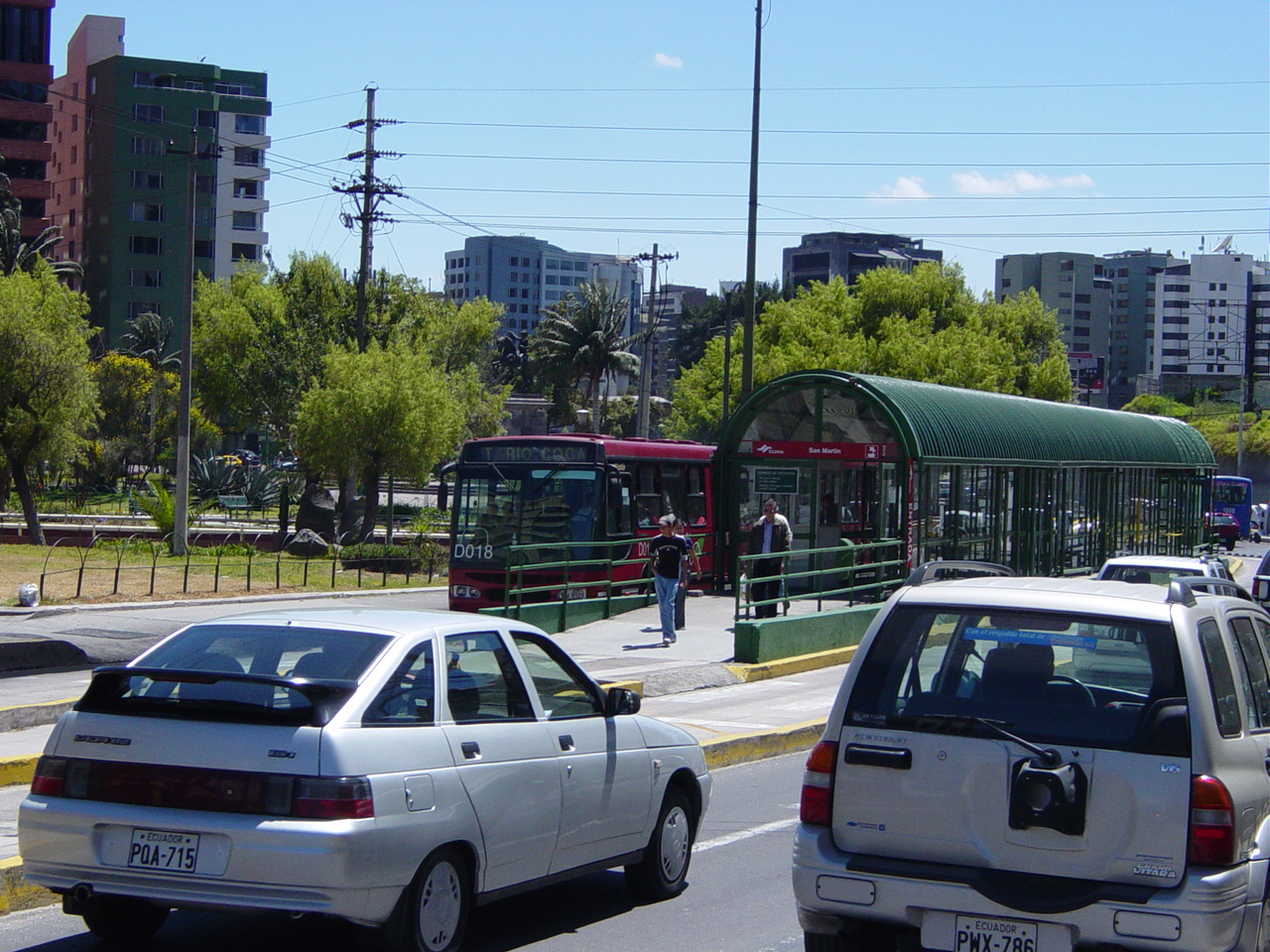
Ecovía en la estación San Martín, cerca de la plaza Argentina en el norte de Quito

- Troncal Oriental Ecovía: Inaugurado en el año 2001, fue el primer corredor del Sistema Metrobús-Q en ocupar unidades de puerta izquierda y motor a diésel. Recorre gran parte del flanco oriental de la ciudad a través de las avenidas 6 de Diciembre, Gran Colombia, Pichincha, Napo Y Pedro Vicente Maldonado; conectando la urbe desde el norte, en la estación Río Coca, hasta el extremo sur, en la Terminal Terrestre Quitumbe y la Terminal Sur Ecovía de Guamaní. Su servicio longitudinal principal se extiende a los sectores periféricos mediante un sistema de buses urbanos denominados "alimentadores", similar al Trolebús.
- Troncal Occidental Metrobús: Fue inaugurado en 2005, recorre la ciudad desde el Terminal Terrestre de Quitumbe al sur hasta la Terminal La Ofelia en el norte de la ciudad, a través de las avenidas Diego de Vásquez, De la Prensa, América, Universitaria, Mariscal Sucre. Anteriormente esta troncal estaba dividida en 2 líneas conocidas como "Corredor Central Norte" y "Corredor Sur Occidental". Es la única línea del Metrobús-Q cuya operación también incluye participación privada. El antiguo "Corredor Central Norte" opera desde la Terminal La Ofelia hasta el Playón de la Marín, mientras que el antiguo "Corredor Sur Occidental" opera desde la Estación Seminario Mayor hasta el extremo sur, en la Terminal Terrestre Quitumbe.

#### Sistema de autobuses
La Red Convencional de Transporte de Quito está conformada por 135 líneas de transporte público operadas por 2.624 buses urbanos, que de acuerdo a las ordenanzas del municipio no pueden tener más de 10 años de servicio. Estas líneas y flotas actuales se encuentran en proceso de reestructuración, en la medida del avance de la Red Integrada de Transporte. En la ciudad de Quito existen tres clases de transporte urbano: los buses tipo, que constituyen la mayoría; los buses especiales, que sirven a los sistemas integrados de transporte; y los buses interparroquiales, que unen el área urbana con sus distritos rurales. Es fácil diferenciarlos de acuerdo al color que ostentan: azul para los buses tipo, rojo para los especiales y verde para los interparroquiales.

#### Terminales terrestres
Quito cuenta con dos terminales terrestres que comunican a la ciudad con el resto del país, uno de gran envergadura en el sur de la ciudad llamado "Quitumbe", por el sector en el que se ubica, y que recibe y embarca pasajeros con destino a las provincias del centro y sur del país. Y el Terminal Terrestre de Carcelén más pequeño, que hace lo mismo con los buses que se desplazan desde y hacia las provincias del norte, con mayor concurrencia desde y hacia la Villa de Ibarra.

#### Sistema ciclovial

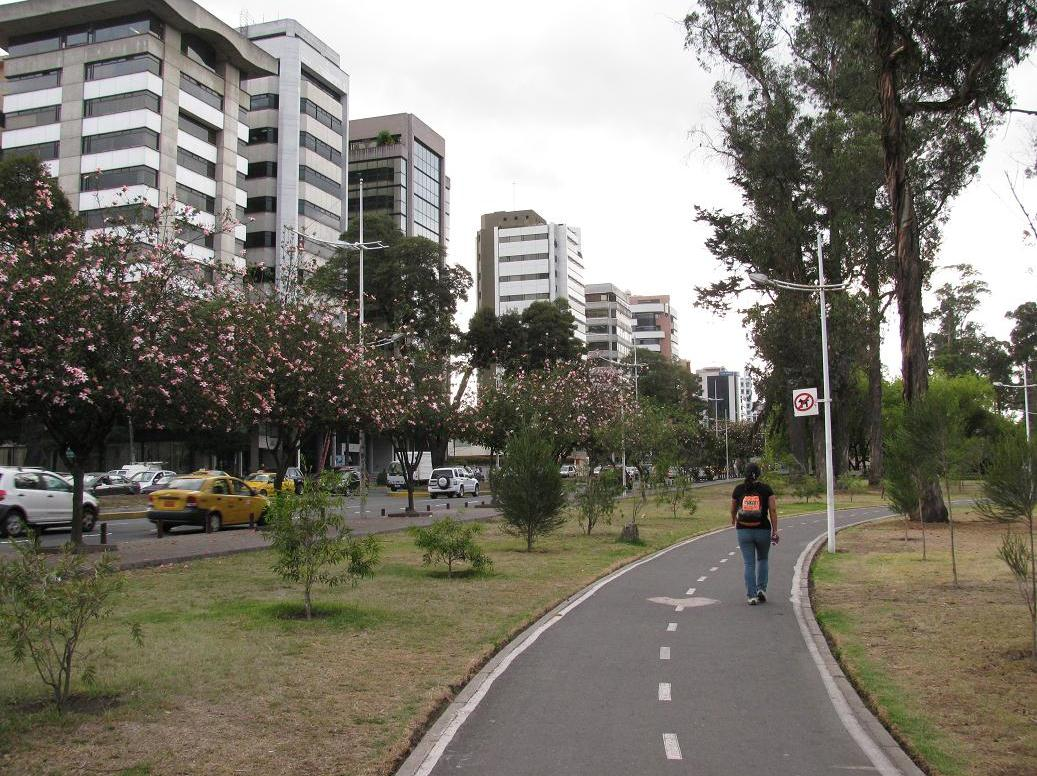
Ciclovía de Quito en el parque La Carolina

Quito cuenta con más de 60 kilómetros de ciclovías, la primera ciclovía implementada en 2004 (llamada Ciclo-Q) recorre los parques lineales del Sur de Quito, el centro histórico y la avenida Amazonas hasta la estación La Y del Trole también ese año se implementó la Ciclovía "Interuniversitaria" que a través de la avenida Carrión conecta de este a oeste la Universidad Central del Ecuador con las Universidades Católica, Salesiana y la Escuela Politécnica Nacional. En 2012 con el inicio de operaciones del sistema BiciQ se dio una gran ampliación de la red de ciclovías; en las siguientes avenidas: Av. de la Prensa, Av. Gerónimo Carrión, Av. Diego de Almagro, Av. Luis Cordero, Av. Antonio de Ulloa, Av. Veracruz, Av. Atahualpa, Blvd. Naciones Unidas y Av. Mariana de Jesús.
Quito también cuenta con ciclovías recreativas en los parques lineales del Sur, parque El Ejido, parque La Alameda, parque La Carolina, parque Itchimbía, parque metropolitano Guanguiltagüa, y el Chaquiñan de Cumbayá-Tumbaco que es un sendero ecológico de 28 kilómetros creado sobre una línea férrea abandonada. Además, la Universidad Católica cuenta con una red interna de ciclovías, denominada CicloPuce.

## Parques

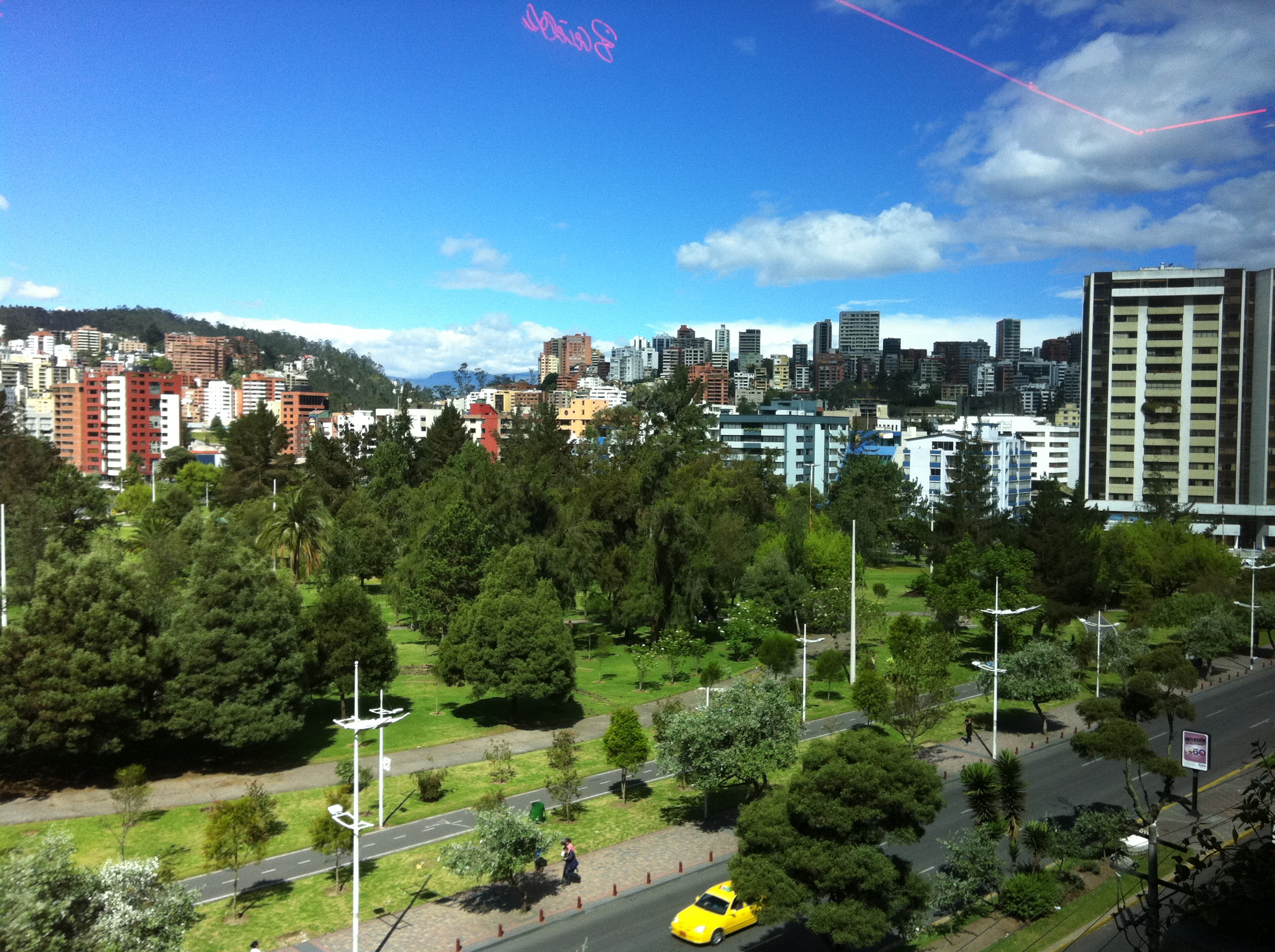
Vista del parque La Carolina.

Debido a al mayoritariamente desordenado crecimiento urbano, similar a la mayoría de las ciudades latinoamericanas, las áreas verdes que cuenta la ciudad se encuentran dispersas de forma irregular sobre la urbe. Es por ello, que las áreas históricamente planificadas de la ciudad, como el actual hipercentro, cuentan con mayor superficie y accesibilidad a parques, mientras que las periferias y zonas que fueron producto de una expansión sin planificación son menos favorecidas. No obstante, las distintas administraciones municipales han tratado de subsanar el problema, consiguiéndolo parcialmente con los denominados parques de bolsillo, típicos de la urbe, localizados por toda la ciudad, principalmente en barrios con mayor densidad poblacional. Por tal motivo, Quito es de las pocas ciudades del país y la región, que cumple con el Índice Verde Urbano (IVU) recomendado por la Organización Mundial de la Salud, de 9 m² de áreas verdes por habitante, ya que cuenta con un IVU de 10,4 m²/habitante, llegando a un total de 1695 ha de áreas verdes en el perímetro urbano. Entre los principales parques de la ciudad, se encuentran:
- Parque La Carolina: Localizado en el sector de Iñaquito, corazón financiero de la urbe. Dentro de la composición espacial del parque, se pueden diferenciar siete grandes zonas: la zona deportiva, compuesta por 42 canchas deportivas de diferentes disciplinas; la zona aeróbica, cuyo elemento principal es la otrora pista de carreras del desaparecido hipódromo, hoy convertida en pista atlética; la zona de la laguna; la zona de patinaje; dos zonas infantiles y la zona de recreación canina.[105] Cuenta además, con tres bulevares: el bulevar Naciones Unidas, el bulevar Rumipamba y el bulevar Rumipamba. Asimismo, dentro del área del parque, se encuentran varios edificios destacados, que corresponden a diferentes instituciones culturales de la ciudad, tales como: el jardín botánico de Quito, el Museo Ecuatoriano de Ciencias Naturales, el Vivarium de anfibios y reptiles, el parque interactivo de Dinosaurios Mecánicos, entre otros.

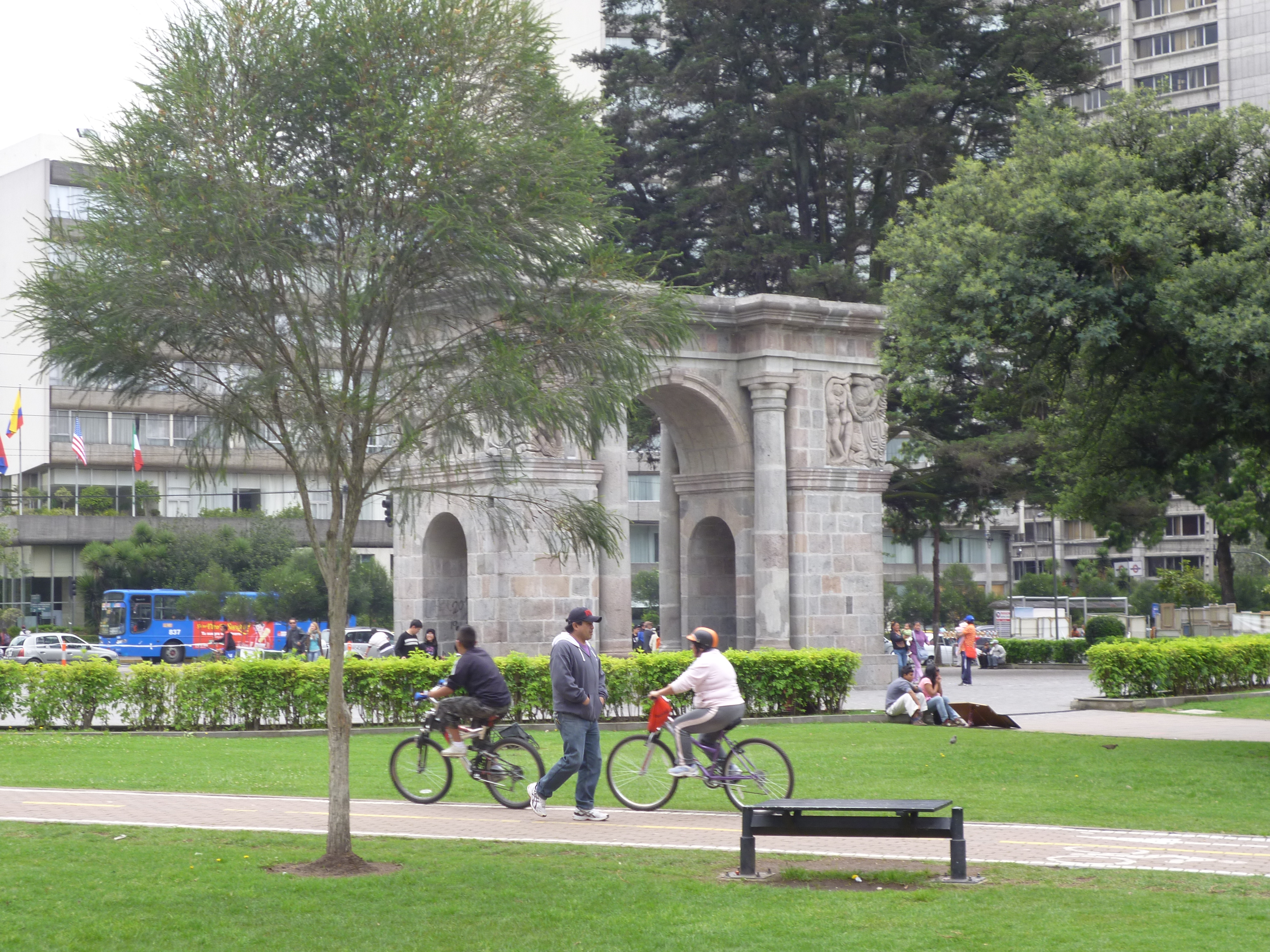
Puerta de La Circasiana, en el parque El Ejido

- Parque El Ejido: Ubicado en el centro norte de la ciudad, su extensión está comprendida en 14,17 hectáreas. En el noroccidente del predio se ubican las canchas deportivas, usadas especialmente para juegos tradicionales como el ecuavoley y los «cocos». También existen zonas dedicadas a los juegos infantiles.[106] Cada fin de semana se instala una galería al aire libre en la que se exhiben y comercializan obras de arte a lo largo del bulevar que existe sobre la avenida Patria.[107][108] El parque cuenta además con espacios internos que son utilizados por artistas callejeros para montar sus performances, así como un sitio de venta de artesanías.
- Parque Metropolitano Guangüiltagua: Localizado en la loma de Guangüiltagua, con una extensión de 571 ha, es el principal pulmón del norte la ciudad, puesto que su superficie está cubierta en su gran mayoría de bosque, siendo más un área protegida, que un parque urbano, debido a que se ha preservado su naturaleza, siendo refugio de las principales especies de flora y fauna de la zona. Es por ello que cuenta con varios senderos, áreas para acampar, hacer pícnic, rutas para observación de aves, ciclismo de montaña y downhill; aunque también posee instalaciones típicas de un parque urbano, como canchas deportivas y juegos infantiles. Además, debido a su localización geográfica, cuenta con varios miradores con vistas hacia el valle de Tumbaco. En su interior también se encuentra una de las plantas de tratamiento de agua potable de la ciudad, a la que es posible visitar, bajo supervisión del personal de las instalaciones.

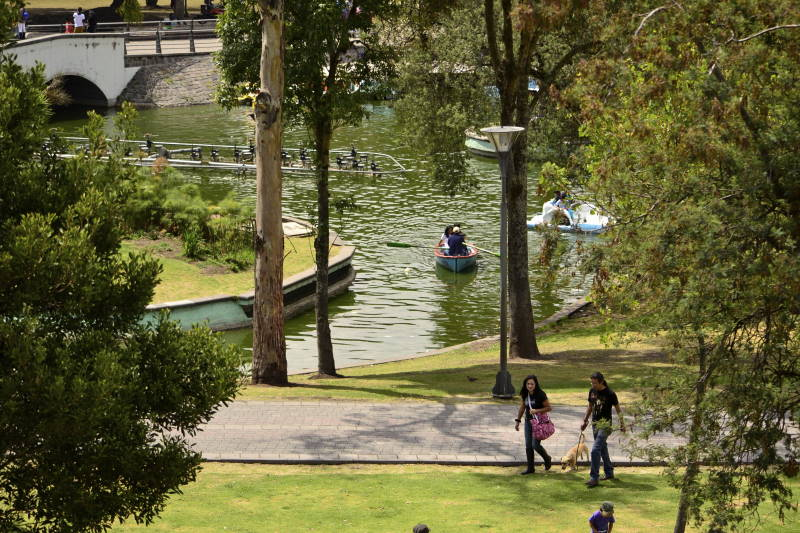
Vista del parque La Alameda.

- Parque La Alameda: Es el primer parque de la ciudad, está ubicado en la entrada norte al centro histórico de Quito y cuenta con una superficie de 6 ha. Debido a su antigüedad y a su localización geográfica, ha sido escenario de varios acontecimientos en la historia de la urbe. Durante el siglo XIX, fue la primera sede del jardín botánico de Quito y de la Escuela de Bellas Artes de Quito. A pesar de su pequeña extensión, cuenta con varios atractivos en su interior, como su pequeña laguna; un antiguo mirador en forma de espiral, conocido popularmente como "El Churo" y el monumento a Simón Bolvíar, inaugurado en 1935. No obstante, su más importante edificación es el Observatorio Astronómico de Quito, localizado en el centro del parque. Fue fundado en 1873, siendo uno de los más antiguos de Sudamérica; en la actualidad, las actividades científicas se realizan en conjunto con el Museo Astronómico, el cual está abierto al público durante el día, y además permite la observación de sucesos astronómicos en la noche, cuando estos suceden.
- Parque Las Cuadras: Localizado al sur de la ciudad, en el sector de Quitumbe, posee una superficie de 24 ha. Dentro del parque funciona el “Vivero de Las Cuadras”, lugar en el que es posible el cuidado y reproducción de árboles y plantas nativas y exóticas. Existen dos quebradas que forman parte de este espacio ecológico; Shanshayacu y Rumichaca; las cuales son mantenidas en su estado natural y son componentes paisajísticos del parque. Las Cuadras tiene un sendero ecológico dedicado a las ranas de Quito, que abrió sus puertas con la intención de recuperar el patrimonio natural de la ciudad. El sendero está atravesado por las quebradas del sector, las cuales se mantienen en su estado natural para recuperar el hábitat de estos reptiles. Además de aquello, posee juegos infantiles, área para bailoterapia, equipo de gimnasia inclusiva y una laguna artificial.
- Parque Bicentenario: Es un parque ubicado donde se asentó el antiguo Aeropuerto Mariscal Sucre, cuenta con una superficie de 125 ha. Aunque fue inaugurado en 2013, aún no se encuentra consolidado como parque urbano, ya que se está retirando paulatinamente el concreto desde los extremos hacia el centro y cuenta con infraestructura mayormente provisional, mientras se levantan las planificadas y definitivas. Cuenta con zonas infantiles, ciclovías, piletas con iluminación, un humedal, esculturas y murales.

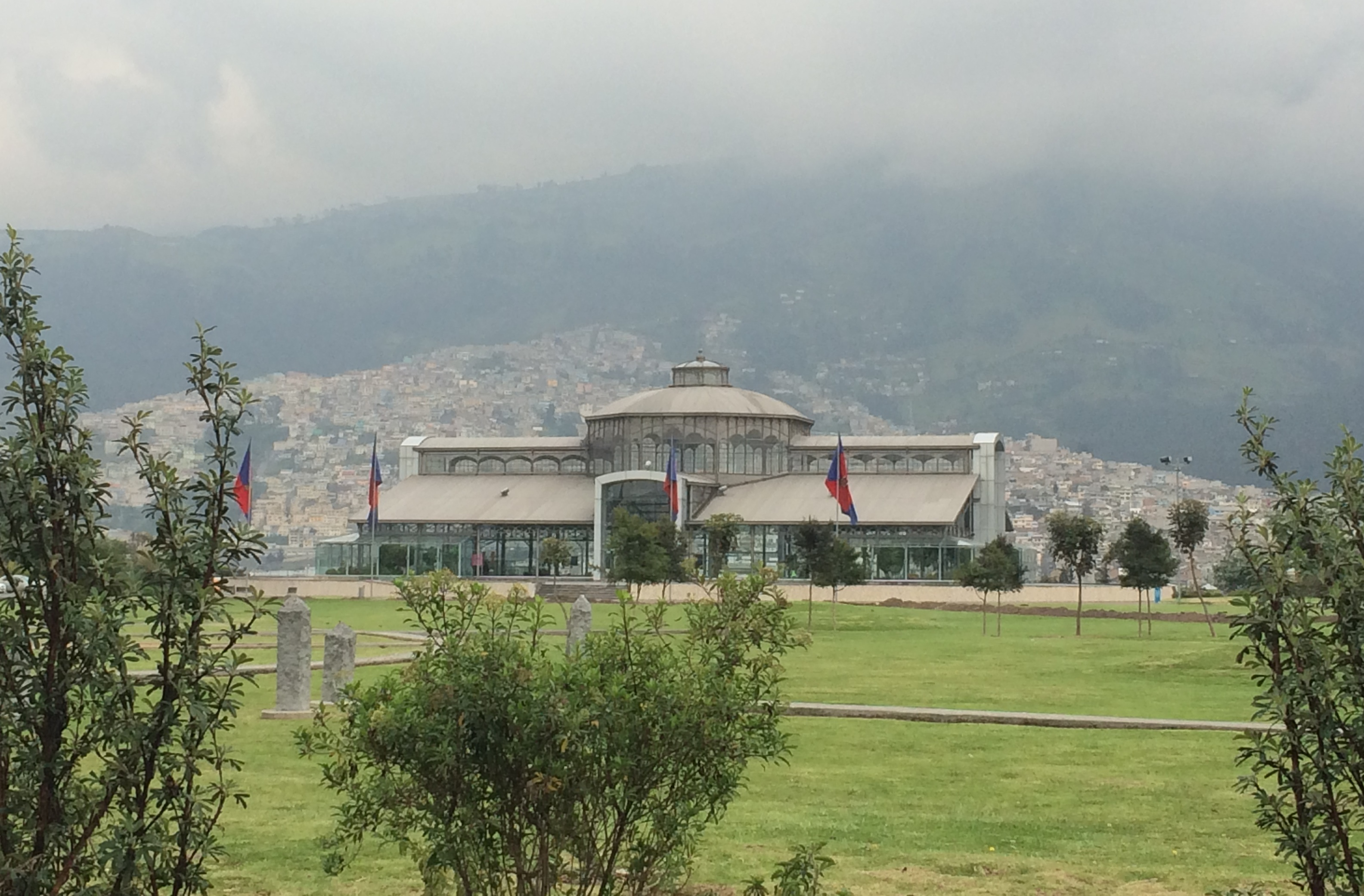
Centro cultural Itchimbía, dentro del parque homónimo

- Parque Itchimbía: Se ubica en la cima y en las laderas de la loma Itchimbía la cual se encuentra en el límite oriental del centro histórico de Quito, rodeada por el río Machángara y los barrios de El Dorado, La Tola y San Blas. El parque está a 2900 m s. n. m., y es considerado como un mirador natural por la amplia visibilidad que se tiene de la ciudad desde sus cuatro puntos cardinales. En el interior del parque, y como punto principal del mismo, se encuentra el centro cultural Itchimbía, popularmente conocido como Palacio de Cristal; una enorme construcción de hierro y cristal que en tiempos republicanos (finales del siglo XIX y comienzos del XX) sirvió para albergar un popular mercado del centro histórico. El predio tiene con una extensión de 54 ha, y cuenta con ciclovías, rutas peatonales, áreas recreativas y de deporte, laberintos, esculturas, pileta, espejos de agua, entre otros atractivos. Además, el parque es sede de varios de los más importantes festivales musicales del país.
- Parque Metropolitano del Sur: Está ubicado al sureste de la ciudad, en la parroquia Quitumbe, entre la avenida Simón Bolívar, sector el Troje, a 7 kilómetros aproximadamente del intercambiador de la Simón Bolívar y autopista General Rumiñahui. Posee una superficie de 620 hectáreas, por lo que es el parque más grande de todo el distrito metropolitano de Quito. Similar al parque Metropolitano Guangüiltagua, es el principal pulmón del sur de la urbe, ya que su superficie está cubierta en su gran mayoría de bosque, siendo más un área protegida, que un parque urbano, además de estar geográficamente aislado de gran parte de la ciudad; por lo que, al igual que su símil del norte, es refugio de especies animales y vegetales nativas de la zona. Cuenta varios miradores con vistas hacia el valle de los Chillos; aunque su principal atractivo, es su Granja Interpretativa, que cuenta con varias especies de animales domésticos.

## Educación
La ciudad cuenta con excelente infraestructura para la educación, tanto pública como privada. La educación pública en la ciudad, al igual que en el resto del país, es gratuita hasta la universidad (tercer nivel) de acuerdo a lo estipulado en el artículo 348 y ratificado en los artículos 356 y 357 de la Constitución Nacional. Varios de los centros educativos de la ciudad cuentan con un gran prestigio. La ciudad está dentro del régimen Sierra por lo que sus clases inician los primeros días de septiembre y luego de 200 días de clases se terminan en el mes de julio.

### Enseñanza superior
La ciudad y sus alrededores cuentan con varias universidades de pregrado y postgrado. Desde su fundación Quito ha sido la capital académica y universitaria del país, la fundación de universidades de congregaciones católicas como la Santo Tomás de Aquino y la San Gregorio definieron el rumbo de lo que hoy es la Universidad Central del Ecuador. Así mismo, durante la presidencia de Gabriel García Moreno se fundó la Escuela Politécnica Nacional, mientras que otras instituciones de educación superior se fundaron posteriormente, tal es el caso de la Escuela Politécnica del Ejército, la Universidad de las Américas (parte de la Red Laureate), la Universidad San Francisco, la Politécnica Salesiana y la Universidad de Los Hemisferios (UDH).
Quito posee a tres de las cinco universidades con la mayor red de investigación y desarrollo del país, la Pontificia Universidad Católica del Ecuador, la Universidad San Francisco de Quito y la Escuela Politécnica Nacional; ubicándose en el primero, tercero y cuarto puesto respectivamente. El mayor campus universitario se encuentra ubicado dentro de la Universidad Central del Ecuador. Únicamente cuatro universidades de pregrado de la ciudad son públicas (UCE, EPN, ESPE y UAW), el resto de universidades son privadas y dependiendo de cada una sus matrículas y pensiones suelen ser holgadas o elevadas, como es el caso de la USFQ.
Actualmente, la ciudad cuenta con las siguientes universidades:
- EPN — Escuela Politécnica Nacional (pública)
- FLACSO — Facultad Latinoamericana de Ciencias Sociales (pública)
- IAEN — Instituto de Altos Estudios Nacionales (pública)
- PUCE — Pontificia Universidad Católica del Ecuador (privada)
- UASB — Universidad Andina Simón Bolívar (pública)
- UCE — Universidad Central del Ecuador (pública)
- UDLA — Universidad de las Américas (privada)
- ESPE — Universidad de las Fuerzas Armadas (pública)
- UDH — Universidad de los Hemisferios (privada)
- UDET — Universidad de Especialidades Turísticas (privada)
- UAW — Universidad Intercultural de las Nacionalidades y Pueblos Indígenas Amawtay Wasi (pública)
- UIDE — Universidad Internacional del Ecuador (privada)
- UISEK — Universidad Internacional SEK Ecuador (privada)
- UMET — Universidad Metropolitana (privada)
- UPS — Universidad Politécnica Salesiana (privada)
- USFQ — Universidad San Francisco de Quito (privada)
- UTI — Universidad Tecnológica Indoamerica (privada)
- UISRAEL — Universidad Tecnológica Israel (privada)
- UTE — Universidad UTE (privada)

## Cultura

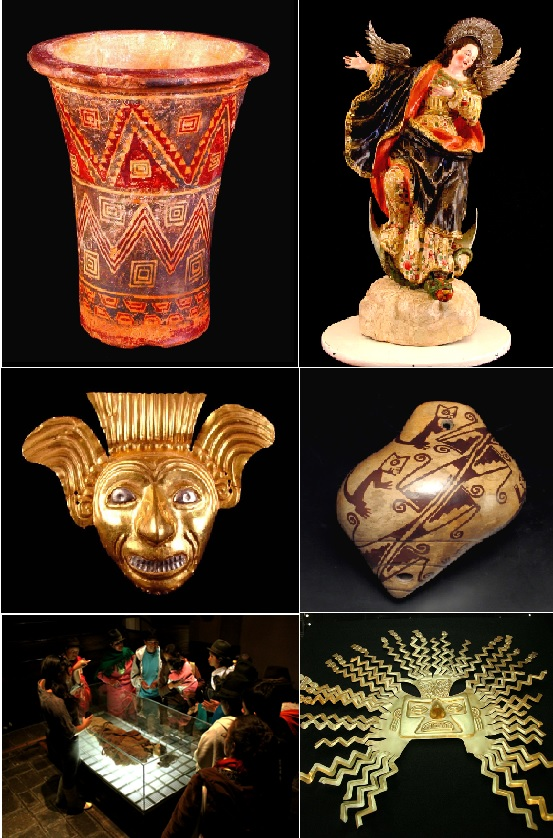
Piezas representativas del Museo Nacional del Ecuador.

### Museos
La ciudad de Quito cuenta con la mayor cantidad de museos del país: superan los 60, convirtiéndola en el eje fundamental de la cultura de Ecuador estos atraen a muchos turistas y trae igualmente una economía a Quito, los de arte y cultura que abundan en el centro histórico los museos interactivos al Sur y Centro de la ciudad, de pintura como el Museo Capilla del Hombre en el norte. Entre los más representativos, tenemos:
- Museo Nacional del Ecuador: Es considerado la mayor institución museística del país, ya que mantiene la más grande colección de bienes ancestrales, variedad de cuadros de diferentes artistas y épocas, además de vasijas y figuras ceremoniales de diversos períodos de la historia ecuatoriana.[112] Este museo se encuentra albergado en el Edificio de los Espejos de la Casa de la Cultura Ecuatoriana, junto al Palacio Benjamín Carrión. Exhibe las más importantes piezas de arte ecuatoriano en sus salas de Arqueología, de Oro, de Arte Colonial, de Arte de la República y de Arte Contemporáneo. Cuenta además con varias Salas Temporales, abiertas con arte ecuatoriano y universal con muestras individuales y colectivas de carácter itinerante. Se divide en diferentes áreas, la primera sería la Galería Arqueológico donde se exhiben artefactos que datan de 11 000 a. C. Tribunal de Oro, en representación de los grupos indígenas que adoraban al sol una, al hacerlo, utilizaron el oro para crear máscaras, adornos en el pecho, y figuras para representar el sol. Galería de Arte Colonial, que contiene piezas desde 1534 hasta 1820 y el republicano Galería de Arte, se puede ver esta transición. El Museo de Instrumentos Musicales se encuentra en el Museo Nacional del Banco Central del Ecuador.

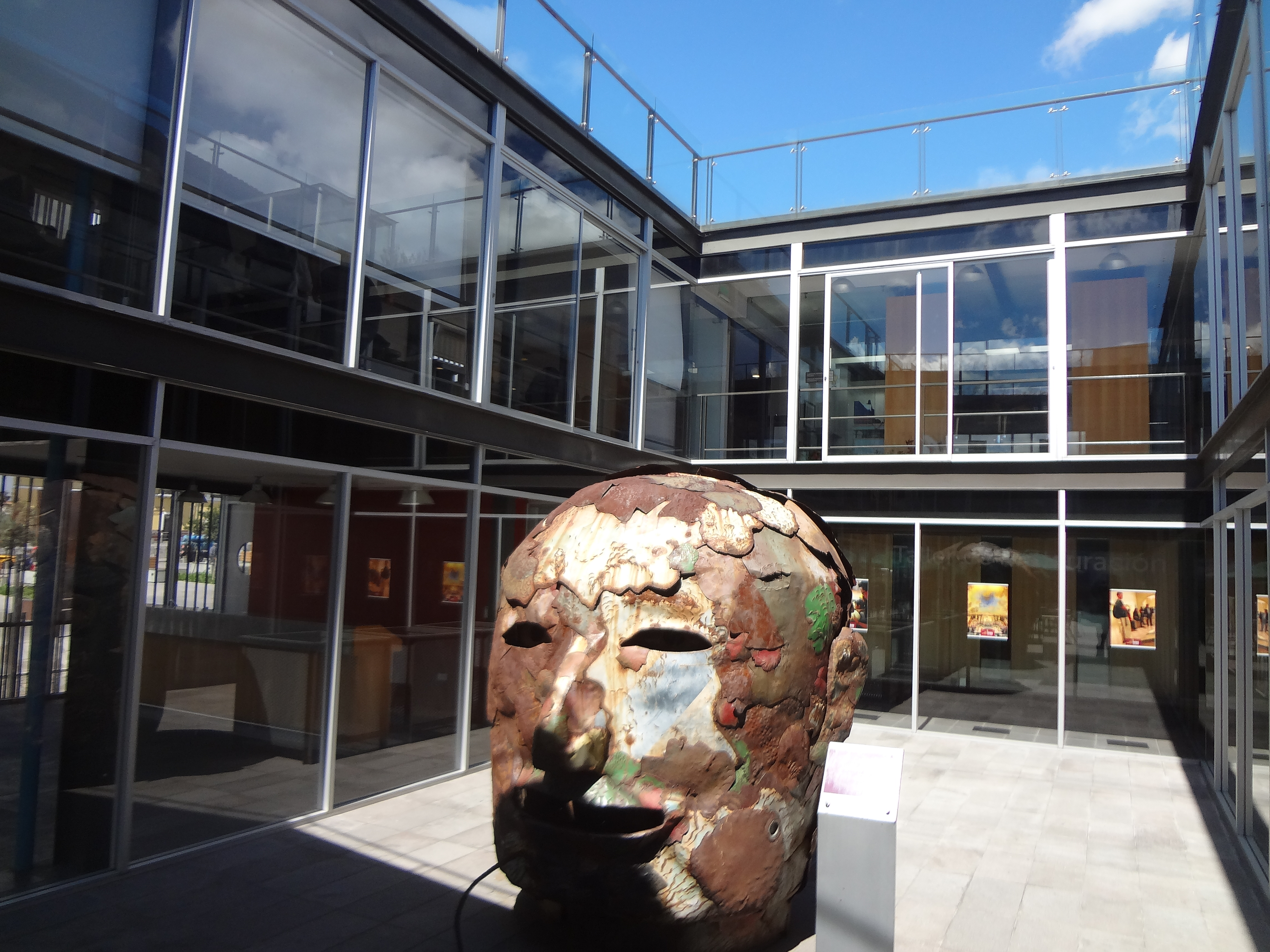
Interior del Museo de la Ciudad.

- Museo de la Ciudad: En 1998, la Alcaldía de Quito decide recuperar el edificio civil más antiguo de la ciudad, el Antiguo Hospital San Juan de Dios, que data de 1565, para convertirlo en un museo que narre la historia de la ciudad desde la perspectiva de la cotidianidad. A través de las siete salas de exposición permanente se puede conocer la historia de Quito, desde las sociedades antiguas hasta el siglo XX, visibilizando especialmente a los personajes anónimos que contribuyeron a la construcción de la ciudad como tal. Otro espacio de exhibición permanente es la sala que recrea una enfermería del Antiguo Hospital, en la que los visitantes pueden apreciar la manera en la que se atendía a los enfermos en épocas pasadas. Además, cuenta con salas de exposición temporales en las que se exponen obras de artistas locales e internacionales, así como propuestas de colectivos e instituciones sobre temáticas contemporáneas. El horario de este museo es de martes y domingos de 09:00 a 17:00, para una mejor experiencia se puede realizar reservaciones.
- Museo Capilla del Hombre: Sin duda uno de los museos más importantes dentro de la ciudad es La Capilla del Hombre,[113] obra cumbre del maestro plástico quiteño Oswaldo Guayasamín, y localizado en el sector de Bellavista.
- Museo Nacional de Medicina del Ecuador: Dedicado a la historia de la medicina y fundado por el doctor Eduardo Estrella, quien fue un médico e investigador ecuatoriano. Estrella estudió medicina en la Universidad Central del Ecuador. Hizo sus estudios especializados en psiquiatría en la Universidad de Navarra, Pamplona, España. Estrella, más tarde presidió la Facultad de Medicina de la Universidad Central del Ecuador. El libro más famoso de Dr. Estrella es Flora Huayaquilensis que relata una expedición que se había perdido por más de 200 años en los archivos del Real Jardín Botánico de Madrid. En 1985 Dr. Eduardo Estrella encontró evidencia de que Juan José Tafalla Navascués había recorrido el territorio de la Audiencia de Quito y que sus artículos, no publicados, eran la primera descripción sistemática de la flora del Ecuador. Clasificación del Museo Nacional de Medicina del Ecuador:

1. Medicina aborigen Alimentación, nutrición y salud; arqueología médica; plantas medicinales.
2. Medicina hispánica. Institucionalización de la medicina académica; hospitales y enseñanza médica; medicina religiosa; instrumentos de farmacia; botica.
3. Medicina republicana. Instrumental médico-quirúrgico; laboratorio clínico; gabinete odontológico.
4. Medicina tradicional. Medicina tradicional y etnomedicina; jardín de plantas medicinales “Juan Tafalla".

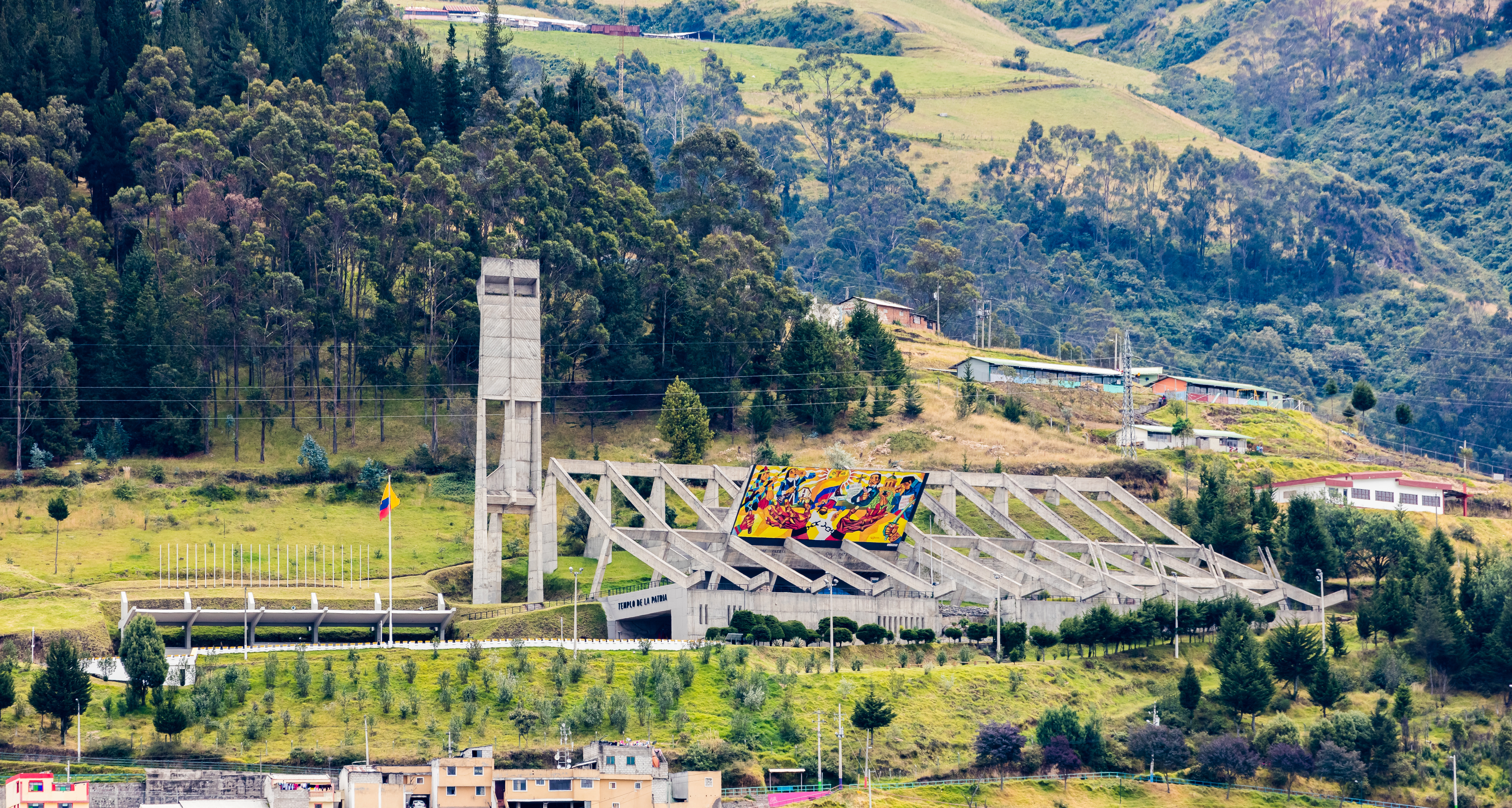
Templo de la Patria.

- Museo Templo de la Patria: Es un complejo monumental construido en honor a los soldados que lucharon en la Batalla de Pichincha (1822); levantado en el lugar exacto donde se libró aquella gesta, con la que se selló definitivamente la independencia de los territorios que hoy conforman el Ecuador.[114] Alberga además fascinantes leyendas, como la de Abdón Calderón, el héroe adolescente, nacido en Cuenca, que ofreció su vida por la libertad de su patria. El complejo consta del museo, los jardines, un teatro al aire libre, pequeños monumentos conmemorativos, un mural del maestro plástico lojano Eduardo Kingman y la tribuna en la que se realiza el desfile militar anual. Cada 24 de mayo se realiza en los exteriores de este museo una parada militar para conmemorar la proeza libertaria, comandada por Antonio José de Sucre, el Gran Mariscal de Ayacucho. Es además un sitio privilegiado desde el cual se puede divisar la totalidad del centro histórico de Quito y parte de la zona norte de la ciudad.

- Museo Antropológico del Instituto Nacional Mejía: Este sitio contiene 17 salas donde se recrean 21 etnias de la Costa, Sierra y Amazonía del país. También hay una sala especial para las especies emblemáticas de la fauna nacional. En exhibición se distingue a un cóndor, a varios roedores y primates menores, todos embalsamados. Una sala final está dedicada al desarrollo de foros y proyecciones audiovisuales para el público estudiantil que acude a este complejo antropológico. La carta estética para este Museo la puso el talento escultórico de Galo Tobar. Este maestro supo capturar la mirada, la expresión y las posiciones heriáticas de pescadores montubios, agricultores serranos y sabios y guerreros orientales. Y dichos personajes aparecen en la recreación de sus ambientes originales. Para este efecto, cañas de bambú, bahareque, troncos de árboles endémicos y hojas de palmera han sido introducidas al lugar. El resto de la vegetación está hecha en papel. Aspecto importante en esta muestra antropológica está en la apreciación de la vida cotidiana de los pobladores primigenios del país. La vestimenta es un punto de referencia hacia el entendimiento de las relaciones entre los seres humanos y sus entornos.
- Museo de Historia Natural Gustavo Orcés: Ubicado en la Escuela Politécnica Nacional, mantiene la colección paleontológica más antigua y más importante del país, fósiles colectados por Alejandro Humboldt, Teodoro Wolf, Franz Spillmann, Robert Hoffstetter, entre otros, y que forman parte del patrimonio Paleontológico del país.
- Otros museos: Otros museos importantes dentro del distrito son el Museo Alberto Mena Caamaño, en pleno casco histórico; el museo etnográfico Ciudad Mitad del Mundo, ubicado en el complejo turístico del mismo nombre en el norte de la ciudad; los museos históricos María Augusta Urrutia y Casa de Sucre, ambos en el centro histórico; el museo Numismático del Banco Central, junto a la iglesia de La Compañía, también en el centro histórico de la urbe; el museo de la biblioteca Aurelio Espinosa Pólit, en la parroquia de Cotocollao, al norte de la ciudad; y el museo ecológico-recreativo Yaku, en la parte occidental y que se destaca por su invitación a conocer y preservar las bondades del agua. Además existen dos zonas arqueológicas emplazadas en medio de la ciudad moderna: Ciudad Metrópoli (ruinas de la ciudad de los Quitus y de los Incas), y la Necrópolis de La Florida (cementerio de los quitus).

### Gastronomía

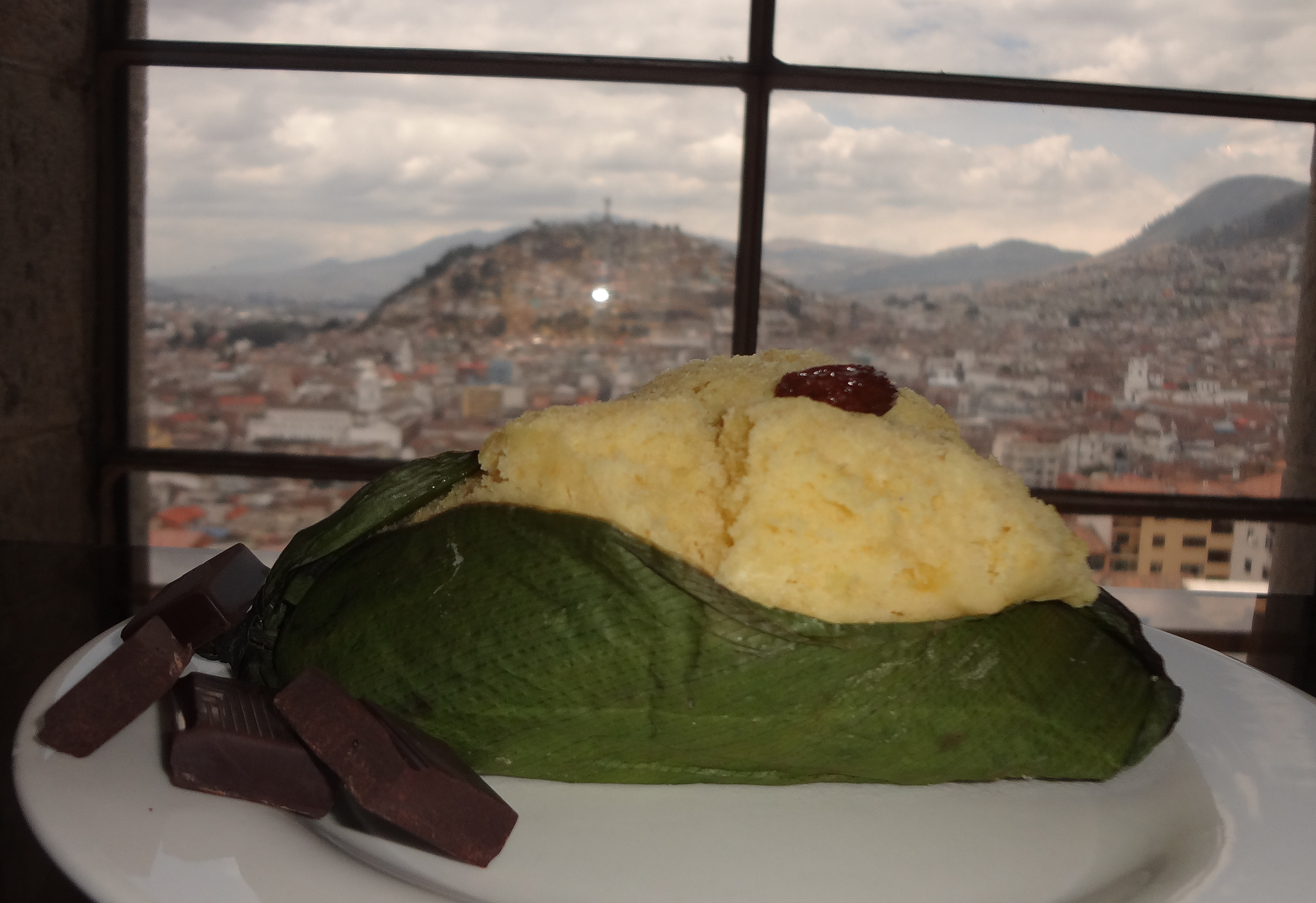
Quimbolito, delicia gastronómica de dulce, típica de la urbe.

En Quito es posible encontrar una amplia gama de alimentos. Existen zonas especializadas en la oferta de comida preparada, como restaurantes y cafeterías. En otros sitios de la ciudad es posible encontrar restaurantes de alta cocina. Existen importantes establecimientos dedicados a la gastronomía ecuatoriana de todas las provincias del país. En lo que respecta a la gastronomía local, la urbe es sede de eventos gastronómicos de envergadura nacional.
La ciudad de Quito cuenta con más de 450 establecimientos gastronómicos (entre restaurantes, bares y cafeterías), los que ofrecen una gran diversidad de estilos culinarios. Para los turistas que llegan a la ciudad, existe una gran herramienta que los puede ayudar a encontrar el lugar ideal donde ir a comer, tomar un trago o un café; ahí podrán encontrar establecimientos gastronómicos por tipo de comida, precio promedio, ubicación o ambiente.

### Cosmopolitismo
Tal como cualquier capital, la ciudad de Quito tiene una variada oferta en cuanto a gustos y temas se refiere. En esta ciudad se puede encontrar desde tiendas de diseñadores internacionales hasta tiendas artesanales locales. En la capital podrémos encontrar una gran variedad de personas de diferentes partes del país que por varios motivos han emigrado de sus ciudades natales, también una significativa cantidad de extranjeros provenientes de todos los lugares del mundo. Quito se ha convertido en una ciudad que acoge a miles de inmigrantes provenientes principalmente de Colombia, Cuba, Perú, recientemente Venezuela, europeos y norteamericanos.
La urbe cuenta con varios lugares llenos de cultura donde se aglomeran ciudadanos de todo el país y del mundo. Entre las principales tenemos a la Mariscal, donde se asientan varios lugares de ocio y diversión que atienden de lunes a domingo. En esta zona se encuentran varios negocios de comida internacional, bares, discotecas, karaokes, restaurantes y un sinnúmero de ofertas de encuentro y diversión nocturna. Otra zona muy concurrida por Quiteños y extranjeros es el centro histórico, ya que aquí se encuentran museos e iglesias de interés lo que lo convierte en un lugar muy transitado y un punto referencial del turismo y de la cultura Quiteña.
Existen algunos paseos urbanos en la ciudad. Los más importantes son el bulevar de la avenida Amazonas, de la avenida Naciones Unidas y el área de la Mariscal. Existen ciertos proyectos planteados por el municipio del distrito metropolitano de Quito a fin de regenerar la avenida Colón para darle el mismo estilo urbanístico de las ya mencionadas Amazonas y Naciones Unidas.

## Economía

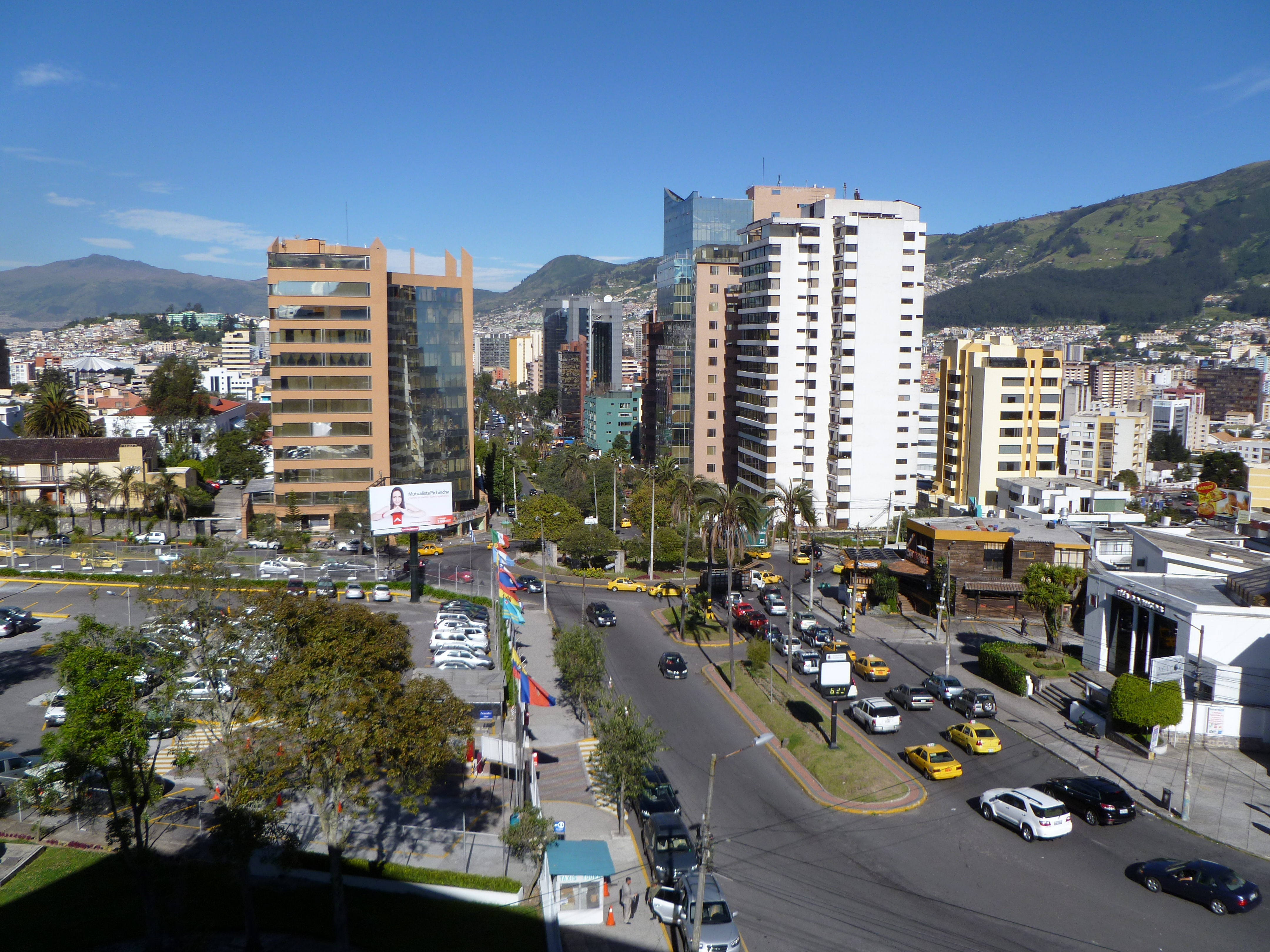
Avenida 12 de Octubre y su zona comercial

La ciudad actualmente presenta una concentración de empresas y oficinas de negocios en cinco ubicaciones principales: El Ejido, La Whymper, La Coruña, La Carolina y 12 de Octubre. Que vendrían a ser los cuatro centros financieros de la ciudad. Estos se encuentran todos en la zona norte.
La ciudad es sede de las más importantes compañías nacionales y de la casi totalidad de compañías multinacionales asentadas en el país; también es la sede de las oficinas centrales de las más importantes industrias que funcionan en el país. La actividad financiera y bancaria se concentra en el centro norte de la ciudad en los alrededores del parque de "La Carolina". Quito también es una ciudad muy agitada en el ámbito comercial, destacando grandes y modernos centros comerciales, malls, tiendas de textiles, artesanías y suvenires, cadenas de grandes supermercados, ferreterías, farmacias, etc. La actividad económica es muy variada, aquí que es donde se concentra la mayor parte del accionar de la industria automotriz especialmente en el ensamblado para consumo nacional y exportación, la mayor actividad de construcción de todo el país, es la primera exportadora nacional de flores, madera, productos no tradicionales como el palmito y espárragos y varios más provenientes de sus valles y del mismo distrito; la actividad comercial es muy variada y la ciudad concentra la mayor cantidad de empresas dedicadas a esta actividad a nivel nacional. Es la segunda ciudad que más remesas recibe según estadísticas del Banco Central del Ecuador en el 2008. Y por último y lo más importante, la actividad turística que es la que más atrae a la ciudad y en la cual pretende concentrar y dedicar sus mayores esfuerzos. A partir de una gran inversión destinada a la regeneración urbana del centro histórico y otros lugares turísticos que empezó desde el 2001 por parte del municipio del distrito metropolitano de Quito, el rubro turismo viene a ser una importantísima fuente de ingresos para la ciudad.

### Producto interno bruto
Quito, capital de la provincia de Pichincha y del Ecuador, es la ciudad que más aporta al PIB Nacional y la mayor por renta per cápita. Quito es la de mayor grado de recaudación de impuestos en el Ecuador por concepto de gravámenes según el Servicio de Rentas Internas (S.R.I.), superando el 57% nacional al año 2009, siendo en la actualidad la región económica más importante del país, según el último "estudio" realizado por el Banco Central del Ecuador, en el año 2006, el aporte fue del 18,6% al PIB, generando 4106 millones de dólares, sin embargo su valor de adjudicación permite que este PIB sea aún mayor llegando a adquirir en términos reales el 27% del PIB país, gracias a las aportaciones de la producción petrolera y predial. Actualizado: al 2009 el PIB de Quito fue de 57,650 millones de dólares aproximadamente por concepto de producción (19% de aportación), 4112 millones de dólares por concepto de adjudicación (8% de adjudicación) y 14762 millones de dólares por concepto total de PIB (27 % procedente del 8 % adjudicado, 19 % producido). Según datos del Instituto Nacional de Estadísticas y Censos INEC, en el año 2018 se registraron un total de 72 370 empresas en Quito.
| PIB             | Población | PIB per cápita Nominal | PIB per cápita PPA |
| --------------- | --------- | ---------------------- | ------------------ |
| 47.996 millones | 1`612.312 | 18.205                 | 20.410             |

Tabla: Datos económicos de la ciudad de Quito para el año 2009

## Deporte

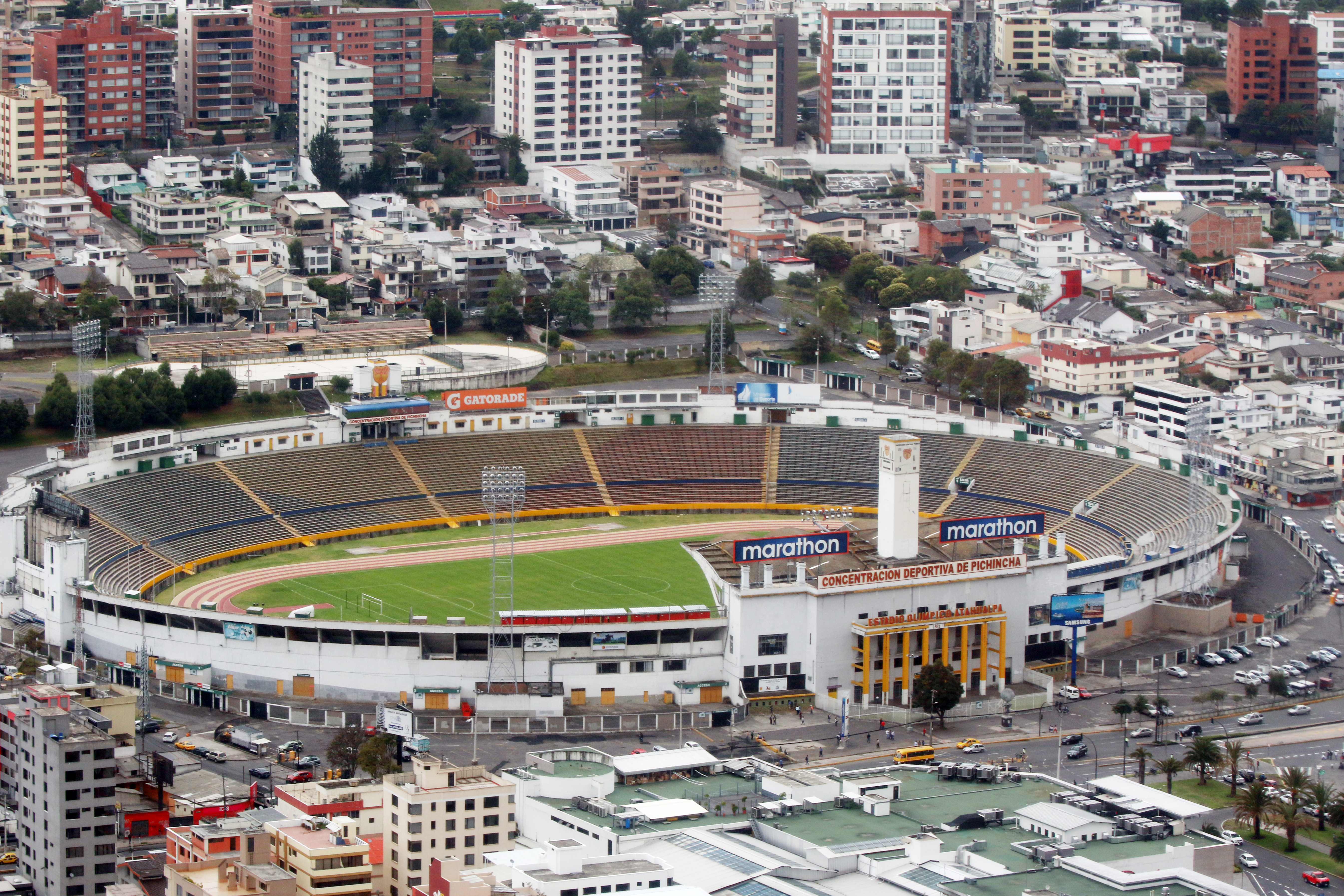
Estadio Olímpico Atahualpa, principal escenario deportivo de la ciudad.

La Concentración Deportiva de Pichincha es el organismo rector del deporte en toda la Provincia de Pichincha y por ende en Quito se ejerce su autoridad de control. En esta ciudad se alojan algunas de las instituciones deportivas más importantes del país. La ciudad está dotada de una red de completos polideportivos públicos que, sumados a los centros privados, facilitan la práctica del ejercicio físico, esto junto con el clima, hace de Quito una de las ciudades ecuatorianas con más practicantes de deporte.
El principal escenario deportivo de la ciudad es el estadio olímpico Atahualpa, sede de la selección nacional masculina de fútbol, la selección femenina y varios clubes de fútbol quiteños. Otros escenarios deportivos destacados son: el estadio Rodrigo Paz Delgado (propiedad de Liga Deportiva Universitaria), el estadio Gonzalo Pozo Ripalda (propiedad de Sociedad Deportiva Aucas), el Coliseo General Rumiñahui y el Coliseo Julio César Hidalgo, que también son sedes de distintos deportes como el baloncesto, el voleibol y el futsal, etc. Al tener una intraestructura deportiva diversa, de las más completas del país, ha sido sede de varias competiciones deportivas nacionales e internacionales, entre las que se destacan:
- V Juegos Bolivarianos Quito y Guayaquil 1965
- Copa América 1975
- Copa América 1979
- Campeonato Sudamericano Sub-20 Ecuador 1981
- Copa América 1983
- Copa América 1993
- Campeonato Mundial Sub-17 Ecuador 1995
- Campeonato Sudamericano Sub-17 Ecuador 2007
- Campeonato Sudamericano Sub-17 Ecuador 2011
- Campeonato Sudamericano Femenino Ecuador 2010
- Campeonato Sudamericano Femenino Ecuador 2014
- Campeonato Sudamericano Sub-20 Ecuador 2017

### Atletismo
La competencia atlética de carácter popular más grande del país es la Quito Últimas Noticias 15K y se organiza en esta ciudad desde 1960. En su edición 2013 contó con un total de 22000 atletas inscritos.

### Fútbol
El deporte más popular en la ciudad, al igual que en todo el país, es el fútbol. La ciudad es sede de cuatro de los equipos más populares del país: Club Deportivo El Nacional, Liga Deportiva Universitaria,  Sociedad Deportivo Quito, Sociedad Deportiva Aucas y Club Deportivo Universidad Católica.
Liga Deportiva Universitaria, conocido como el "Rey de Copas", es el equipo ecuatoriano que posee más títulos en general, teniendo en su haber 13 campeonatos nacionales, 1 campeonato de Copa, 3 campeonatos de Supercopa y 5 títulos internacionales, los cuales son la Copa Libertadores (edición de 2008), dos Copas Sudamericanas (edición de 2009 y edición de 2023) y dos Recopas Sudamericanas (edición de 2009, y edición de 2010). Además, en el 2008 fue subcampeón del Mundial de Clubes. Desde el año 2008 es el equipo ecuatoriano mejor ubicado según el Ranking de la Conmebol. El Club Deportivo El Nacional es, junto a Liga de Quito, el tercer club con más títulos de campeón nacional, teniendo 13, logrando su última conquista en 2006. El club se destaca porque su plantilla de jugadores la componen únicamente futbolistas ecuatorianos. Ha sido tricampeón y lo ha hecho dos ocasiones, en 1976, 1977, 1978 y en 1982, 1983, 1984. Cabe resaltar que el partido entre Liga de Quito y El Nacional es uno de los encuentros más tradicionales del fútbol ecuatoriano, a través del cual se han definido títulos, siendo el último la Supercopa de Ecuador 2025. Otros equipos tradicionales quiteños son: Club Deportivo América, y Sociedad Deportivo Quito, que ha sido campeón nacional en 5 oportunidades. Estos equipos tienen su sede en el estadio olímpico Atahualpa.
Los equipos profesionales de fútbol de la primera división ecuatoriana que tienen a Quito son:
| Equipos de Primera División | Equipos de Primera División         | Equipos de Primera División | Equipos de Primera División | Equipos de Primera División | Equipos de Primera División | Equipos de Primera División | Equipos de Primera División | Equipos de Primera División | Equipos de Primera División | Equipos de Primera División |
| Serie A de Ecuador          | Serie A de Ecuador                  | Serie A de Ecuador          | Serie A de Ecuador          | Serie A de Ecuador          | Serie A de Ecuador          | Serie A de Ecuador          | Serie A de Ecuador          | Serie A de Ecuador          | Serie A de Ecuador          | Serie A de Ecuador          |
| N.º                         | Equipo                              | Estadio                     | Títulos internacionales     | Títulos nacionales          | Copas nacionales            | Supercopas nacionales       | Títulos totales             |                             |                             |                             |
| --------------------------- | ----------------------------------- | --------------------------- | --------------------------- | --------------------------- | --------------------------- | --------------------------- | --------------------------- | --------------------------- | --------------------------- | --------------------------- |
| 1                           | Sociedad Deportiva Aucas            | Gonzalo Pozo Ripalda        | 0                           | 1                           | 0                           | 0                           | 0                           |                             |                             |                             |
| 2                           | Club Deportivo El Nacional          | Olímpico Atahualpa          | 0                           | 13                          | 2                           | 0                           | 15                          |                             |                             |                             |
| 4                           | Liga Deportiva Universitaria        | Rodrigo Paz Delgado         | 5                           | 13                          | 1                           | 3                           | 22                          |                             |                             |                             |
| 5                           | Club Deportivo Universidad Católica | Olímpico Atahualpa          | 0                           | 0                           | 0                           | 0                           | 0                           |                             |                             |                             |
| 6                           | Vinotinto Ecuador                   | Olímpico Atahualpa          | 0                           | 0                           | 0                           | 0                           | 0                           |                             |                             |                             |
| Serie B de Ecuador          |                                     |                             |                             |                             |                             |                             |                             |                             |                             |                             |
| 1                           | Club Atlético Vinotinto             | Olímpico Atahualpa          | 0                           | 0                           | 0                           | 0                           | 0                           |                             |                             |                             |
| 2                           | Cumbayá Fútbol Club                 | Olímpico Atahualpa          | 0                           | 0                           | 0                           | 0                           | 0                           |                             |                             |                             |

## Ciudades hermanadas
|                                    | País                   | Ciudad                     |
| ---------------------------------- | ---------------------- | -------------------------- |
| Bandera de Argentina               | Argentina              | Buenos Aires               |
| Bandera de Brasil                  | Brasil                 | Brasilia                   |
| Bandera de Brasil                  | Brasil                 | Porto Alegre               |
| Bandera de Bolivia                 | Bolivia                | La Paz                     |
| Bandera de Canadá                  | Canadá                 | Toronto                    |
| Bandera de Canadá                  | Canadá                 | Vancouver                  |
| Bandera de Chile                   | Chile                  | Santiago de Chile          |
| Bandera de Colombia                | Colombia               | Bogotá                     |
| Bandera de Colombia                | Colombia               | Medellín                   |
| Bandera de Colombia                | Colombia               | Cali                       |
| Bandera de Costa Rica              | Costa Rica             | San José                   |
| Bandera de Emiratos Árabes Unidos  | Emiratos Árabes Unidos | Dubái                      |
| Bandera de España                  | España                 | Barcelona                  |
| Bandera de España                  | España                 | Madrid                     |
| Bandera de Estados Unidos          | Estados Unidos         | Coral Gables               |
| Bandera de Estados Unidos          | Estados Unidos         | Louisville                 |
| Bandera de Estados Unidos          | Estados Unidos         | Saint Paul                 |
| Bandera de México                  | México                 | Ciudad de México           |
| Bandera de Nicaragua               | Nicaragua              | Managua                    |
| Bandera de Paraguay                | Paraguay               | Asunción                   |
| Bandera de Perú                    | Perú                   | Lima                       |
| Bandera de Perú                    | Perú                   | Paita                      |
| Bandera de Puerto Rico             | Puerto Rico            | San Juan                   |
| Bandera del Reino Unido            | Reino Unido            | Londres                    |
| Bandera de la República Dominicana | República Dominicana   | Santo Domingo              |
| Bandera de la República Dominicana | República Dominicana   | San Felipe de Puerto Plata |
| Bandera de Taiwán                  | Taiwán                 | Taipéi                     |
| Bandera de Uruguay                 | Uruguay                | Montevideo                 |
| Bandera de Venezuela               | Venezuela              | Caracas                    |